# معركة فارنا
معركة ڤارنا أو وارنه (باللغة التركية العثمانية: وارنه محاربەسى) (بالتركية: Varna Muharebesi)، آخر الحملات الصليبية ضد الدولة العثمانية في العصور الوسطى، وآخر معركة في حملة ڤارنا الصليبية، وإحدى الحروب التي غيرت مجرى التاريخ في المنطقة ووطدت مستقبل العثمانيين لأكثر من أربعة قرون بعدها في منطقة البلقان. وقعت «معركة ڤارنا» يوم «الخميس» (هناك اختلافات في التقاويم لحساب اسم هذا اليوم من الأسبوع) بتاريخ 28 رجب 848هـ الموافق في 10 نوڤمبر 1444م، بالقرب من مدينة ڤارنا البلغارية الواقعة غرب البحر الأسود، بين الدولة العثمانية بقيادة السلطان مراد الثاني، وقوات الحملة الصليبية الأوروپيَّة بقيادة القائد السياسي والعسكري المُحنَّك يوحنا هونياد أكبر الولاة والنبلاء في المملكة المجرية والذي كان قائداً لكل القوات المسيحية المشتركة. أُختير ملك بولونيا والمجر ڤلاديسلاڤ الثالث (بالبولندية: Władysław) (ويُنطق بالپولندية: ڤواديسواڤ)  قائدا شرفياً على الجيوش الأوروپية في تلك المعركة التي انتهت بمقتله، كما شارك فيها «ميرچه الثاني» حاكم «الأفلاق»، والمندوب البابوي الكاردينال «يوليان سيزاريني» وأساقفة محاربون آخرون.
وقَّع السلطان مراد الثاني هُدنة لمدة عشر سنوات مع المجر، وأقسم ملك المجر على الإنجيل والسُلطان مراد الثاني على القُرآن الكريم على عدم مُخالفتهما شُرُوط هذا الصُلح ما داما على قيد الحياة.
نقض الصليبيون والبابا عهد الصلح الذي عقدوه مع العثمانيين خلال أيام بعد أن نفّذ العثمانيون شروط العهد من جانبهم وسلَّموا عدة بلاد ومدن للصليبيين، فحنث الملك الصليبي باليمين الذي أقسمه على الإنجيل ولم يُنفذ بنود معاهدة الصلح وغدَرَت الدول الصليبية بأن حشدوا جيوشهم بدون إعلان حرب أو إلغاء للمعاهدة وساروا قاصدين مدينة ڤارنا الواقعة على ساحل البحر الأسود في بلغاريا يُذبِّحون في طريقهم المسلمين الآمنين بالصلح في المدن والقُرى الواقعة على مسار الجيش، كي يلتقوا بالسفن الصليبية عند ڤارنا ويستقلونها ثم يُباغتوا أدرنة عاصمة الدولة العثمانية، إلا أن خبرهم بلغ السلطان مراد الثاني فأسرع بتعبئة ونقل القوات عبر المضيق البحري في سباق مع الزمن ولحق بالصليبيين عند مدينة ڤارنا قبل أن يلتقوا السفن الصليبية وحَصَرَهُم فلم يستطيعوا الانسحاب، فوقعت معركة ڤارنا على غير ميعادٍ.
على الرغم من قوة العثمانيين في المعركة والتي يُقدِّرُها البعض بالضِعف أو الضِعفين بسبب عدم اكتمال الجيوش الصليبية يومئذٍ، إلا أن المعركة العنيدة كان من الممكن أن تنتهي لصالح الصليبيين بحسب المصادر الغربية حتى تهور الملك ڤلاديسلاڤ الثالث وقرر قتل السلطان مراد الثاني شخصياً وهرع في كتيبة فرسانه الخاصة إلى الهجوم على المقر السلطاني أثناء المعركة على خلاف الخطة، فقتله جنود الإنكشارية العثمانيون وحزّوا رأسه ورفعوها على حربة، فهرب باقي الجنود الصليبيين وتعرَّض الصليبيون لهزيمة كاملة ثقيلة.
ظلت الدولة العثمانية بعد نصرها الساحق آمنة لعدة عقود من أية محاولات أخرى جادة لطردها من أوروپا، وكانت تلك المعركة هي آخر محاولة في القرون الوُسطى لدفع العثمانيين خارج جنوب شرق أوروپا، وامتد الأثر السياسي تلك المعركة بضعة أعوام بينما امتد أثرها العسكري لعدة قرون في شبه جزيرة البلقان ومهدت لفتح القسطنطينية بعدها بتسع سنوات.
لم تُشارك الإمبراطورية البيزنطية بجنودها في معركة ڤارنا ضد العثمانيين خوفًا من ضياع مدينة القسطنطينية إذا فقدت جنودها في المعركة، وكانت القسطنطينية هي آخر ما تبقى لهم من أملاك. ولكن كنتيجة لهذه المعركة، قوي موقف العثمانيين في شبه جزيرة البلقان وعانى الصليبيون المنهكون من هزيمة أخرى وحشية عام 1448م في معركة كوسوفو الثانية، منعتهم من محاولة استعادة شبه الجزيرة من الدولة العثمانية، فتمهّد بذلك الطريق إلى فتح القسطنطينية عام 1453م بعد معركة ڤارنا بتسع سنوات، وفتحها السلطان اليافع محمد الثاني ابن السلطان مراد الثاني، فتلقَّب بالفاتح.
لفتت معركة ڤارنا النظر إلى التكتيكات المختلفة التي طُبِّقت في ملاقاة القوات المضادة.
إن النتائج الحقيقية المهمة لهذه المعركة حدثت في المجال السياسي، فبهذا النصر استعاد السلطان مراد الثاني قوته في السياسة الداخلية، ووقعت المجر وبولونيا في أتون المشاكل الداخلية والبحث عن ملك جديد، وتزعزع بعنف الاعتقاد بأن العثمانيين قد طُردوا من أوروپا، وأصبح العالم الغربي الذي تضاءلت حماسته وإقباله على لم الشمل، متشائماً.

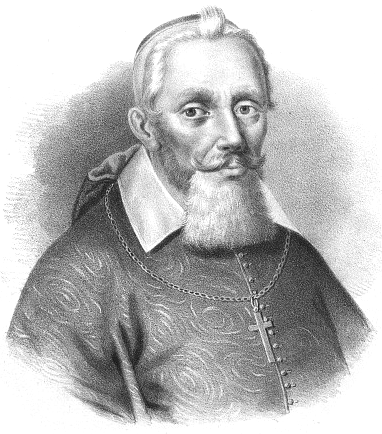
أعرب الكاردينال البولوني "أوليسنيتسكي" أن الحملة فشلت ولم تتمكن من تحقيق الهدف بسبب الكراهية والحسد الكبيرين من المجريين تجاه الپولنديين، وبسببها غادر العديد من البولونيين وتركوا الجيش وعادوا إلى وطنهم.

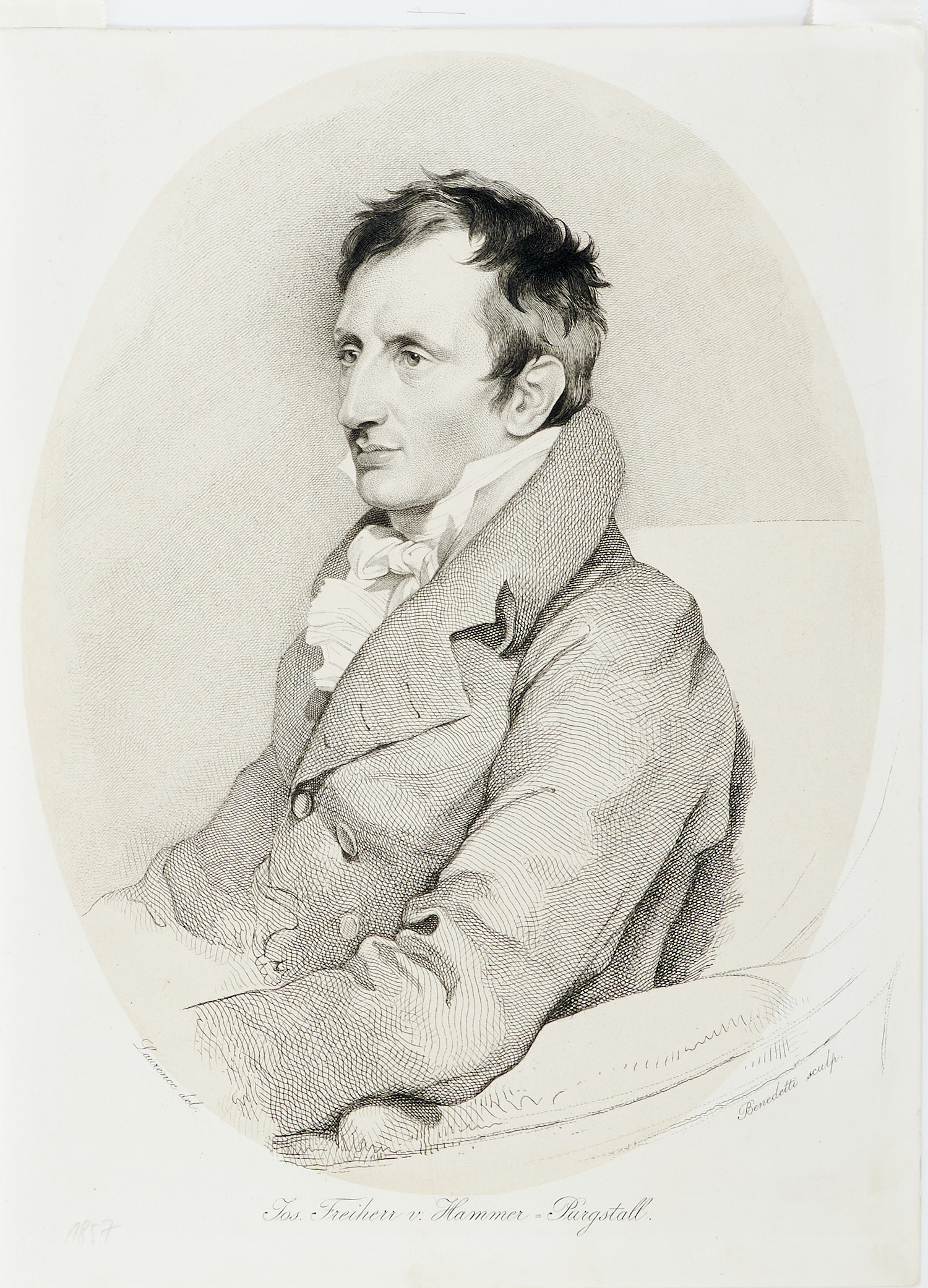
كتب المؤرخ النمساوي جوزيف هامر عن الكاردينال «سيزاريني» واصفاً إيَّاه بأنه: «مُحَرِّضٌ على كسر السلام، مُؤلف هذه الكارثة العظيمة».

بُذلت المحاولات في الغرب لعدة قرون منذ القرن الخامس عشر الميلادي لتفسير كارثة ڤارنا والعثور على المسؤولين عن الهزيمة، واستمرت هذه المناقشة حتى نهاية القرن العشرين.

### إنكار الحنث باليمين

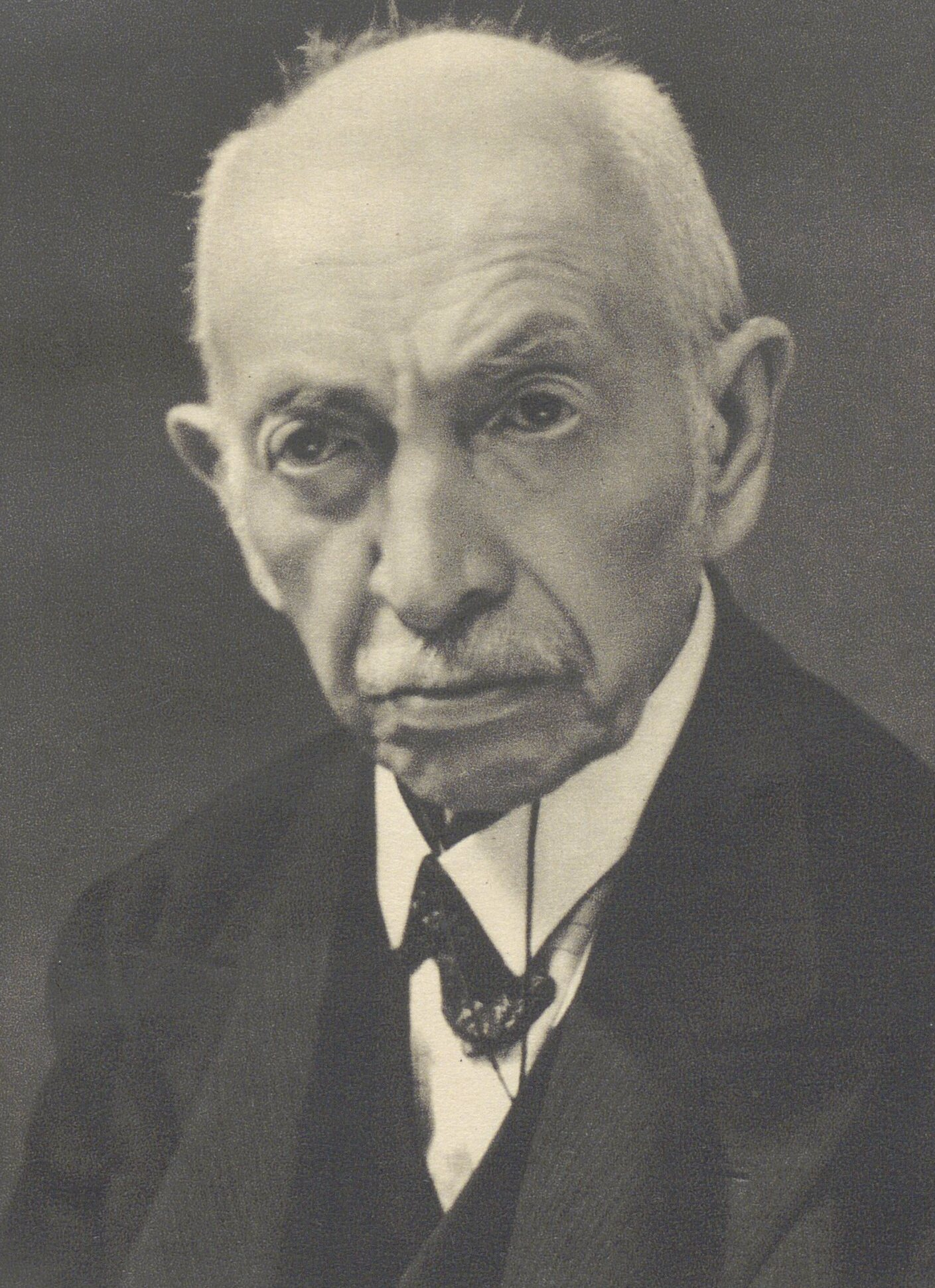
أنكر "ألكسندر بروكنر" (1856-1939) المُتَبَحّر في تاريخ الأدب البولوني عام 1901م حقيقة أن ڤلاديسلاڤ أقسم اليمين وانتهكها.

### أسباب أخرى موضوعية متنوعة

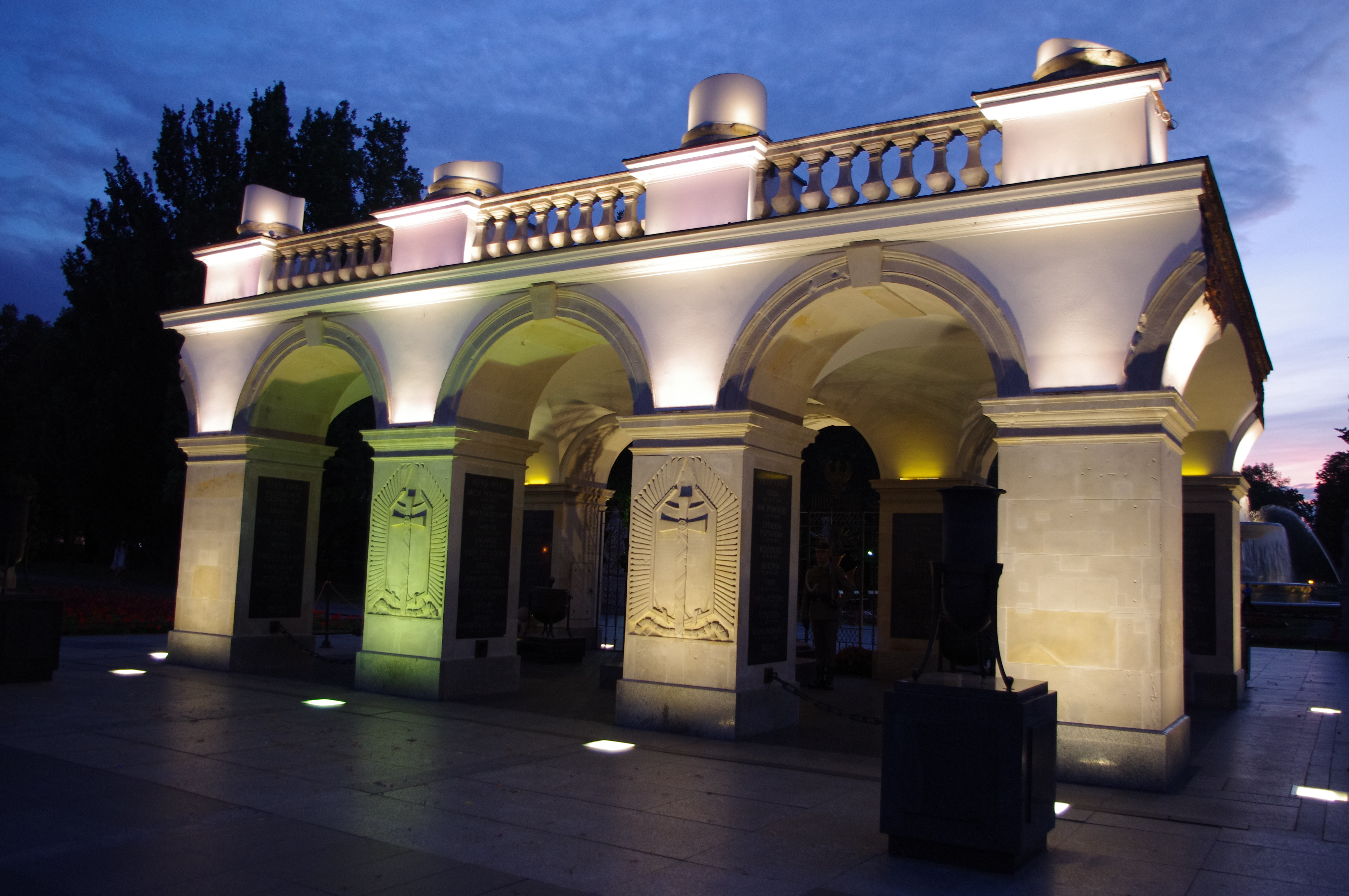
قبر الجندي المجهول في وارسو عاصمة پولندا، وفيه نقش يخلِّد ذكرى معركة ڤارنا المحفورة في الوعي الغربي.

### خرائط تطورات سير المعركة

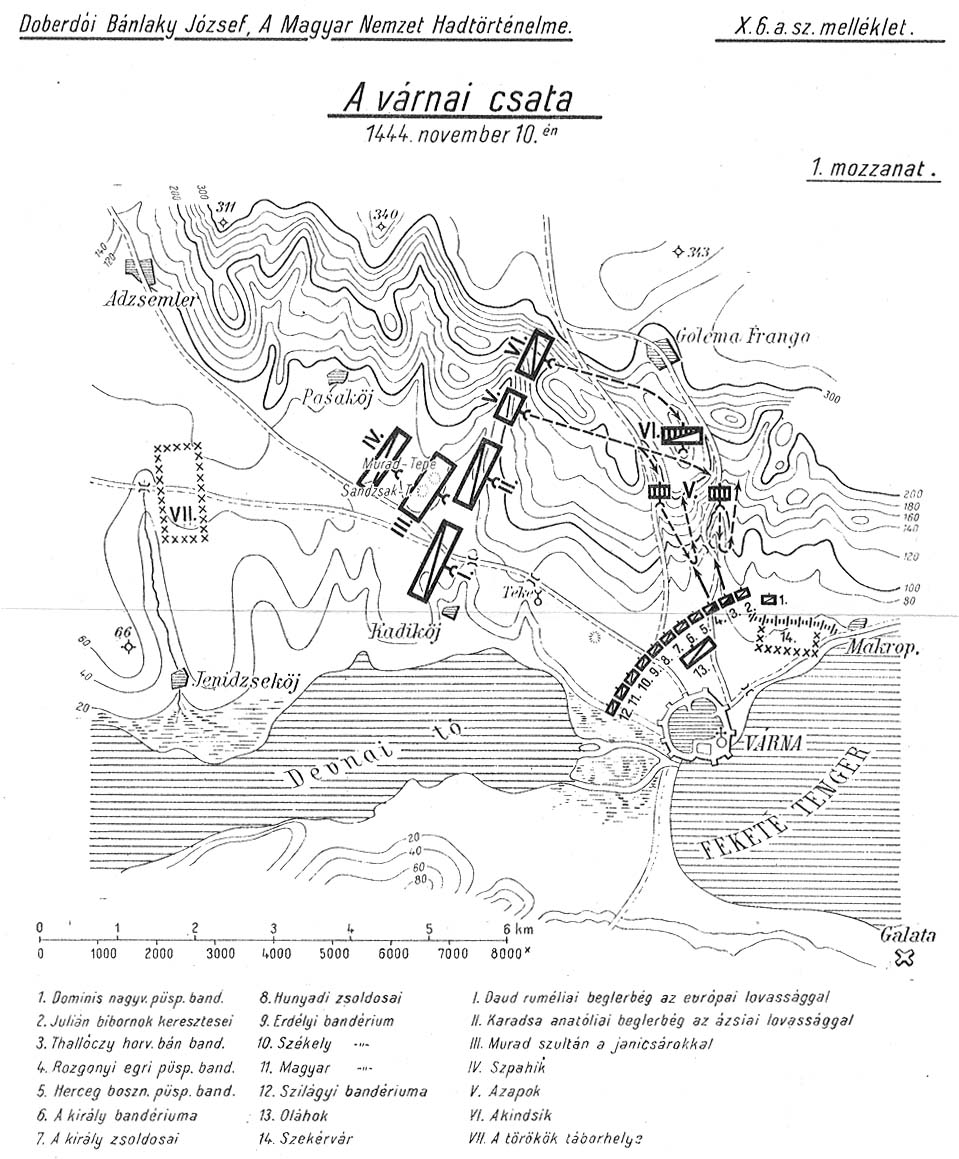
سير المعركة (أ) - هجوم الآقنجية العثمانيون على تالوتسي وروزوني من خلال المرتفعات الشمالية، ثم محاربة تالوتسي لهم ثم تعقّبهم بعد انسحابهم.
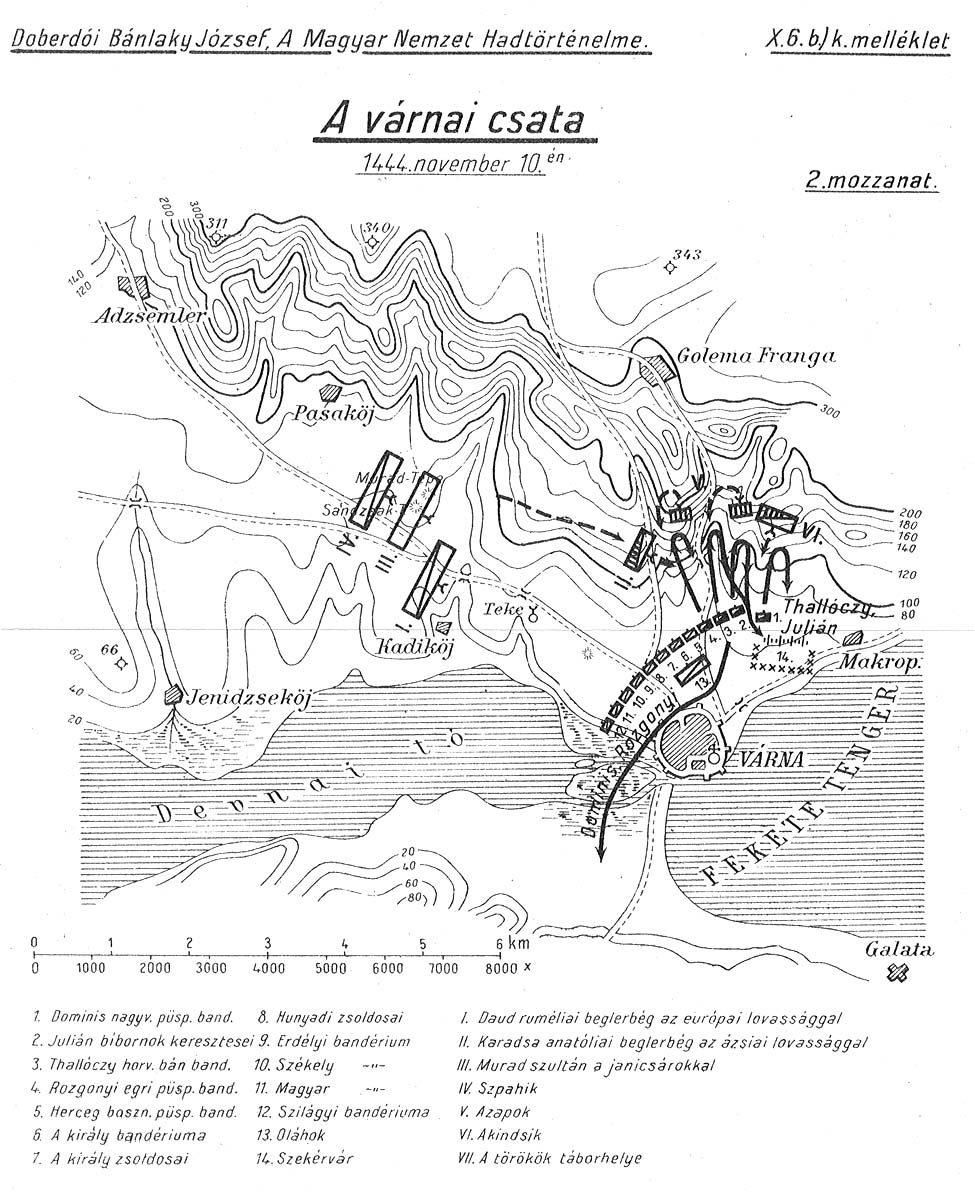
سير المعركة (ب) - انضمام سيزاريني ودومينيك إلى الهجوم، لكن كتيبة شهاب الدين باشا تأتي لمساعدة الجناح الأيسر المتراجع. تالوتسي وروزوني يتراجعان إلى المخيم، وسيزاريني ودومينيك يهربان في المستنقعات.
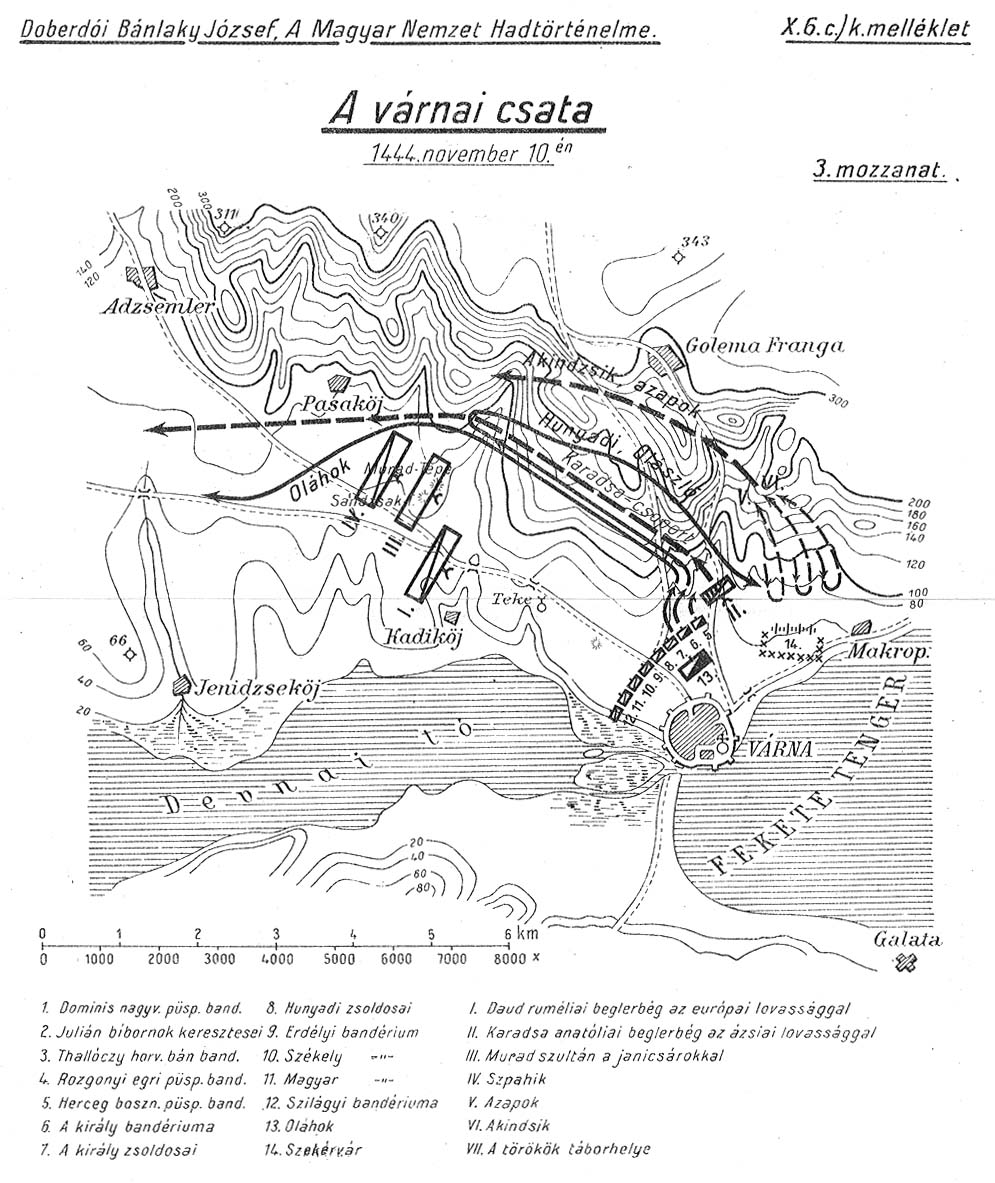
سير المعركة (جـ) - هجوم الكتيبة الملكية على شهاب الدين باشا وإجباره على التراجع.
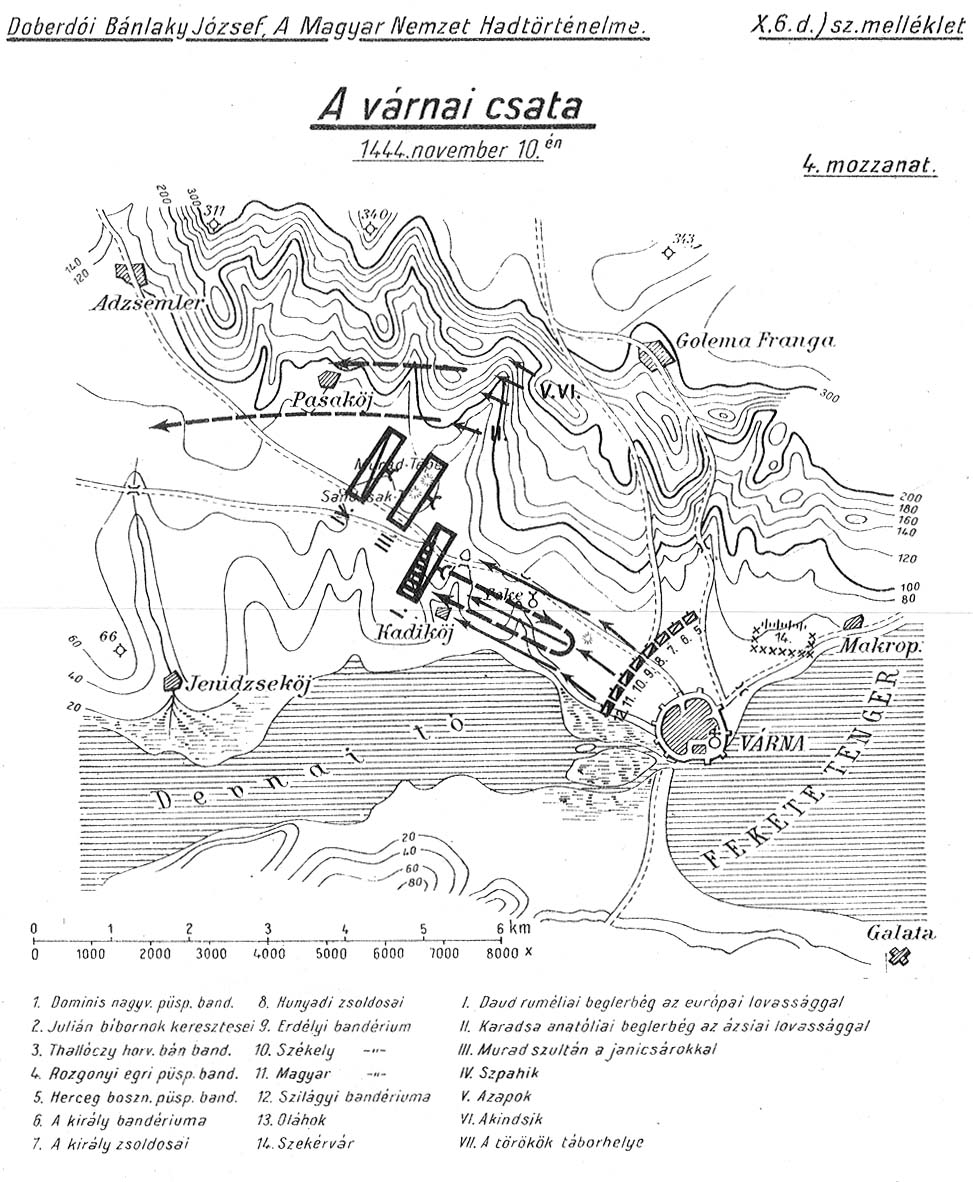
سير المعركة (د) - قره جه باشا يهاجم الجناح الأيسر من الصليبيين فيتراجعوا، ويُقتل قره جه باشا.
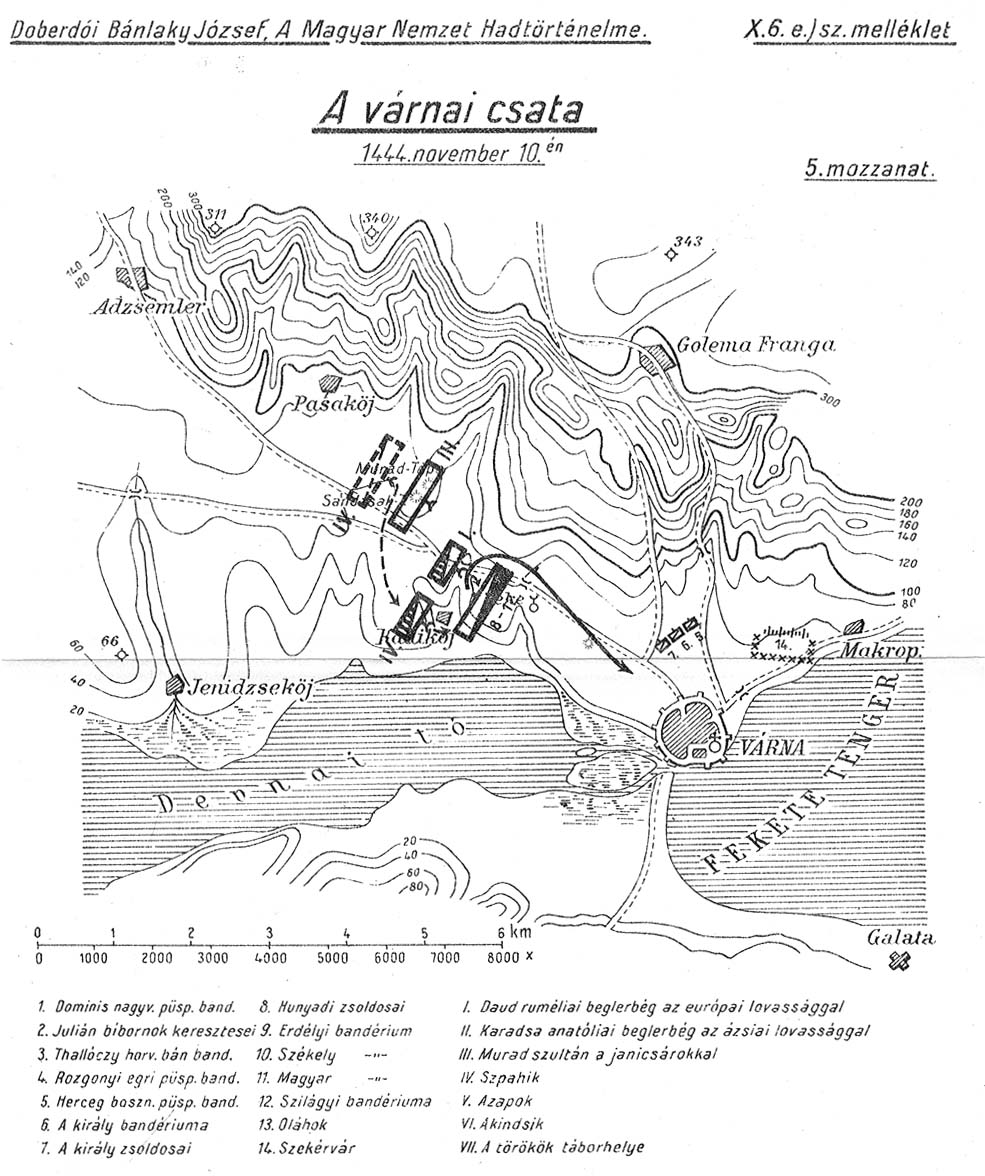
سير المعركة (هـ)
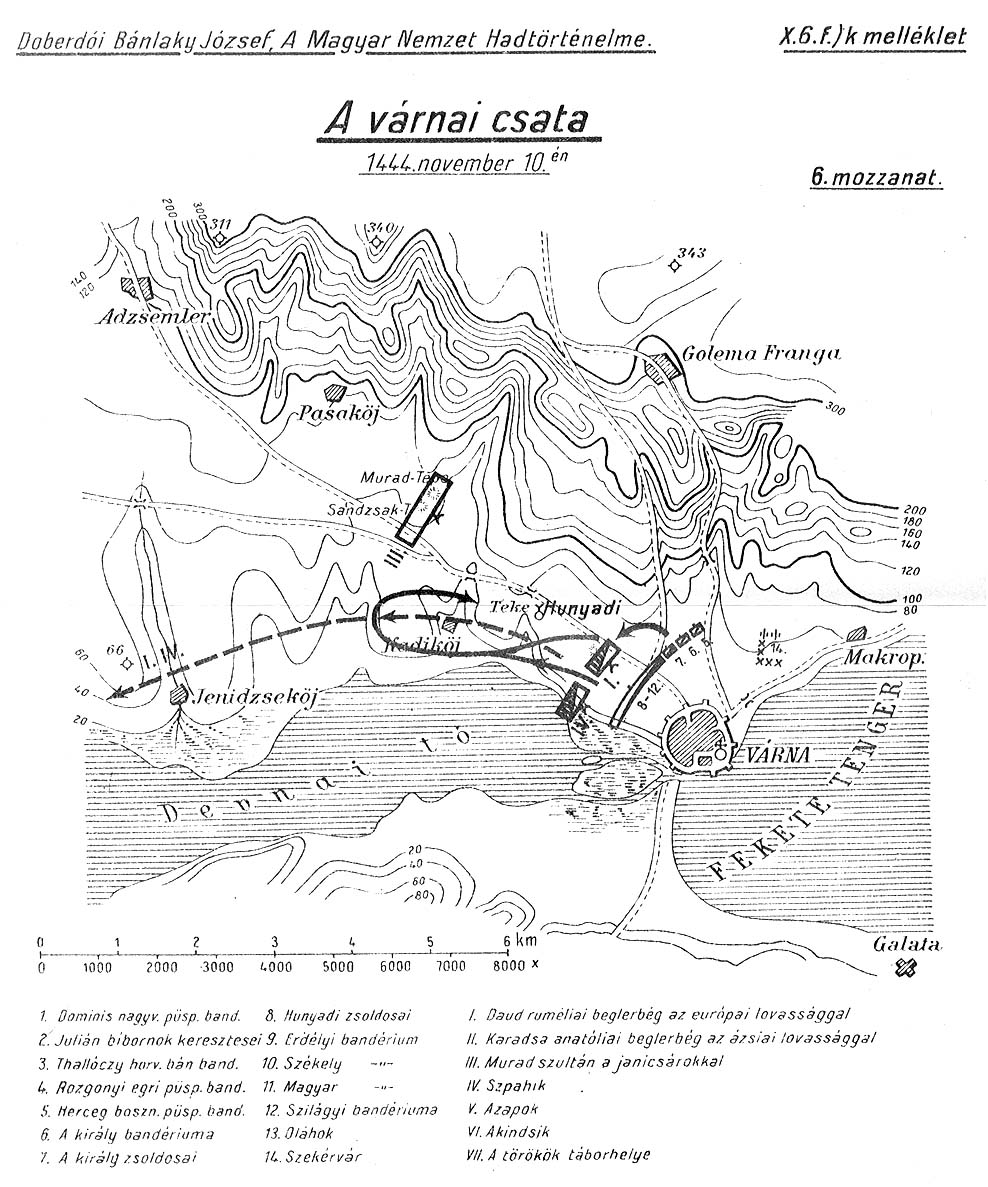
سير المعركة (و)
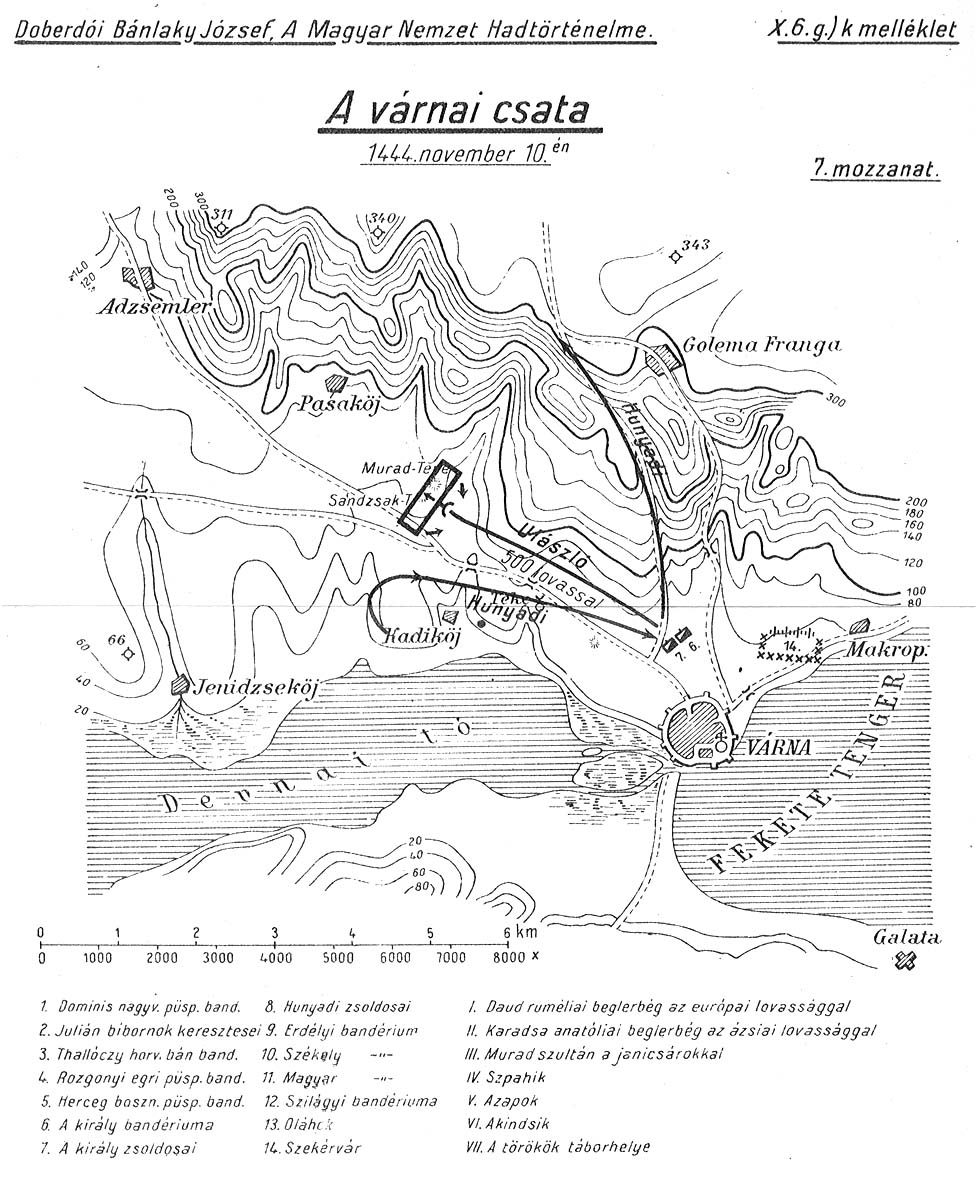
سير المعركة (ز) - الملك ڤلاديسلاڤ يُهاجم الإنكشارية المحيطة بالسلطان مراد الثاني، فيقتلون الملك. الصليبيون يتراجعون.

## تمهيد
قامت «معركة ڤارنا» بناء على خطّة القُوى المسيحية الصليبية بقيادة البابوية والمجريين المدعومين من البيزنطيين، الرامية إلى طرد العثمانيين من شبه جزيرة البلقان ونزول القوات الصليبية بأدرنة عاصمة العثمانيين، والاستيلاء على المكان والقضاء على التهديد العثماني تمامًا. كانت «معركة ڤارنا» هي المعركة الأخيرة التي أنهت حملة ڤارنا الصليبية التي بدأت رسميا يوم 1 يناير 1443م بمرسوم بابوي صادر عن الكنيسة الرومانية الكاثوليكية بتوقيع البابا إيجين الرابع بابا الكنيسة الكاثوليكية.
في اجتماع بمدينة أورشوڤا أُعطي يوحنا هونياد القيادة العليا للجيوش الصليبية ليقود قوات التحالف الصليبي المُكوَّن من مملكة المجر ومملكة بولونيا والاتحاد الكرواتي المجري والتاج البوهيمي (التشيك حالياً) ودوقية ليتوانيا الكبرى وإمارتيّ الأفلاق والبغدان (تُشكلان جزء من رومانيا الحالية) والمتمردين البلغار والإمبراطورية الرومانية المقدسة والدولة البابوية والفرسان التيوتونيين. تصاعدت حملة ڤارنا الصليبية خلال عدة معارك، وعُرفت أيضاً باسم «الحملة الطويلة»، وبلغت تلك المعارك ذروتها بانتصار عثماني حاسم على التحالف الصليبي في «معركة ڤارنا» التي قُتل فيها ملك بولونيا والمجر الملك ڤلاديسلاڤ الثالث كما قُتل المندوب البابوي الكاردينال «يوليان سيزاريني» (بالإيطالية: Giuliano Cesarini, seniore)، وأساقفة آخرون كانوا قادة محاربين على قوات صليبية، وأعداد غفيرة من الصليبيين.
في بداية سنوات حملة ڤارنا الصليبية بين عاميّ 1443-1444م، أوقع الصليبيون عدة هزائم بالعثمانيين من جهة الغرب بينما تمرد من جهة الشرق الداماد «إبراهيم بك الثاني» حاكم إمارة قرمان (باللغة العثمانية: قره مان) المجاورة لإمارة العثمانيين في الأناضول ونهب المدن العثمانية، مما اضطر السلطان العثماني مراد الثاني الذي أُجبر على قتال الصليبيين في الروملي وقتال الداماد «إبراهيم بك الثاني» في الأناضول للإسراع بإجراء تفاهمات لمعاهدة سلام مع الملك ڤلاديسلاڤ الثالث لمدة 10 سنوات كي يغادر الروملي مصطحباً الجيش العثماني إلى الأناضول ويتفرغ لتأديب إمارة القرمانيين الذين خانوا طعنوا العثمانيين من الخلف، إذ أن العثمانيين كانوا قد ساعدوا «إبراهيم بك الثاني» شخصياً للصعود إلى عرش إمارته ولكنه لم يحفظ للعثمانيين صنيعهم بعدها بل تحالف مع المجر سراً ليحاربا العثمانيين سوياً من الجهتين. فَسَّر العالم المسيحي - خطئاً - معاهدة سلام «أدرنة-سكدين» بأنها الخطوة الأولى في إزالة الإمبراطورية العثمانية من البلقان.
اكتملت اتفاقات صُلح «إدرنة-سكدين» عام 1444م، ووقّع السلطان مراد الثاني معاهدة السلام مع ملك بولونيا والمجر ڤلاديسلاڤ الثالث، وأقرَّ بموجبها إعادة استقلال الأراضي الصربية المتاخمة للمجر بعد أن كان العثمانيون قد فتحوها بأكملها واستولوا عليها، ووعد الطرفان بعدم عبور جيوشهما نهر الدانوب الفاصل بينهما لمدة 10 سنوات، وأقسم السلطان على القرآن الكريم وأقسم الملك على الإنجيل بألا ينقضا هذه المعاهدة. وفي أغسطس 1444م، نقل السلطان مراد الثاني العرش إلى ابنه السلطان محمد الثاني البالغ من العمر 12 عامًا، وقرر الابتعاد عن شؤون الدولة.
استفاد الكاردينال المسيحي «يوليان سيزاريني» من هذا الموقف الذي انتقل فيه حُكم الدولة العثمانية إلى الطفل السلطان محمد الثاني عديم الخبرة بالسياسة أو القتال، وعلى رغم من وجود معاهدة صلح سارية مع العثمانيين، قام بإقناع الملك ڤلاديسلاڤ الثالث بالحنث بيمينه على الإنجيل في معاهدة السلام مع العثمانيين ومسامحته دينياً، واستبعدا تماماً أن يُرجع السلطان الطفل محمد الثاني أباه السلطان «المُعتزِل» ليقود الجيش العثماني بدلاً عنه، فأطاعه الملك ڤلاديسلاڤ الثالث وانطلق في حملة صليبية جديدة ضد العثمانيين فعبروا نهر الدانوب مخالفين معاهدة السلام، وذبحوا المسلمين بالمدن التي مرّوا عليها ظلماً وعدواناً بغير ذنبٍ حتى وصلوا إلى مدينة ڤارنا وعسكروا شمالها.
ولكن حدث مالم يتوقعاه، إذ عاد السلطان مراد الثاني لقيادة العثمانيين وجمع جيشه بسرعة هائلة بل إنه استخدم أسطول جمهورية جنوة المسيحية الذين كان من المفترض أن يمنعوه من عبور المضيق بحسب دورهم في المخطط الصليبي، وأقنعهم بنقل كامل الجيش العثماني على سفنهم كي يعبر المضيق البحري من أرض الأناضول (آسيا الصغرى) إلى الروملي (أوروپا) وليسير الجيش العثماني بسرعة فائقة ويظهر فجأة في ڤارنا أمام الصليبيين الذين كانوا يتدارسون الانسحاب قبل مجيئه، ولتنشب معركة ڤارنا الفاصلة.

## أحوال البلدان قبيل المعركة

### الدولة العثمانية
كان وصول العثمانيين  لبلغراد إنذاراً جديداً لأوروپا بالخطر العثماني القادم، وكان لابد من العمل على الوقوف بوجه قوة العثمانيين، ما أدى إلى "معركة ڤارنا" عام 1444م.
- أدرنة عاصمة العثمانيين.
- بلغراد عاصمة الصرب.
- ڤارنا المدينة البلغارية التي وقع عندها الصدام.

استلم السلطان مراد الثاني العرش عام 1428م وكان عمره يومئذ 18 عاماً، وسرعان ما أعاد إلى أملاك الدولة العثمانية ولايات آيدن وصاروخان ومنتشا وغيرها من الإمارات الأناضولية التي استولى عليها تيمورلنك وفصلها عن إمارة العثمانيين عقب انتصاره على جدُّه السلطان بايزيد الأول في معركة أنقرة عام 1402م، أكبر معركة في القرون الوسطى من حيث عدد الجيشين. أعاد تيمورلنك حُكم تلك الإمارات إلى حُكَّامها القدامى ليدينوا له بالولاء بعد أن أسر السلطان بايزيد الأول وشرذم إمارة العثمانيين، وتم له ولاء أولئك الحكام تحت راية دولته الجديدة في الأناضول. استرد السلطان الشاب مراد الثاني إمارة القرمان، وأكمل استرداد كل ما فصله تيمورلنك عن الدولة العثمانية حتى أعاد لها أملاكها القديمة كما كانت قبل هزيمة جدّه في معركة أنقرة.

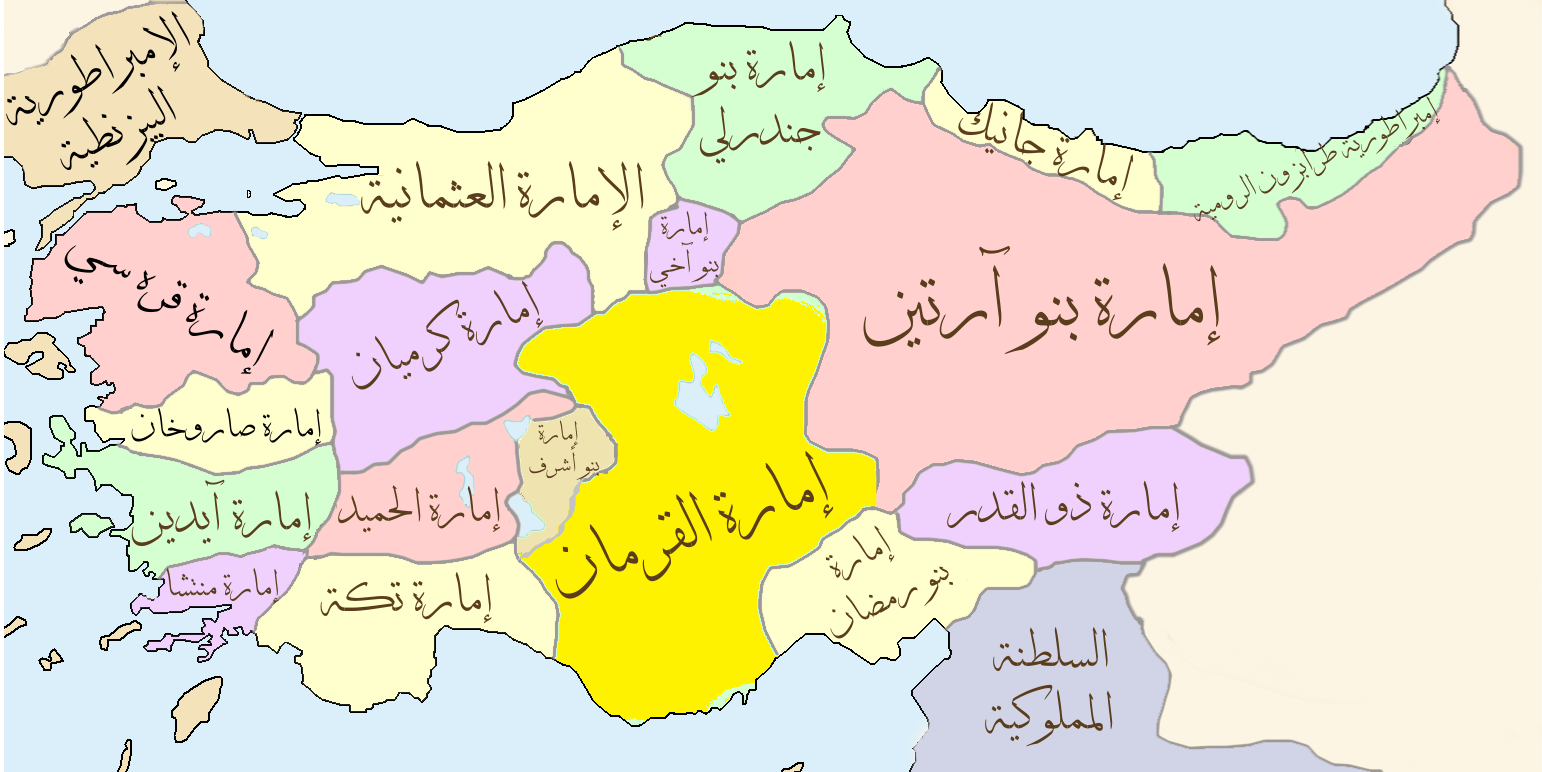
أعاد السلطان مراد الثاني إلى أملاك الدولة العثمانية إمارات آيدن وصاروخان ومنتشا والقرمان وغيرها من الإمارات الأناضولية التي استلبها تيمورلنك من جده السلطان بايزيد الأول.

بعد استعادة أملاك العثمانيين السابقة جميعها في الأناضول، تفرّغ السلطان مراد الثاني لإعادة فتح البلاد الأوروپية التي استقلَّت من بعد موت جده السلطان بايزيد الأول؛ فحارب ملك المجر وفتح مدينة «كولمباز» الواقعة على الضفة اليُمنى لنهر الدانوب (واسمه بالعثمانية: «نهر الطونة»، أو نهر «الدونا» باللغة المجرية)، وأَلزم ملك المجر بالتوقيع على معاهدة يتخلى فيها عن البلاد الواقعة على الضفة اليُمنى لنهر الدانوب، بحيث يكون النهر فاصلاً بين أملاك الدولة العثمانية ومملكة المجر.
في عام 1440م، حاصر السلطان مراد الثاني مدينة بلغراد عاصمة الصرب الحدودية والقلعة الرئيسية في المجر مدة ستة أشهر، ولكنه لم ينجح في الاستيلاء علي القلعة لشدة الدفاع عنها فاضطُّر إلى العودة إلى الأناضول لوقف هجمات «القرمانيين». وفي أثناء عودة العثمانيين من بلغراد إلى الأناضول وقعت بضعة مناوشات عسكرية على الطريق قام بها النبيل المجري يوحنا هونياد، ما أُطلق عليه «الحملة الطويلة». كان عدم نجاح العثمانيين في فتح بلغراد هذه المرَّة إنذاراً جديداً نبّه أوروپا إلى الخطر العثماني القادم وما قد ينطوي عليه المستقبل من فتوحات للعثمانيين في أراضيهم، وكان لابد من العمل بجدّ على الوقوف بوجه قوة العثمانيين المتنامية.

### الديسپوتية الصربية
لما رأى حاكم الصرب الديسپوت «جُريج برانكوڤيتش» (بالسيريلية الصربية: Đurađ Branković)(سيريلية صربية: Ђурађ Бранковић)(بالمجرية: Brankovics György) واسمه أيضاً «(جُريج) برانكوڤيتش»، أنه لن يقوى على مقاومة الدولة العثمانية، رضخ بأن يدفع جزية سنوية قدرها 50,000 دوقيَّة من الذهب البندقي إلى العثمانيين، وأن يُقدِّم للسلطان فرقة من جنوده للمساعدة أوقات الحروب، وأن يقطع علاقاته مع ملك المجر، وأن يزوج ابنته «مارا برانكوڤيتش» للسلطان مراد الثاني، وأن يتنازل أيضًا للعثمانيين عن بلدة «كروشيڤاتس» الواقعة وسط بلاد الصرب؛ لتكون حصنًا منيعًا للجنود العثمانيين لدرء أي فتن مستقبلية.
ولكن في السنة التالية عام 841هـ/1439م، انشغل السلطان مراد الثاني بالحرب مع إمارة قرمان، فاستغل «جُريج برانكوڤيتش» ذلك ونقض الهدنة وثار في وجه الدولة العثمانية، فتوجَّه السلطان مراد الثاني بجيشه من الأناضول إلى الروملي وسار إلى بلاد الصرب والمجر وفتح مدينة «سمندرية» (بالإنجليزية: Smederevo) الواقعة بالقرب من بلغراد عاصمة الصرب بعد حصار دام ثلاثة أشهر. عندها فرَّ «جُريج برانكوڤيتش» إلى بلاد المجر محتميًا عند ملكها، بينما أكمل السلطان مسيرته بعد فتح «سمندرية» وتوجه إلى بلغراد وحاصرها ستة أشهر ولكنه لم يتمكن من فتحها لشدة دفاع من بها من الجنود.

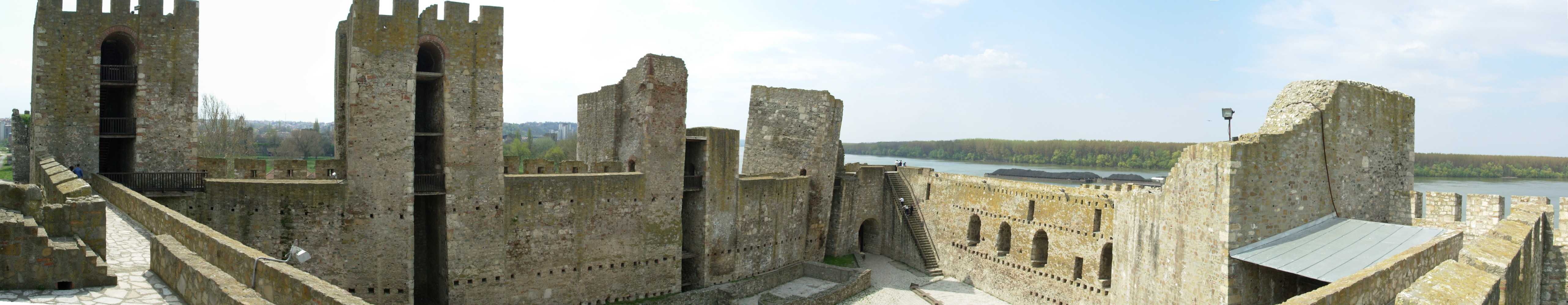
صورة من داخل قلعة سمندريَّة Smederevo التي فتحها السلطان مراد الثاني يوم الخميس 16 ربيع الأول 842هـ الموافق 5 سپتمبر 1438م بعد عصيان ديسپوت الصرب «جُريج برانكوڤيتش».
أخلى العثمانيون القلعة بعد أسبوع واحد من انتهاء مفاوضات معاهدة أدرنة-سكدين، ليستلمها مرة أخرى «جُريج برانكوڤيتش» يوم الخميس 7 جمادى الأول 848هـ الموافق 22 أغسطس 1444م.

### مملكة المجر
وقعت المملكة المجرية في أزمة بعد وفاة «الملك سيغيسموند» عام 1437م، إذ تولى حكم المملكة المجرية من بعده صهره (زوج ابنته) وخليفته الملك ألبرت الثاني ملك ألمانيا الذي حكم مُدَّة عامين فقط ثم تُوفي عام 1439م هو الآخر، تاركاً أرملته أليصابت اللوكسمبورجية حُبلى بطفل لم يولد بعد هو: «لاديسلاس المشهور باليتيم» (أو: لازلو)، حفيد الملك سيغيسموند والوريث الشرعي لعرش المجر. ولكن بالطبع لم يُتوَّج «لاديسلاس» الرضيع من بعد وفاة أبيه في هذه الظروف الحرجة، وانتخب النبلاء المجريون بديلًا عنه ملكًا أجنبيًا هو الملك الشاب ڤلاديسلاڤ الثالث (بالبولندية: Władysław III Warneńczyk) ملك بولونيا ونصَّبوه على عرش المجر أيضاً رغم النزاعات المستمرة، راجين مساعدته في الدفاع عنهم ضد فتوحات العثمانيين المتلاحقة.
لم يَعُد الملك ڤلاديسلاڤ الثالث إلى وطنه مرة أخرى أبدًا بعد تتويجه ملكًا على المجر، بل بقي مُتولياً حُكم المملكة المجرية المضطربة بجوار النبيل المجري البارز يوحنا هونياد. ساعد هونياد الملك الجديد من خلال تهدئة المقاطعات الشرقية، وفاز بمنصب كبير (بالمجرية: Nádor) في إمارة الأردل (ترانسيلڤانيا) وحمل مسؤولية حماية الحدود الجنوبية للمجر. وكان يوحنا هونياد ابنًا غير شرعي لملك المجر السابق ثم أصبح قائداً للمجر، وكان كاثوليكيًا متعصبًا هدفه الأوحد هو إخراج العثمانيين من البلقان وأوروپا؛ درس تكتيك الحرب العثماني بصورة جيدة وتمكن بذلك من الانتصار على بضعة جيوش عثمانية سارت إليه.
أَمَّنَ ڤلاديسلاڤ وضعه في المجر بحلول نهاية عام 1442م، ورفض اقتراحاً عثمانياً بتوقيع السلام مقابل الحصول على مدينة بلغراد.

## معاهدة أدرنة-سكدين 1444م

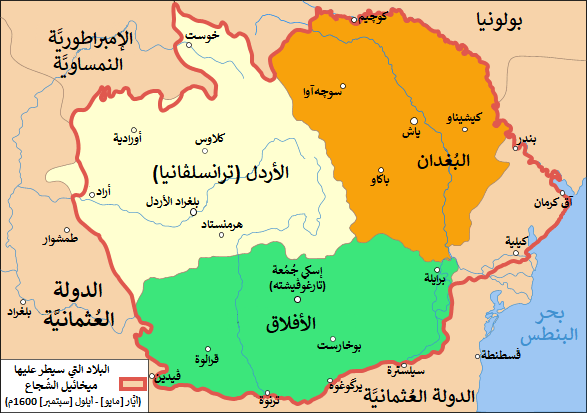
مقاطعات رومانيا الثلاث:
-الأخضر: إمارة الأفلاق أو والاتشيا "Wallachia"
-البرتقالي: إمارة البغدان أو مولداڤيا "Moldavia"
-الأصفر: إمارة الأردل أو ترانسيلڤانيا "Transylvania".
حاربت الأقاليم الثلاثة ضد العثمانيين في معركة ڤارنا، وكانت ممالك مستقلة يومئذ.
كان يوحنا هونياد هو حاكم إمارة الأردل (ترانسيلڤانيا).

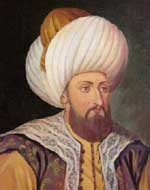
رسم تخيلي للسلطان العثماني مراد الثاني الذي قاد جيشًا جرَّارا والتقى بِالعساكر الصليبيَّة عند مدينة وارنة (ڤارنا) البُلغاريَّة وانتصر عليهم انتصارًا كبيرًا، ثم عاد إلى عُزلته وانقطع للعبادة، فتنازل عن المُلك لِولده مُحمَّد الثاني للمرة الثانية.
اللوحة بريشة «جون يونغ»، ونُشرت عام 1815م.

كانت الكنيسة الرومانية الكاثوليكية تتحزّب منذ زمن طويل للدعوة إلى حملة صليبية ضد العثمانيين، ومع نهاية كلاً من الحرب الأهلية المجرية في وقت واحد تقريباً مع مثلها في بيزنطة، أصبحت الكنيسة قادرة على بدء المفاوضات مع الدول المسيحية والتخطيط بشكل واقعي لإطلاق ائتلاف صليبي جديد، ولكن هذا لم يمنع إقامة هدنة مع العثمانيين مع الاستمرار في حشد الجهود الصليبية في نفس الآن.
وفي المقابل، يُعتقد أن السلطان مراد الثاني كانت لديه في هذا الوقت رغبة كبيرة للسلام بسبب عدة دوافع مجتمعة، هي:
- انتهاز الداماد «إبراهيم بك الثاني» حاكم إمارة قرمان الأناضولية فرصة انشغال السلطان مراد الثاني مع الصليبيين ونَهبه المدن العثمانية في الأناضول.
- توسُّل أخت السلطان مراد الثاني إليه للعمل على إطلاق سراح زوجها «محمود بك جلبي الجندرلي» الذي أُسر في معركة كونوڤيتشا التي وقعت يوم 2 أو 5 يناير 1444م ضد الصليبيين بقيادة هونياد،[44] وكان «محمود بك» شقيقاً للصدر الأعظم (كبير الوزراء) خليل باشا الجندرلي.[33]
- زادت زوجة السلطان مراد الثاني، الأميرة الصربية مارا برانكوڤيتش، المزيد من الضغوط على زوجها لدفعه لإحلال السلام وإطلاق أخويها الأسيرين لديه الَّذَين تآمرا وخطَّطا سابقاً ضد العثمانيين، ورغبت أيضاً في إعادة حُكم الديسپوتية الصربية لوالدها الهارب «جُريج برانكوڤيتش» ديسپوت الصرب السابق (حاكم الصرب)؛ وكانت مارا برانكوڤيتش إحدى زوجات السلطان مراد الثاني الأربعة.[45]

### مفاوضات السلام
في 6 مارس 1444م، أرسلت مارا برانكوڤيتش مبعوثًا إلى والدها «جُريج برانكوڤيتش» ديسپوت الصرب السابق وفتحت بذلك باب النقاش لبدء مفاوضات السلام مع الدولة العثمانية، مما أدّى لاحقاً إلى معاهدة سلام أعادت لوالدها «جُريج برانكوڤيتش» حُكم ديسپوتية الصرب.
في 24 أبريل 1444م، أرسل الملك ڤلاديسلاڤ الثالث رسالة إلى السلطان مراد الثاني تُفيد بأن سفيره «ستويكا كيسدانيتش» (Stojka Gisdanić) مُسافر إلى أدرنة عاصمة العثمانيين بصلاحيات كاملة للتفاوض نيابة عن الملك، وطلب منه أنه بمجرد التوصل إلى اتفاق بينهما أن يحلف السلطان مراد الثاني اليمين على المعاهدة ثم يُرسل سفراءه مع المعاهدة إلى المجر، وعندها يُقسم الملك ڤلاديسلاڤ الثالث أيضاً عليها ويحلف اليمين هو الآخر.
في اليوم نفسه الذي أرسل فيه الملك ڤلاديسلاڤ الثالث سفيره إلى السلطان مراد الثاني للاتفاق على الصلح، أضمر الملك نية الخيانة مُسبقاً وعقد المجلس التشريعي بمدينة «بودا» (بودابست) وأقسم أمام الكاردينال «يوليان سيزاريني» (بالإيطالية: Giuliano Cesarini, seniore) بأن يقود حملة صليبية جديدة ضد العثمانيين في الصيف.
في 12 يونيو 1444م، قَبِلَ الوفد المجري عرض السلطان مراد الثاني قبولاً مبدئياً، ونتج عن ذلك اطلاق سراح القائد العثماني الأسير «محمود بك جلبي الجندرلي» زوج أخت السلطان مراد الثاني، فعاد إلى أدرنة عاصمة العثمانيين ووصلها في شهر يونيو 1444م.
أُجريت المفاوضات لإبرام معاهدة السلام بين يونيو وأغسطس 1444م، أولاً في مدينة أدرنة ثم في مدينة سكدين (بالإنجليزية: Szeged)، ومع ذلك لم يكن الصليبيون مهتمون تمامًا بالسلام خاصة مع قيام الكاردينال «يوليان سيزاريني» بالدفع من أجل استمرار الحملة الصليبية، واستطاع الكاردينال إيجاد حلاً من شأنه أن يتيح استمرار القتال والتصديق على المعاهدة.
وافق على تلك الهدنة من كان أكبر مؤيد لمطالبة «لاديسلاس اليتيم» عرش المجر، وبالتالي زال خطر نشوب حرب أهلية مجرية أخرى.

### القسم على معاهدة السلام

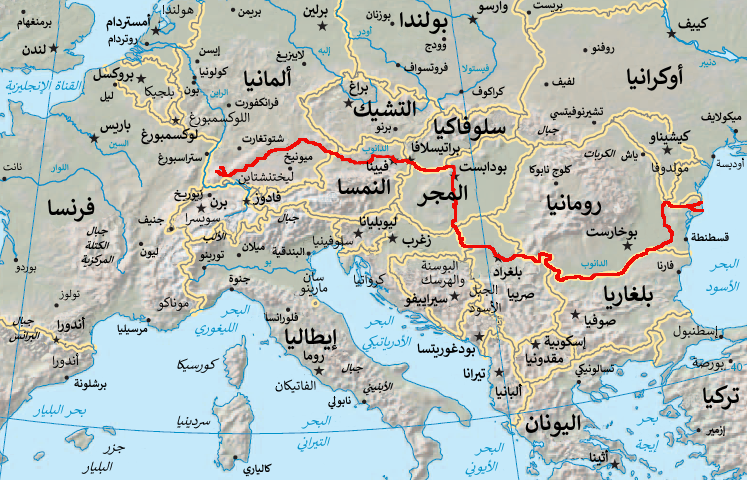
مسار نهر الدانوب مُبين على الخارطة باللون الأحمر وكأنه يقطع أوروبا إلى شمال وجنوب. أقرّت بنود معاهدة سلام «أدرنة-سكدين» ألا يعبر نهر الدانوب جيوش أياً من الطرفين لمدة 10 سنوات، وأقسم السلطان على القرآن الكريم وأقسم الملك على الإنجيل بألا ينقضا المعاهدة التي دخلت حيز التنفيذ.
كانت الدولة العثمانية تقع جنوب نهر الدانوب، والصليبيون شماله.
نقض الصليبيون العهد سريعاً وعبروا نهر الدانوب وعاثوا في المدن المُسلمة فساداً وقتلاً للأبرياء حتى وصلو مدينة ڤارنا (Varna) المُبينة في يمين الصورة قُرب مصب نهر الدانوب في البحر الأسود، وفيها قامت معركة ڤارنا.

في أغسطس 1444م وبمجرد أن أقسم السلطان مراد الثاني اليمين عليها، أُرسلت المعاهدة إلى مدينة سكدين المجرية (بالمجرية: Szeged) مع «سليمان بلطة أوغلو» (باللغة التركية العثمانية: بلطه أوغلى سليمان)(بالتركية: Baltaoğlu Süleyman) و«ڤراناس» الرومي (بالإنجليزية: Vranas أو Branas)، للتصديق عليها من قِبَل الملك ڤلاديسلاڤ، وهونياد، وبرانكوڤيتش.
في 1 أغسطس، صادق الملك على المعاهدة في مدينة سكدين وأقسم اليمين المغلظة على الإنجيل بأن يحترم المعاهدة وأن يلتزم بما اتُفق عليه فيها.
في 15 أغسطس 1444م، تم التصديق على المعاهدة في مدينة «ڤاراد» (بالمجرية: Várad) بأداء اليمين من قبل يوحنا هونياد، لنفسه و«نيابة عن الملك نفسه وجميع شعب المجر»، و«جُريج برانكوڤيتش» الصربي.
يُعتبر 15 أغسطس 1444م هو يوم إكمال القسم على «معاهدة سلام سيجيد» من الجانبين (تُسمَّى عند العثمانيين: معاهدة أدرنة-سكدين) وبها دخلت حيز التنفيذ.
بحسب المؤرخ المجري «يوحنا دي ثوروجز» (بالمجرية: Thuróczy János)(بالألمانية: Johannes de Thurocz) (حوالي 1435م-1488/89م)، فإن الملك ڤلاديسلاڤ عيّن هونياد لتوقيع معاهدة السلام.
بعد إتمام المعاهدة مع المسيحيين في الروملي، صنع السلطان مراد الثاني السلام أيضاً مع الداماد «إبراهيم بك الثاني» حاكم إمارة قرمان في الأناضول في أغسطس 1444م، وكان الداماد «إبراهيم بك الثاني» قد انتهز فرصة انشغال السلطان مراد الثاني مع الصليبيين ونهب المدن العثمانية في الأناضول بما في ذلك أنقرة وكوتاهية، وكان ذلك أحد أسباب تعجل السلطان مراد الثاني في توقيع المعاهدة مع المجر. وفي هذا الخصوص، أفتى مؤرخ الدولة المملوكية بالقاهرة الفقيه الشافعي ابن حجر العسقلاني (المتوفي 1448م) والفقيه الحنفي سعد الدين ديري (المتوفي 1462م)، بوجوب قتل الداماد «إبراهيم بك الثاني» إن لم يَتُب ويستغفر، بسبب طعنه العثمانيين من الخلف أثناء جهادهم الكفار.
يُشتبه في أن «جُريج برانكوڤيتش» ديسپوت الصرب الذي حقق أكبر استفادة من هذه المعاهدة بعودة إمارته إليه، بأنه قد أتم مفاوضاته الخاصة مع «سليمان بلطة أوغلو»، إلا أن نتائج تلك المفاوضات غير معروفة كونها لم تصل الباحثين.

### بنود المعاهدة
حصلت إمارة الصرب وإمارة الأفلاق بمقتضى المعاهدة على استقلالهما، أما المجر فقد كان هناك عدد من النقاط الاستراتيجية الأخرى مثل انسحاب العثمانيين من الأرناؤوط ودفع السلطان مبلغ كبير قدره 100,000 فلورين كتعويض.
- نَصَّت الشروط النهائية للمعاهدة على أن يُعيد السلطان مراد الثاني 24 مدينة صربية بما في ذلك قلاع غولوباتس (Golubac) وسمندرية (Smederevo)، إلى «جُريج برانكوڤيتش» (بالسيريلية الصربية: Đurađ Branković) الحاكم الصربي المنفي، ومدينة «ألاجه حصار» (بالتركية: Alacahisar)(حاليا: «كروشيڤاتس» Kruševac).[41]
- أطلق السلطان مراد الثاني سراح ابني «جُريج برانكوڤيتش»: غريغور برانكوڤيتش (بالسيريلية الصربية: Grgur Branković) الابن الأكبر وأسطفان برانكوڤيتش (بالسيريلية الصربية: Stefan Branković) الابن الثالث له.[53][54] كان العثمانيون قد عَيَّنوا غريغور والياً على سمندرية بعد أن فتحوها وانتزعوها من والده عام 1439م، إلا أن غريغور لم يُقابل ذلك بالحُسنى بل تآمر وخطَّط ضد العثمانيين فطردوه من منصبه وأودعوه السجن في مدينة أماسية في أبريل 1441م ثم سَمَلُوا عينيه وأعمَوه هو وأخاه أسطفان بعدها بشهرين في 8 مايو 1441م. أما أسطفان فكان شقيق غريغور من نفس الأم وعُرف تاريخياً باسم «أسطفان الأعمى» (بالسيريلية الصربية: Стефан Слепи) ولم يستطع المُطالبة بالعرش بعد وفة أبيه عام 1456م بسبب عمى بصره ولكنه تبوأ ذات المنصب لاحقاً كديسپوت الصرب بين عاميّ 1458م و 1459م عقب وفاة شقيقهما «لازار» (بالإنجليزية: Lazar) أصغر أبناء جُريج برانكوڤيتش، ثم تم تبجيله لاحقاً باسم «القديس أسطفان الأعمى» من قِبل الكنيسة الصربية الأرثوذكسية. كانت «مارا» أختهما من أم أخرى وإحدى زوجات السلطان مراد الثاني الأربع وهي الابنة الثانية بعد غريغور ويليها أسطفان ثم كاترينا ثم لازار الصغير.
- بموجب الصيغة النهائية للمعاهدة أُعيد تأسيس الصرب كدولة عازلة بين الدولة العثمانية والمجر وبأن تكون الإمارة الصربية الجديدة تابعة للعثمانيين،[30] وكان العثمانيون قد فتحوا كل أراضي الصرب سابقاً. وحُسمت في المعاهدة عودة الإمارة المذكورة إلى الحاكم السابق الهارب «جُريج برانكوڤيتش»، فأعاد العثمانيون الديسپوتية الصربية ولذلك وجب عليها دفع الضرائب للعثمانيين وتقديم المساعدات العسكرية لهم.
- عودة الأرناؤوط وجميع الأراضي الأخرى بما في ذلك 24 قلعة إلى المجر.
- توجَّبَ على العثمانيين أيضًا دفع تعويض قدره 100,000 فلورين ذهب وإطلاق سراح ابني «جُريج برانكوڤيتش».
- إطلاق سراح الأسرى من الجانبين.[36]
- وافقت المجر على عدم مهاجمة بلغاريا أو عبور جيشها نهر الدانوب.[55]
- تم الاتفاق على هدنة لمدة عشر سنوات مع المجر، وبذلك لم يعد «ڤلاد الثاني دراكول» (بالإنجليزية: Vlad II Dracul) ڤويڤود (حاكم) الأفلاق مضطرا للحضور إلى بلاط السلطان مراد الثاني، ولكنه كان لا يزال يتعين عليه دفع الجزية إلى العثمانيين.[49]

### أسباب الصلح بين الطرفين

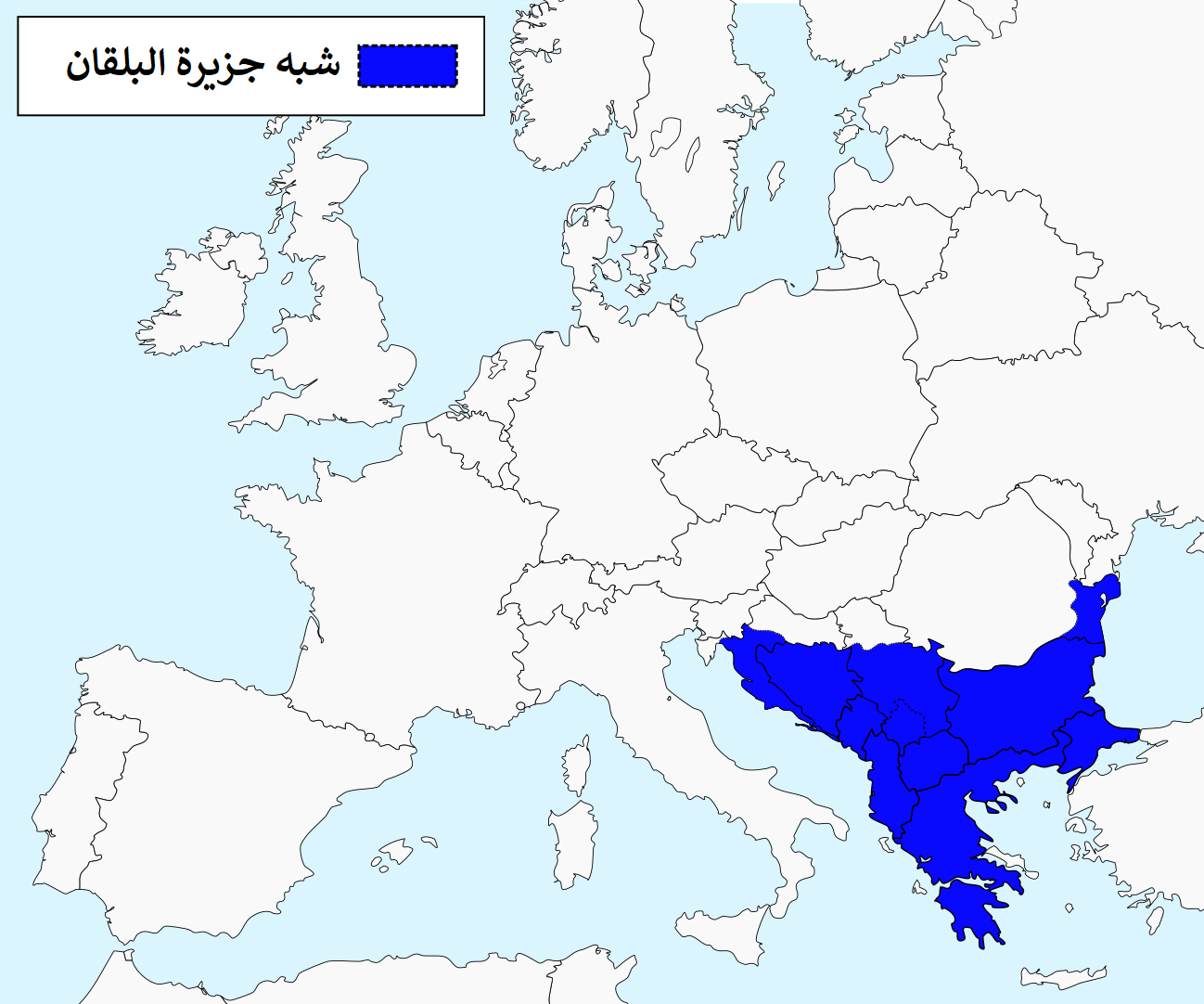
شبه جزيرة البلقان مُبيَّنَة على الخارطة باللون الأزرق، وهي تضم عدّة دول حالياً.

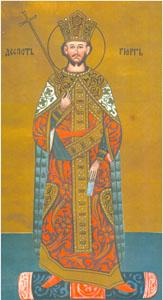
"جُريج برانكوڤيتش" (Đurađ Branković) ديسپوت الصرب، كانت ابنته «مارا» إحدى زوجات للسلطان مراد الثاني، ورفض أن ينضم للجيش الصليبي في معركة ڤارنا بعد توقيعه المعاهدة التي استرد بها أملاكه سلمياً من العثمانيين. تذكر بعض المصادر أنه أخبر السلطان بقدوم حملة يوحنا هونياد الصليبية. وبعد وفاته عام 1456م، استعاد العثمانيون بسط سيطرتهم على كامل الأراضي الصربية بقيادة السلطان محمد الفاتح عام 1459م.

كان من أسباب عقد الصلح بين الدولة العثمانية ومملكة المجر ما يلي:
- عدم نجاح الحملات العسكرية العثمانية خلال أعوام 1440م–1442م التي ضرب فيها العثمانيون حصاراً على مدينة بلغراد الحدودية عاصمة الصرب ولم يفتحوها بسبب هجمات إمارة قرمان جنوبي الأناضول على العثمانيين، مما اضطر السلطان مراد الثاني لرفع الحصار عن حصن بلغراد والعودة إلى الأناضول لوقف هجمات القرمانيين.
- كاد يوحنا هونياد أن يقضي على جيش «مزيد بك» (بالتركية: Mezid Bey) في  إمارة الأردل (ترانسيلڤانيا) برومانيا حالياً في 22 مارس 1442م حيث استشهد مزيد بك في المعركة،[57][58] ثم في سپتمبر/أيلول هزم أيضاً هجوم الثأر الذي شنه القائد شهاب الدين شاهين باشا الحاكم العام للروملي في معركة واساغ.[59]
- كذلك بعد الهزائم المتكررة ليوحنا هونياد والملك ڤلاديسلاڤ الثالث أثناء حملة ڤارنا الصليبية المعروفة باسم «الحملة الطويلة» في عامي 1442-1443م مثل هزيمة عيد الميلاد 1443م (انتهت تلك الحملة لاحقاً أواخر عام 1444م بمعركة ڤارنا).
- تم الانتهاء من معاهدة السلام على عَجَلٍ في 12 يونيو 1444م بعد ثلاثة أيام فقط من التفاوض بسبب غزو الداماد «إبراهيم بك الثاني» القرماني للأراضي العثمانية بالأناضول.[49]
- كان قلق السلطان مراد الثاني الرئيسي هو تمرد القرمانيين في الأناضول، فقدّم شروط سلام سخية للملك ڤلاديسلاڤ لكي يتفرغ لهذا التمرد.[13]

### تنفيذ بنود المعاهدة

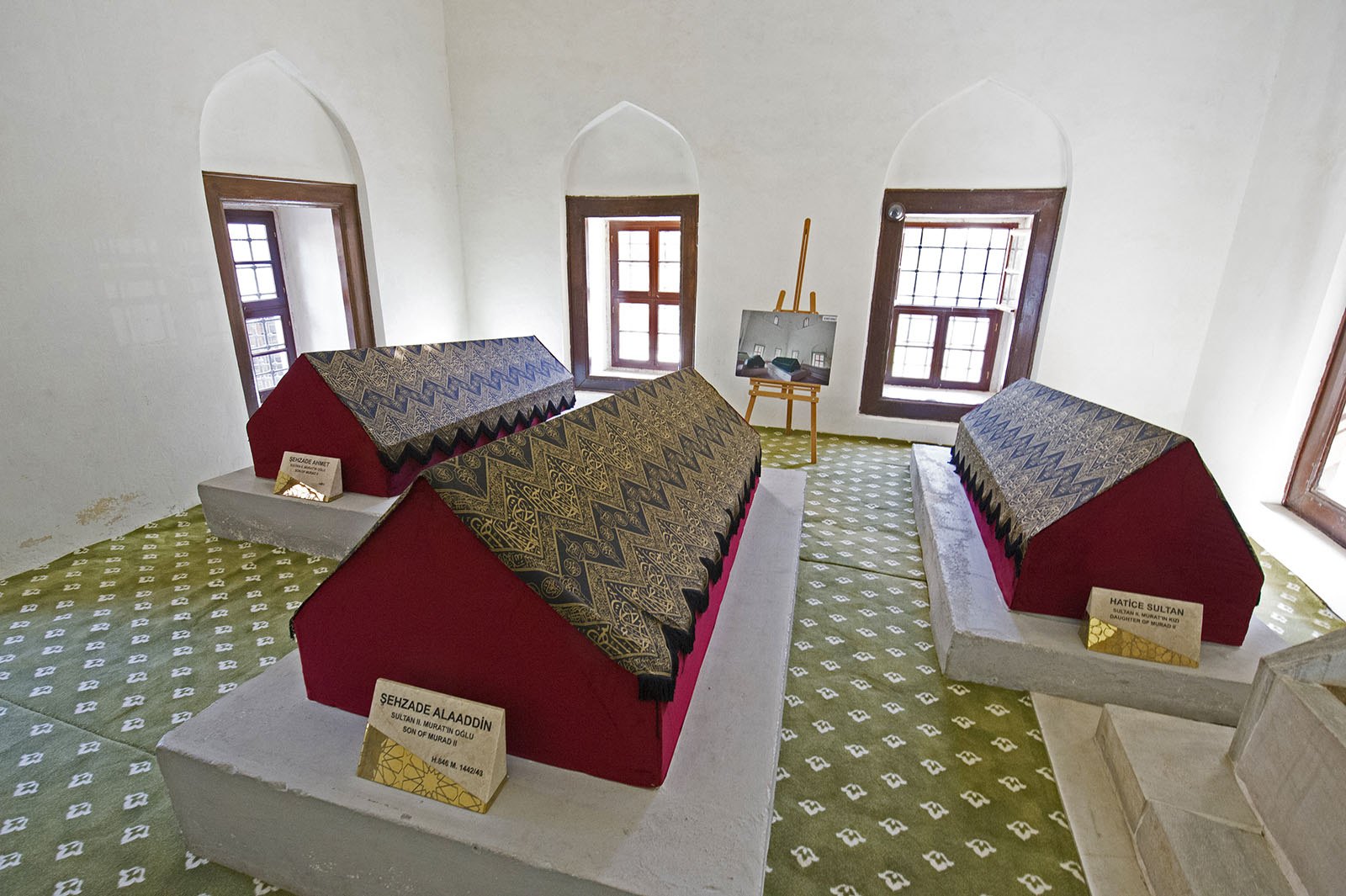
قبر الشاهزاده «علاء الدين» چلبي أكبر أبناء السلطان مراد الثاني والذي كان يعده لخلافته. كان موته كارثة نفسية على والده لحبه إياه، فحزن عليه السلطان وشعر بالتعب من أعباء السلطنة وازداد هم الدُنيا عليه فتنازل عن المُلك لابنه محمد الثاني الذي عرف فيما بعد بمحمد الفاتح، وانقطع السلطان مراد الثاني لِلعبادة.

في 22 أغسطس 1444م، وبعد أسبوع واحد من انتهاء المفاوضات، استعاد «جُريج برانكوڤيتش» أراضيه في الصرب بادئاً باستلام مدينة سمندرية في نفس ذلك اليوم بعد أن أخلاها له العثمانيون. وخلال نفس الأسبوع أيضاً، عرض الملك ڤلاديسلاڤ عرش بلغاريا على يوحنا هونياد بُناءً على توصية الكاردينال «يوليان سيزاريني» الذي ظل يَحُثُّ الملك على التخلي عن قَسَمه الذي أدّاه للعثمانيين والوفاء بقسَمِه الذي قطعه للمسيحيين بغزو العثمانيين في الخريف.
بحلول منتصف سپتمبر، تم الانتهاء من جميع عمليات نقل المدن والقلاع والأراضي، سواء تلك التي نصت عليها المعاهدة أو تلك المتعلقة بالمفاوضات الأساسية، مما سمح للحملة الصليبية بأن تصبح محور اهتمام المجر الرئيسي.

### ما بعد الصلح
بعد إتمام الصلح تُوفي في أماسيا الشاه زاده «علاء الدين» چلبي (بالتركية: Alaüddin Çelebi) أكبر أبناء السلطان مراد الثاني وكان عمره 18 سنة،  ولقبه: «أولو» أي: الكبير،  والذي كان يعده السلطان لخلافته،  جراء سقوطه من على جواده أثناء رحلة صيد، فحزن عليه السلطان وشعر بالتعب من أعباء السلطنة وازداد هم الدُنيا عليه، فتنازل عن المُلك لابنه محمد الثاني الذي عٌرف فيما بعد بمحمد الفاتح والبالغ من العمر 12 عامًا آنذاك، وانقطع السلطان مراد الثاني لِلعبادة، وأقام بعيداً عن العاصمة إدرنة.
اعتبر الطرفان: العثماني والمجري أن هذه الاتفاقية بمثابة فرصة لالتقاط الأنفاس، وخصوصًا بعد سلسلة طويلة من الصراعات والحروب، ولكن الملك ڤلاديسلاڤ والكاردينال سيزاريني نقضاها سريعاً بعد فترة وجيزة.

## خروج الصليبيين للحرب
على الرغم من مفاوضات المعاهدة، إلا أن التخطيط للحملة الصليبية ظل مستمراً واستعداداتهم المحمومة للمعركة ضد العثمانيين التي انتهت وصولاً بمعركة ڤارنا مروراً بالمحطات التالية:
- في 1 أغسطس، صادق الملك على المعاهدة في مدينة سكدين وأقسم اليمين المغلظة على الإنجيل.[50]
- في 4 أغسطس، أعلن الملك حملة عسكرية ضد العثمانيين، تحت ضغوط مندوب البابا، الكاردينال «يوليان سيزاريني».[50]
- في 10 أغسطس، أصدر الملك أمره بتجميع الجيش، وبدأت استعدادات محمومة للحرب.[50]
- بدلاً من 1 سپتمبر، تحرك الجيش الصليبي من المجر في النصف الثاني من نفس الشهر وعبر نهر الدانوب بين 18 و 22 سپتمبر.[50]
- تم كل ذلك سراً وغدراً بالاتفاقية السارية وبدون إشعار العثمانيين بنقض المعاهدة.
- عندما وصل إلى السلطان نبأ عبور الصليبيين لنهر الدانوب ومسيرهم في سهل الدانوب غير المأهول بالسكان، ترك «مغنيسية» التي كان مُعتزلاً فيها وسار إليهم في 40,000 من جنود الأناضول الآسيوية،[30][62] وعبر بهم المضائق البحرية بمعونة سفن جنوة،[13] ثم انضم إليه في تراقيا الشرقية الجنود العثمانيون الذين كانوا في الروملي الأوروپية جاءوا تحت قيادة الصدر الأعظم (كبير الوزراء) خليل باشا الجندرلي وسار بهم في ممر «آيتوسكي» (Aytoski prokhod) ببلغاريا الموصل إلى مدينة ڤارنا.[50][63]
- في 9 نوڤمبر، وصل الجيش الصليبي بقيادة الملك ڤلاديسلاڤ الثالث إلى أسوار مدينة ڤارنا، وفي عَشِيّة نفس اليوم جاءهم خبر وصول جيش كبير للعثمانيين وتمركزهم عند سفح هضبة فرانغا، في موضع أفضل عسكرياً.[50]

### نقض الصليبيين للمعاهدة سرًا

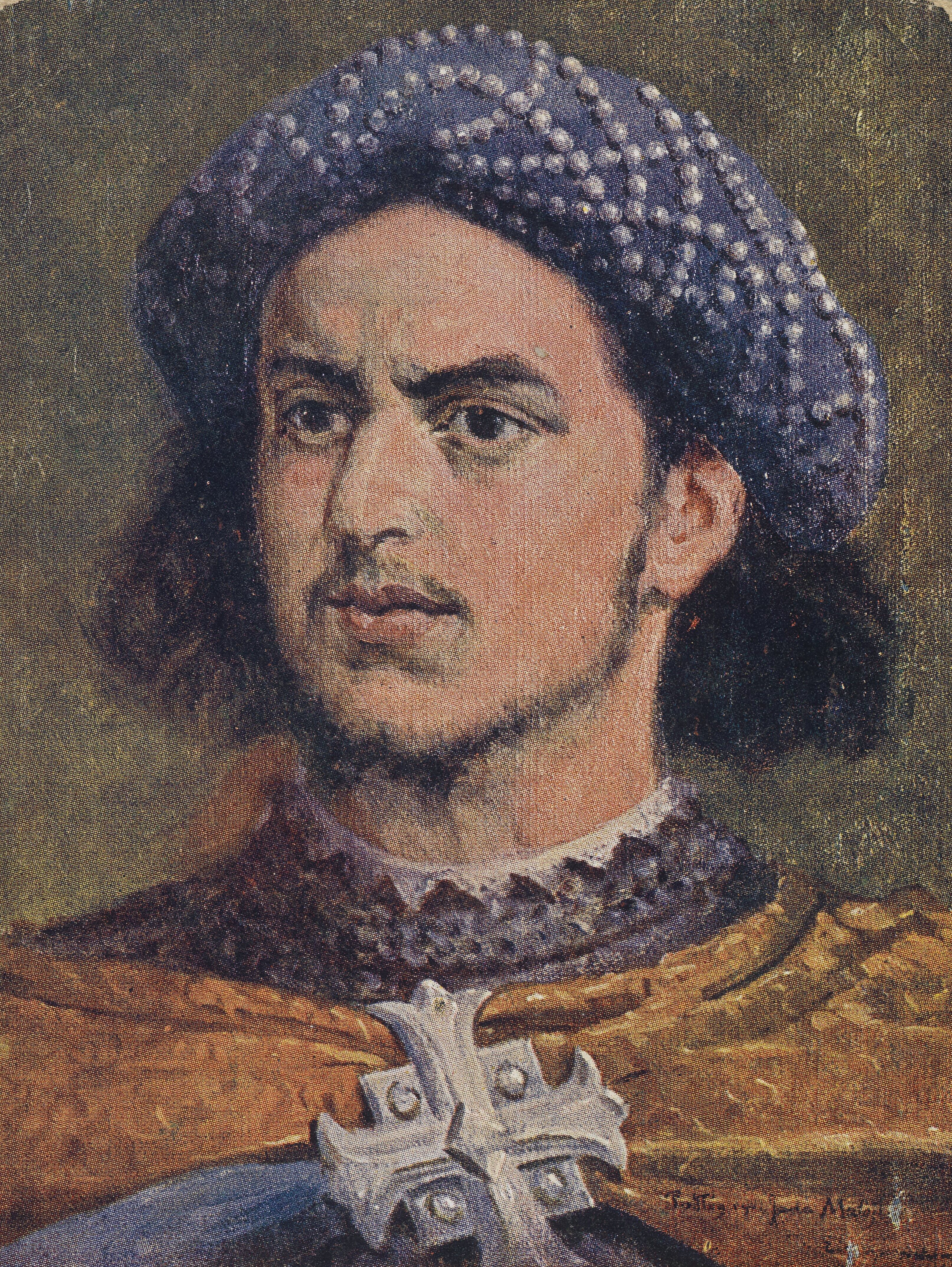
لوحة للملك الشاب ڤلاديسلاڤ الثالث ملك بولونيا والمجر، صعد إلى عرش المجر ونقض معاهدة السلام مع السلطان مراد الثاني بضغط من البابا فحنث باليمين وخان العهد، وكانت عاقبته أنه قُتل في «معركة ڤارنا» وعمره 20 عاماً نتيجه هجومه المتهور قليل الخبرة.

تنازعت المَلِك ڤلاديسلاڤ الثالث عدة تجاذبات تحثه على إتمام السلام مع العثمانيين وضغوط أخرى تدفعه إلى المضي في شن الحملة الصليبية ضدهم، فمثلًا انتشر تصريح للملك ڤلاديسلاڤ الثالث عن «مفاوضات السلام» التي يُجريها مع العثمانيين مما تسبب في ممارسة ضغوطٍ إضافية عليه من مؤيدي فكرة «الحملة الصليبية» من أجل دفعه للتخلي عن إتمام السلام مع الدولة العثمانية، وفي نفس الأثناء كانت هناك حرباً أهليةً في بلده الأصلي بولونيا وطالب فصيل هناك بعودة الملك ڤلاديسلاڤ الثالث من المجر لإنهائها مما يستدعيه لإتمام السلام مع العثمانيين لتأمين الجبهة معهم قبل العودة إلى بولونيا، كما أن الخسائر التي وقعت خلال فصل الشتاء الأسبق كانت كلها دلائل ضد استمرار الحرب.
آمن المندوب البابوي الكاردينال «يوليان سيزاريني» بقوة في الحملة الصليبية وضَغَطَ على الملك ڤلاديسلاڤ الثالث للمضي فيها وليُكرِهه على الخروج في حملة صليبية برغم سريان معاهدة أدرنة-سكدين مع العثمانيين. كان الملك متحرجاً من النكوث عن يمينه الذي أقسمه على الإنجيل، ولكن نجحت الدبلوماسية البابوية التي مَثّلها الكاردينال «يوليان سيزاريني» في إقناع الملك ڤلاديسلاڤ الثالث ملك بولونيا والمجر بأن نقض العهد مع المسلمين لا يُعدّ حنثاً بالعهد أمام الله وأحلّه البابا من القَسَم، وعلى الرغم من مرور فترة وجيزة جداً من الوفاء بجميع المتطلبات «قصيرة الأجل» للمعاهدة، إلا أن المجريون استأنفوا وحلفاؤهم الحملة الصليبية ضد العثمانيين.
على الرغم من أن الملك ڤلاديسلاڤ الثالث كان قد أقسم على الإنجيل بأنه لن يخلّ بالمعاهدة، إلا أنه حصل على فتوى دينية من البابوية تتيح له الإخلال بالاتفاق وبحنث اليمين التي أدّاها للعثمانيين حتى ولو كان قد أقَسَم على الإنجيل، و جاء في تلك الفتوى: «لمَّا أنَّ الأتراك يُنكرون ألوهية عيسى فهم كُفار، ومع الكفار يجوز الإخلال بالاتفاق حتى ولو كان هناك قسم على الإنجيل».

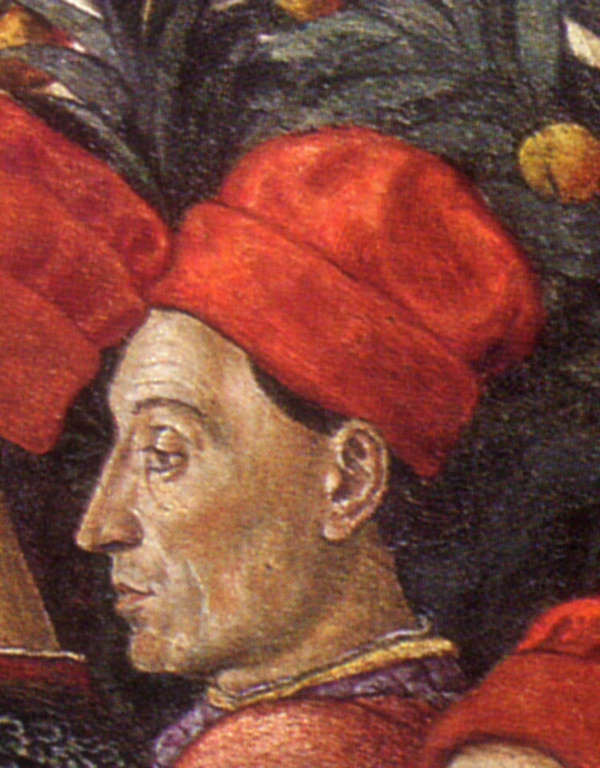
الرحَّالة الإيطالي المتخصص بالأثريات «تشيرياكو دي بيتسيكولي» (1391م-1453/55م) والذي يُعرَّف أحيانًا بأنه أبو «علم الآثار التقليدي» وله نشاط للنهضة الإنسانية. كتب إلى يوحنا هونياد رسالة تَوَسُّل لتجاهل السلام مع العثمانيين، وذكر كاذباً أن العثمانيين مرعوبون و«أنهم يُعدّون جيشهم للانسحاب بدلاً من دخول المعركة».

لم يكن الملك ڤلاديسلاڤ الثالث هو الشخص الوحيد الذي أُكره على المضى في الحملة الصليبية على العثمانيين، ففي 24 يونيو 1444م قام الرحَّالة الإيطالي «تشيرياكو دي بيتسيكولي» (بالإيطالية: Ciriaco de' Pizzicolli) الذي عُرف بنشاطه في النهضة الإنسانية، بالكتابة إلى هونياد وأرسل له رسالة تَوَسُّل لتجاهل السلام، زاعماً فيها كذباً بأن الأتراك مرعوبون وأنهم «يُعِدّون جيشهم للانسحاب بدلاً من دخولهم المعركة»، وتابع قائلاً بأن المعاهدة ستسمح للسلطان مراد الثاني «بالانتقام من الهزيمة التي ألحقها به هونياد في الماضي القريب»، وأن المجر والدول المسيحية الأخرى يجب أن تغزوا تراقيا بعد «إعلانِ حربٍ يستحق الدين المسيحي».
ونتيجةً لكل ما سبق وبناءً على دعوة المندوب البابوي الكاردينال «يوليان سيزاريني»، طمأن الملك ڤلاديسلاڤ الثالث حلفائه في الثاني من يوليو عام 1444م بعزمه على قيادة الحملة الصليبية وأعلن أنه سيتوجه إلى مدينة «ڤاراد» (أوراديا حاليا) (بالمجرية: Várad) (بالتركية: Varat) في 15 يوليو 1444م لتكوين جيش صليبي،  ثم أعطى تاج العرش البلغاري لهونياد بُناء على توصية الكاردينال.
تعاونت المجر مع البندقية والبابا يوجين الرابع لتنظيم جيش صليبي جديد بقيادة النبيل المجري يوحنا هونياد المُلقّب «بالفارس الأبيض»، والملك ڤلاديسلاڤ الثالث، وكان هدفهم الرئيسي هو الدفاع عن المجر ضد العثمانيين، ثم مهاجمة أدرنة لاحقاً وهي عاصمة العثمانيين يومئذٍ، وجهَّزوا جيوشا لمحاربة الدولة العثمانية وشكَّلوا جيشاً كبيراً من قوات عدة دول أوربية ليهاجموا العثمانيين وشجعهم في ذلك:
- استغل الصليبيون إتمام المعاهدة وسريانها مع العثمانيين الذين لم يعلموا باستعدادات الصليبيين للحرب.
- تنازُل السلطان مراد الثاني عن الحُكم لإبنه السلطان الشاب محمد الثاني صغير السن قليل الخبرة بأمور الحُكم والحرب، فطمعت الدوائر الحاكمة في أوروپَّا في غزو الدولة العثمانية لمَّا سمعت بتوليه وصغر سنه.
- وجود الجيش العثماني بعيداً في الأناضول بعد معاركه مع إمارة "قره مان".
- كانت حملة ڤارنا الصليبية تُسبغ الشرعية على مطالبة ڤلاديسلاڤ الثالث بعرش المجر، وأراد الفصيل الپولندي بشكل خاص تثبيت أحقية ڤلاديسلاڤ في حُكم المجر عن «لاديسلاس» البالغ من العمر ثلاث سنوات والذي هو في حقيقة الأمر الملك الشرعي للمجر ـ وليس ڤلاديسلاڤ الثالث ملك بولونيا.

#### موقف السلطان مراد الثاني
اجتمعت كل الأسباب السابقة لدى الصليبيين لتبنِّي إستراتيجية المواجهة والحرب على الدولة العثمانية رغم سريان المعاهدة. وعلى النقيض من ذلك، كانت الظروف مواتية في الدولة العثمانية لتبني إستراتيجية السلام بعد تأمين الحدود وعقد معاهدات السلم.
فبعد توقيع المعاهدة، أخضع السلطان مراد الثاني إمارة قرمان بنهاية أغسطس 1444م، وتوقّع أن تُعطي الشروط المواتية الممنوحة في كل من معاهدة سلام أدرنة-سكدين والتسوية مع الداماد «إبراهيم بك الثاني» حاكم إمارة قرمان سلامًا دائمًا للدولة العثمانية، وترك كل ذلك انطباعاً لدى السلطان مراد الثاني وقناعةً بأن حدوده آمنة، وكان السلطان قد بلغ الأربعين من عمره آنذاك وناله من الإجهاد ما ناله، فتنازل طواعية عن المُلك لابنه محمد الثاني (الفاتح) وانقطع لِلعبادة في مغنيسية بعيداً عن العاصمة ومشاغل السياسة والحرب مطمئناً على ولده محمد الثاني لأن بينه وبين أوروپا معاهدة لعشر سنوات يكون ولده قد كبر واشتد عوده أمامهم.

#### موقفيوحنا هونياد
استعمل يوحنا هونياد الكثير من ممتلكاته وأمواله لتهيئة الجيوش في سبيل صد العثمانيين في البلقان، وجعلته انتصاراته السابقة يرتقي منصبا عاليا في المملكة المجرية، وتملَّك مساحات شاسعة من الأراضي الزراعية والمدن والقلاع، وكان نفوذه الأكبر في بلاده بحيث أنه لم يضاهه أي نفوذ آخر، ومنحه البابا پيوس الثاني لاحقاً لقب «بطل المسيح». لم يكرِّس هونياد قوته في سبيل السيطرة على عرش المجر التي كان يمتد نفوذها إلى رومانيا المعاصرة وأجزاء من البلقان وغيرها.
وفقا لرسالة من «جُريج برانكوڤيتش» ديسپوت الصرب، أنفق يوحنا هونياد أكثر من 63,000 فلورين ذهب لتوظيف المرتزقة في النصف الأول من العام.

#### موقفجُريج برانكوڤيتش
رفض «جُريج برانكوڤيتش» أن ينضم للجيش الصليبي في المعركة بعد توقيعه المعاهدة التي استرد بها أملاكه سلمياً من العثمانيين، فقد كان يرغب في السلام أيضاً مثل السلطان، وكانت ابنته مارا برانكوڤيتش متزوجة من السلطان مراد الثاني أيضًا.

### مسير الحملة الصليبية وذبح المسلمين

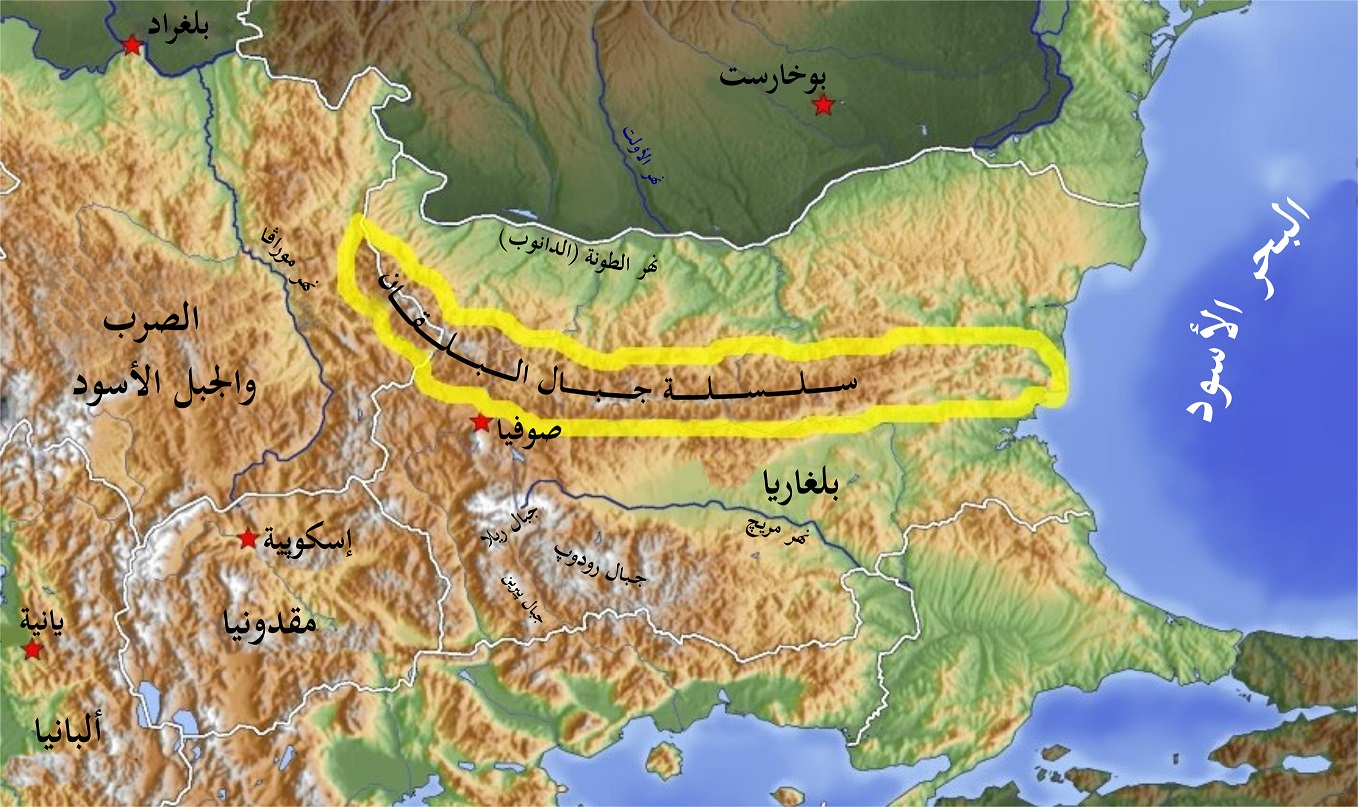
سلسلة جبال البلقان مُحددة باللون الأصفر على الخارطة. تمتد جبال البلقان من أواسط بلغاريا حتى شرقي صربيا، ومنها جبل أوليمبس الشهير في اليونان.
في 22 سپتمبر 1444م، تحرك الصليبيون من المجر يُريدون التقدم باتجاه البحر الأسود عبر جبال البلقان للنزول سريعاً وغزو أدرنة عاصمة العثمانيين الواقعة في الروملي (أرض أوروپا).

في 22 سپتمبر تحرك الصليبيون من المجر، يُريدون التقدم باتجاه البحر الأسود عبر جبال البلقان. 
كانت نقاط تجمع الجيش الصليبي هي قرية «ڤارادين» (بالإنجليزية: Varadin) (حاليًا: مدينة أوراديا في رومانيا) و«طمشوار» (بالرومانية: Timișoara) في غرب رومانيا.
لم تكن الدولة العثمانية قد علمت حتى ذلك الحين بنقض المندوب البابوي الكاردينال «يوليان سيزاريني» للمعاهدة وتسييرهم الجيش الصليبي من المجر.
عبر الصليبيون نهر الدانوب في الفترة من 18 إلى 22 سبتمبر 1444م، ثم دخلوا مدينة «نوڤي پازار» (واسمها بالتركية: «يني پازار») جنوب غرب صربيا في 24 أكتوبر وذبحوا المسلمين في المدينة. في 26 أكتوبر 1444م، نفذوا المذبحة نفسها في شومن (بلغاريا)، وتيرنوڤو (مقدونيا الشمالية)، وبريڤادي (بلغاريا)، وريتريك (Retric) وميهاليتش (بلغاريا)(بالإنجليزية: Mihalich).
في 9 نوڤمبر 1444م، وصل الجيش الصليبي إلى ڤارنا واستولى على قرى «غلطة حصار» و«ماكروپوليس» و«كاڤارنا» و «كالي ياكرا» في جنوب المدينة وأنشأ معسكره في الجزء الشمالي من مدينة ڤارنا.

### استدعاء السلطان للعودة للحكم
كان عمر السلطان محمد الفاتح 14 عاماً حين فسخ الصليبيون الهدنة سراً مع الدولة العثمانية بعد مرور خمسون يومًا عليها.
تحرك الجيش المجري في 20 سپتمبر 1444م من مدينة سكدين متجهين جنوباً، ووصلت الأخبار إلى السلطان محمد الثاني بواسطة الصدر الأعظم خليل باشا الجندرلي بأن المجر غدرت باتفاقية الصُلح وعبرت الحدود المُتفق عليها وأغاروا على بلاد البلغار غير مراعين لشروط الهدنة.
كان السلطان يعلم أنه صغير السن وعديم الخبرة لمقاومة تحالف ضخم كهذا بنجاح، ولأنه كان ذكيًّا فقد أسرع بجمع مجلس شورى السلطنة العثمانية، وإزاء هذه التطورات قرروا استدعاء السلطان مراد الثاني إلى العرش مرة أخرى، فاستدعى السلطان محمد الثاني والده السلطان مراد الثاني للعودة إلى العرش وقيادة الجيش في المعركة، لكن السلطان مراد الثاني لم يقبل بذلك ورفض قائلاً: «لقد كان هدفنا من مَنح السلطنة إلى ابننا مُحمَّد هو قضاء ما بقي من عمرنا في الطاعة والعبادة، وعليه أن يحافظ على الدِّين والدولة بموجب هذه السلطنة».
غضب السلطان محمد الثاني على والده الذي تقاعد منذ فترة وانقطع في جنوب غرب الأناضول لرغبته الشخصية في التفرُّغ لِلعبادة والطاعة لله بعمر 41 عاماً إذ كان السلطان مراد الثاني تقيًّا مخلصاً في إسلامه عاش حياةً مستقيمة وجديَّة ونزيهة، فكتب إلى والده قائلاً: «إِن كُنتَ سُلطَانًا فَظَاهِرٌ أَنَّ عَلَيكَ مُحَافَظَةُ البِلَادِ وَالعِبَادِ، وَإِن لَم تَكُن سُلطَانًا فَيَجِب عَلَيكَ طَاعَةُ السُّلطَانِ وَامتِثَالُ أَمرِه». وبعد أن تلقي السلطان مراد الثاني هذه الرسالة وافق على العودة لقيادة الجيش العثماني، فغادر مغنيسية وأعدّ الجيش للقاء الحملة الصليبية ليباغتها لاحقاً عند مدينة ڤارنا على شاطئ البحر الأسود قبل وصولهم إلى العاصمة إدرنة كما سيأتي تفصيله.
تذكر بعض المصادر أن «جُريج برانكوڤيتش» ديسپوت الصرب كان قد أخبر السلطان بقدوم حملة يوحنا هونياد الصليبية.

## أحداث ما قبل المعركة

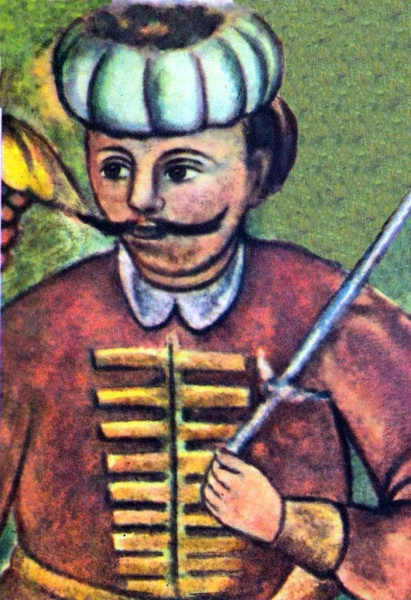
رسم معاصر لأمير الأفلاق «ڤلاد الثاني دراكول» الذي كان قد استعاد عرش الأفلاق بمعاونة العثمانيين عام 1436م فلم يشارك في معركة ڤارنا ضدهم، بل حاول ثني ابنه ميرچه الثاني عن الالتحاق بجيش الصليبيين فلم يفلح. حَكَمَ الأفلاق مرتين: من 1436-1442م ثم من 1443-1447م، وقُتل بعمر 51-52 عاماً تقريباً. تدهورت العلاقة بين الأفلاق والمجر بعد معركة ڤارنا مباشرة، حتى اقتحم هونياد بشكل غير متوقع الأفلاق أواخر نوڤمبر 1447م وهرب ڤلاد لكنه أُلقي القبض عليه وقُتل في المستنقعات في بلتيني (Bălteni) واسمها حالياً پيريش (Periș) برومانيا الحالية، ولا يُعرف مكان قبره.

تحركت الجيوش الصليبية البَرِّيَّة في الروملي (أرض أوروپا) لغزو أدرنة عاصمة الدولة العثمانية الواقعة في الروملي، مستغلين عُزلة السلطان القوي مراد الثاني وتنحيه طوعً عن العرش بعيداً في الأناضول (آسيا الصغرى) ومستفيدين من تواجد السلطان اليافع محمد الثاني حاكماً رسمياً للعثمانيين وعدم درايته بقيادة الجيوش وأعمال التعبئة والحرب، مع تواجد الجيش العثماني في الأناضول بعيداً عن الروملي، واستندت استراتيجيتهم في ذلك على العوامل البحرية في المعركة:
1. وجود مانع مائي ومضائق بحرية بين الأناضول والروملي (آسيا وأوروپا).
2. استحالة نقل جيش الأناضول سريعاً إلى الروملي عبر الحاجز البحري (سواء للدفاع عن العاصمة أو لملاقاة الصليبيين خارجها) لعدم وجود سفن بحرية عثمانية.
3. إرسال الأسطول الصليبي المشارك في الحملة لمنع جيش العثمانيين من عبور المضائق البحرية والنزول إلى الروملي (أرض أوروپا).

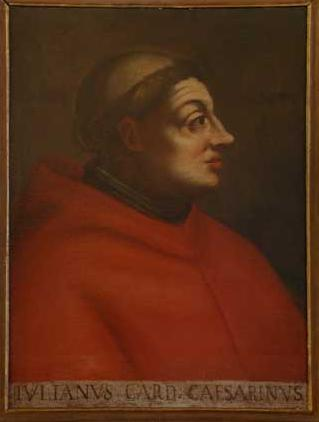
لوحة من القرن 15 للمندوب البابوي الكاردينال «يوليان سيزاريني» الذي قُتل في «معركة ڤارنا» يوم 10 نوڤمبر 1444م. وُلد في روما عام 1398م، وكان أحد المخططين الرئيسيين لحملة ڤارنا الصليبية ضد العثمانيين، ورأي أن توقيع معاهدة السلام مع السلطان مراد الثاني لمدة 10 سنوات كان خطئأ، وأصر على أن يخرق الملك المجري ڤلاديسلاڤ الثالث تلك المعاهدة. فساروا جميعًا إلى البلقان في حملة جديدة أسفرت عن هزيمة كارثية للجيش البابوي في ڤارنا يوم 10 نوڤمبر 1444م، حيث انهزم التحالف الأوروپي وكانت خاتمة حملة ڤارنا الصليبية.

اعتمد الصليبيون على إسناد الأسطول البحري المسيحي الذي كان يتكون أساسًا من السفن البابوية والبندقية، فكان دور ذلك الأسطول أن يمنع القوات الرئيسية للسلطان مراد الثاني المتواجدين في آسيا الصغرى (الأناضول) من عبور مضيق الدردنيل أو مضيق البوسفور إلى الروملي (أوروپا)، مما يتيح فرصة تقدم سريع للصليبيين في الروملي.
ولكن تبين أن هذا التصور صعب التنفيذ من الناحية الفنية لأن المدفعية العثمانية كانت تحرس ضفتي المضائق. ولذا، أبحرت السفن البابوية والبندقية إلى ڤارنا بعدما دخلت مضيق الدردنيل تحت قيادة «ألڤيس لوريدان» لنقل الجيوش الصليبية من ڤارنا إلى القسطنطينية بحرياً بدلاً من زحف الجيش براً في الأراضي العثمانية وما يستتبعه من تأخر في الوصول بسبب المقاومة والمناوشات العسكرية المُتوقعة في الأراضي العثمانية.
وبالتوازي مع التحركات البحرية، تحرك الجيش الصليبي أيضاً في نفس الوقت باتجاه مدينة ڤارنا، وعلى طول طريق تقدّم الجيش، دعا الملك ڤلاديسلاڤ حاميات القلاع العثمانية التي صادفتهم إلى الاستسلام، ولكنهم دافعوا جيداً عن أنفسهم مما أدَّى إلى إبطاء تقدم الجيش المجري، فقرر الصليبيون تجاوز الحصون العثمانية الصعبة إن لم يستطيعوا الاستيلاء عليها.

### تقدم الجيش الصليبي بريا
خلال مسير الجيش الصليبي إلى ڤارنا انضم إليه الكثير من المحاربين مثل:
- انضم السكان البلغار المحليين من مُدُن: فيدين وأورياهوڤو ونيقوپوليس.
- وانضم المتمرد البلغاري فروزين بحرسه الشخصي، وكان أبوه هو قيصر البُلغار السابق «يُوحنَّا شيشمان» الذي توفي منذ 49 عاماً (1395م).
- وفي 10 أكتوبر 1444م بالقرب من نيقوپوليس، التحق حوالي 7 آلاف من سلاح الفرسان بقيادة ميرچه الثاني الابن الأكبر «لڤلاد الثاني دراكول» الذي كان قد استعاد عرش الأفلاق بمعاونة العثمانيين عام 1436م فلم يرد المشاركة في تلك المعركة وحاول ثني ابنه عن الالتحاق بالصليبيين فلم يفلح.[25]

ذهب «ڤلاد الثاني دراكول» أمير الأفلاق مُسرعاً لملاقاة ڤلاديسلاڤ الثالث ملك بولونيا والمجر ليحاول ثنيه عن مواصلة الحملة الصليبية على العثمانيين، فالتقاه بالقرب من نيقوپوليس. عن هذه الواقعة، يُخبر الكاتب والشاعر والمؤرخ الإيطالي الأصل «فيليپ بوناكورسي» (بالإيطالية: Filippo Buonaccorsi) (2 مايو 1437م - 1 نوڤمبر 1496م) الذي تكنّى «بكالّيماخوس» (بالإنجليزية: Callimachus) على اسم الشاعر اليوناني القديم كالّيماخوس (باليونانية: Καλλίμαχος)، وكان «فيليپ» على صلة وثيقة بالبلاط البولوني حتى أصبح مُعلماً ومُربياً لملك بولونيا «يان الأول ألبرت» في صباه ويٌعتبر مؤرخاً بولونياً، فذكر أن قادة الحملة الصليبية لم يستمعوا «لڤلاد الثاني دراكول» فعاد إلى الأفلاق بعد أن ترك ابنه «ميرچه الثاني» على قيادة وحدة مساعِدة مكونة من 4000 (وفي مصدر آخر:[بحاجة لمصدر] 7000) من سلاح الفرسان الأفلاقيين، شاركوا جميعهم لاحقاً في معركة ڤارنا، ثم بعد الهزيمة الثقيلة التي مُني بها الائتلاف الصليبي في ڤارنا، قاد «ميرچه الثاني» ما تبقى من وحدته والقوات المسيحية هارباً عبر نهر الدانوب.
تفاجأ الصليبيون بخبر رجوع السلطان مراد الثاني من عُزلته وتوليه قيادة الجيش العثماني، وبأنه نقل قوات الأناضول سريعاً من آسيا الصغرى إلى الروملي عبر المضيق بفضل مساعدة أسطول جنوة (مقابل بعض المال)، ثم تقدُّم العثمانيين في الروملي باتجاه الصليبيين.
لم تصل السفن الصليبية إلى ڤارنا حسب الاتفاق فانعدم الطريق البحري، أما طريق الصليبيين إلى الجنوب عبر البرّ فانعدم أيضاً مع تقدّم الجيش العثماني تجاههم، وبذلك أُغلق طريق وصولهم إلى العاصمة إدرنة وأصبحت القوات الصليبية في وضع خطير مُهدَّدين بوصول القوات العثمانية إليهم، بينما لم تصل قوات صليبية أخرى كان من المفترض مشاركتها في الحملة.
تحت هذه الظروف، كان تراجع الصليبيين من خلال الوادي الضيق لنهر «پروڤاديا» (بالإنجليزية: Provadia)(بالبلغارية: Провадия) بشمال شرق بلغاريا خطير جدا عسكرياً إذا حدث وأطبق عليهم العثمانيين وهم محصورون بالوادي، لذا قرر ڤلاديسلاڤ وهونياد الذهاب من الطريق الآمن الوحيد الموصل إلى مدينة ڤارنا لكي يتراجعوا منها وينسحبوا شمالاً نحو «دبروجة» (بالإنجليزية: Dobruja)(بالبلغارية: Добруджа) الواقعة نحو 50 كم شمال ڤارنا.
في 9 نوڤمبر 1444م، اقترب الجيش الصليبي من ڤارنا وخيَّم بعساكره خارجها، ولكن بعدها بقليل وفي نفس اليوم اقترب الجيش العثماني وخيَّم أيضاً غرب مدينة ڤارنا. انحصر الصليبيون بين البحر الأسود وبحيرة ڤارنا والمنحدرات الحرجة على الحافة الجنوبية لهضبة فرانغا وفقدوا طريق الانسحاب شمالاً عن طريق البرّ، وأصبح البحر هو المهرب الوحيد والأمل في وصول الأسطول الصليبي الذي لم يصل أبداً، وحصرهم السلطان مراد الثاني.
عقد الصليبيون مجلساً عسكرياً فجر يوم 10 نوڤمبر 1444م، واقترح فيه سيزاريني بناء «حصن العربات الحربية المتحركة»، وأن يُحاط المخيمَ بتلك العربات بحيث يمكن للجيش الصليبي أن يقبع فيه محتمياً ينتظر وصول الأسطول المسيحي ويكون الخيار للصليبيين عندئذ إما الإبحار هروباً أو مواجهة العثمانيين عسكرياً. قام كل من أسقف إيجر «سيمون روزغونيي»، و"بان" الكروات «فرانكو تالوتشي» والعديد من الفرسان المجريين والبولونيين وحتى الملك نفسه، بدعم رأي سيزاريني في بداية الأمر، حتى أخذ الكلمة هونياد في وقت لاحق ورفض الهروب والدفاع، وأثبت فشل التكتيكات الدفاعية وأوضح أن الاختباء وراء العربات الحربية لم يكن ليستحق عناء تكوين هذا الجيش الصليبي الذي كان يسعى بالأساس إلى تحقيق النصر على العثمانيين، وأبَانَ هونياد بأن «حصن العربات المتحركة» يمكن أن يكون فقط الغطاء الأخير لجيشٍ قد هُزم بالفعل وليس تكتيكا ناجعا لتحقيق النصر. ولأجل موقفه الحازم هذا تضامن معه الملك، وكُلِّفت القوات المسيحية كلها بالحرب تحت قيادة هونياد فأصبح قائداً للجيوش الصليبية مجتمعة لهذه المعركة القادمة.

### الاستعدادات والتحركات البحرية

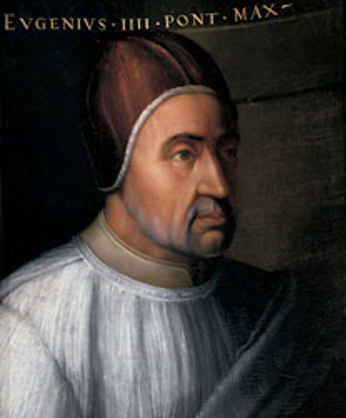
لوحة زيتية من القرن 15 للبابا إيجين الرابع (1383م/25 فبراير 1447م) بابا الكنيسة الكاثوليكية الذي بدأ حملة ڤارنا الصليبية رسميًا في الأول من يناير عام 1443م، بمرسوم بابوي صليبي نشره، ولكن لم يبدأ القتال كما خُطط له. كان من المفترض أن تهاجم الجيوش الصليبية المجرية وجيش إمارة قرمان متزامنين علي طرفي الدولة العثمانية في وقت واحد، ولكن في ربيع عام 1443م، هاجم "القرمانيون" العثمانيين قبل أن يكون المجريون مستعدون فدمرهم جيش السلطان مراد الثاني بالكامل، ثم تفرغ للإئتلاف الصليبي ولحقهم في ڤارنا.

أرسل الصليبيون سفنهم الحربية إلى المضائق البحرية كي تمنع العثمانيين من إنزال قوات الأناضول إلى البلقان (أوروپا) عن طريق البحر، ولكي لا تلقي القوات البرّيّة مقاومة عند دخول إدرنة، فأغلقت السفن البابوية والبندقية والجنوية مضيقا البوسفور والدردنيل بقيادة «ألڤيس لوريدان» (بالإنجليزية: Alvise Loredan) أحد نبلاء البندقية وكان قبطاناً وقائداً عسكرياً له تاريخ طويل من المعارك حيث دافع عن سالونيك ضد العثمانيين أثناء المعركة التي أفضت إلى فتح المدينة، وشارك لاحقاً (بعد معركة ڤارنا) في الحرب العثمانية البندقية.
دَعَمَ الأسطول الصليبي ثمانية سفن من الدولة البابوية، وخمسة من جمهورية البندقية، وأربعة بورغندية، واثنان من جمهورية راغوزة، وكان دورهم الأساسي يتلخص في أمرين:
1. منع قوات الأناضول الرئيسية من عبور مضيق الدردنيل أو البوسفور.
2. نقل الجيش الصليبي من البحر الأسود إلى القسطنطينية.

عند وصول السفن إلى شبه جزيرة كليبولي، أبحر ثمانية منهم أو أكثر إلى البحر الأسود، ووصلوا إلى مصب الدانوب ودخلوا منه إلى النهر للقاء الجيش المجري. دخلت السفن البابوية والبندقية مضيق الدردنيل ثم ذهبت مباشرة إلى ڤارنا لنقل الصليبيين إلى القسطنطينية.
كانت المدفعية العثمانية تحرس ضفتي المضيقين وبالأخصّ عند مضيق البوسفور.

### عبور جيش الأناضول إلى الروملي
نظراً لتمكّن الأساطيل البابوية والبيزنطية في تلك الفترة من مضيق الدردنيل جنوب غرب بحر مرمرة فلم يكن في إمكان السلطان مراد الثاني نقل الجيش العثماني من الأناضول إلى الروملي عن طريق شبه جزيرة كليبولي، واضطر السلطان مراد الثاني إلى أن يجتاز مضيق البوسفور شمال شرق بحر مرمرة.
تذكر المصادر العثمانية أن السلطان مراد الثاني أرسل قوة صغيرة إلى جنق قلعة الواقعة على الجانب الأناضولي لمضيق الدردنيل، لخداع الصليبيين وإيهامهم بالاستعداد لعبور جيش الأناضول من هذا المضيق، ثم نقل كامل القوات سريعاً عبر مضيق البوسفور.
وكان الصدر الأعظم خليل باشا الجندرلي والإنكشارية وجنود المدفعية ولابسي الدروع (بالتركية: cebeci) وجيش الروملي متجمعون في إنجغيز (بالتركية: İnceğiz) بالروملي قرب القسطنطينية بانتظار قدوم السلطان وجيش الأناضول، وعندما سمع خليل باشا الجندرلي أن السلطان قد وصل إلى مضيق البوسفور من الجانب الأناضولي، جاء مسرعاً إلى المكان الذي تقع فيه اليوم قلعة روملي حصار المعاصرة (بناها السلطان الغازي محمد الفاتح لاحقا عام 1452م) وكان ذلك الموقع من أنسب المواقع لعبور مضيق البوسفور إلى الروملي؛ فنصب المدافع التي أحضرها معه على التلال الواقعة هناك لحماية عبور القوات العثمانية، وهكذا، ولأول مرة في التاريخ، تمت السيطرة على البوسفور بواسطة نيران المدفعية.

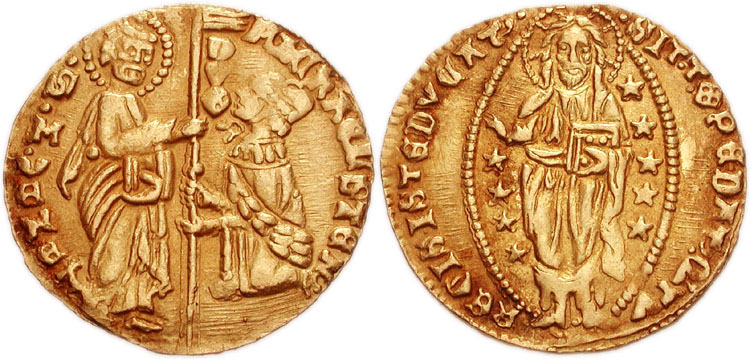
صورة من الجانبين لعملة الذهب البندقي قيمتها «دوقة واحدة» مسكوكة عام 1400م.
قام السلطان مراد الثاني بنقل كامل جيش الأناضول العثماني إلي أرض الروملي الأوروپية نظير دفع مبلغ «دوقة ذهبية واحدة» عن كل جندي عثماني يُنقل على متن سفن جمهورية جنوة المسيحية، التي كان واجبها الأصلي منع العثمانيين من العبور.

ارتكب الجنويون المسيحيون خيانة للصليبيين بما فيه مصلحة لجنوة، فبدلاً من منع العثمانيين من دخول أوروپا أو إعاقتهم، قاموا بنقل كامل الجيش العثماني إلى القارة الأوروپية على متن سفنهم، من الأناضول إلى الروملي مقابل مبلغ مالي قدره «دوقة» واحدة من عملة الذهب البندقي لكل جندي يُنقل، قبضه أحدهم.
وبذلك تمكنت القوات الأناضولية من العبور بسلام بدون مقاومة.
بعد نقل الجيش العثماني ونزوله الروملي (أوروپا)، تقدمت جيوش العثمانيين باتجاه ڤارنا فأصبح مسار الحملة الصليبية باتجاه الجنوب مغلقاً وأصبحت قوات الصليبيين بموقفٍ خطرٍ.

### فشل الأسطول الصليبي
لم يستطع الأسطول الصليبي منع نقل الجيش العثماني من الأناضول  إلى الروملي، وكان من المفترض أن يبحر أسطول البندقية شمالًا إلى مدينة ڤارنا لمقابلة جيش التحالف المسيحي الصليبي ونقله بحراً، ولكن البنادقة فشلوا في ذلك، ووقعت المعركة الحاسمة دون مشاركتهم، وتناقضت المصادر مع أسباب ذلك:
- فيُزعم أن عاصفة حالت دون إبحار أسطول الصليبيين.
- قيل أن قلة التنسيق بين الجيش والبحرية فضلاً عن مشكلات في الإمداد لعبت دوراً في خمول الأسطول.
- وقيل أيضًا أن البنادقة والجنوويون ساعدوا السلطان مقابل دفع تكاليف نقل جيشه، لأنه لا يمكن أن يكون لهم مصلحة حقيقية في العلاقات الدبلوماسية المضطربة مع الدولة العثمانية بسبب مصالحهم التجارية في شرق البحر الأبيض المتوسط، وبالتالي فقد دعموا الحملة الصليبية من دون جِدِّيَّة.[84]

### الاستعدادات والتحركات البرية
بالتزامن مع غلق الأسطول الصليبي لمضيق الدردنيل، كان الجيش المجري يتقدم تجاه ڤارنا كي يلتقي الأسطول البابوي عند البحر الأسود ويبحر على متنه جنوباً إلى القسطنطينية لدفع العثمانيين خارج أوروپا (الروملي).
تكوّن الجيش البابوي المختلط أساسًا من القوات المجرية والبولونية والبوهيمية، وبلغ تعداد تلك الجيوش مجتمعة 16,000 (أو 15 ألف في أقل التقديرات)،  وقوات الأفلاق 7000، مع فصائل أصغر من التشيك والفرسان البابويين والفرسان التيوتونيين والبُشناقيين والكروات والبلغار والليتوان والروثينيين (أجداد السلاڤ الشرقيون حالياً).
كان الجيش المجري مسلح بشكل ضعيف وكان ضعيف التنظيم ولم يكن لديهم تقريباً جنود مشاة باستثناء 100 إلى 300 من الرماة المرتزقة التشيك، وتضمَّن الجيش أيضا حوالي 100 عربة مع طواقمها.
كان مع الجيش 2000 عربة تحمل الذخيرة والمؤن والمهمات، وبعضها كان به الجنود حاملي البنادق.
أما الجزء المتبقي فكان سلاح الفرسان الثقيل، وخاصة القوات الملكية والمرتزقة الأجانب، بالإضافة إلى عدد من ألوية النبلاء والأسقفيات، ولم يأت الدعم الذي وعدت به إمارات الأرناؤوط والقسطنطينية.
انضم البلغار المحليون من ڤيدين وأورياهوفو ونيقوپوليس إلى الجيش أثناء مسيره، وشارك «فروزين» ابن قيصر البلغار «يُوحنَّا شيشمان» في الحملة مع حرسه الخاص.
في 10 أكتوبر بالقرب من نيقوپوليس، انضم أيضًا نحو 7000 من سلاح الفرسان الأفلاقي بقيادة «ميرتشا الثاني»، أحد أبناء «ڤلاد دراكول».
شارك اللاجئون الأرمن الذين استقروا بمملكة المجر في حروب بلادهم الجديدة (المجر) ضد العثمانيين منذ معركة ڤارنا عام 1444م وما بعدها، حيث شوهد بعض الأرمن بين القوات المسيحية.

ذَكَرَ الجندي المؤرخ الذي حضر المعركة «أندريس پالاتشيو» (بالألمانية: Andreas Pallatio) أن هونياد قاد «جيش الأفلاق»، مشيراً إلى وجود عناصر رومانية كثيرة في الجيش الشخصي ليوحنا هونياد.

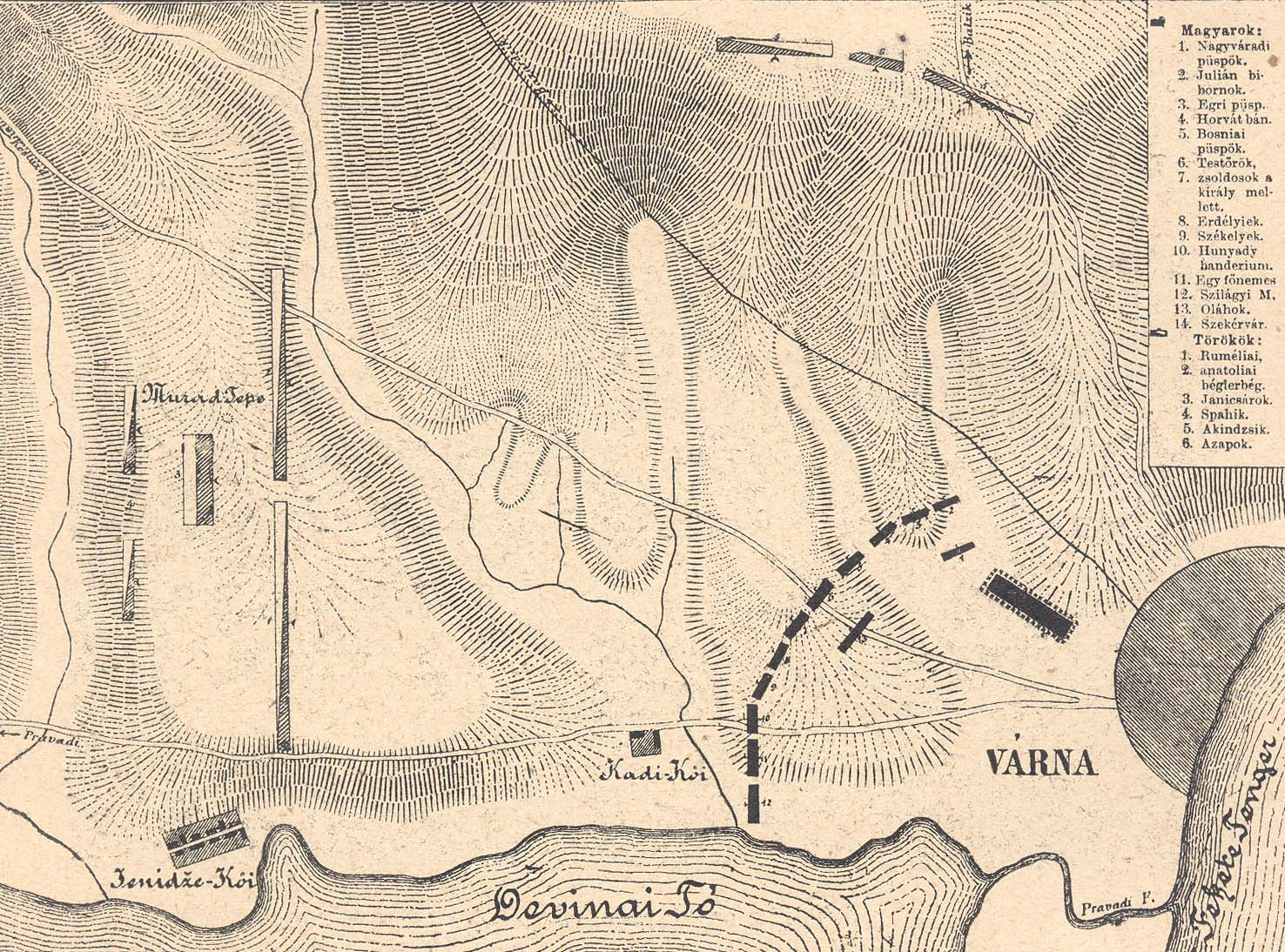
الموقع التقريبي لساحة معركة ڤارنا، وتخطيط الجيوش قبل المعركة.
منشورات التاريخ العسكري المجري، سنة 1888م (المجلد 1، بودابست).
يُمكن ملاحظة القوس الكبير الذي شكَّلَه الصليبيون بين بحيرة ڤارنا وهضبة فرانغا يمين الرسم، بطول حوالي 3.5 كم. وعلى يسار الرسم مستطيلات تُمثِّل التحصينات والخنادق العثمانية، وخلفها مقرّ السلطان.

كان تقدم الجيش الصليبي بطيئاُ أول الأمر لانشغالهم بحصار القلاع العثمانية على طول الطرق وعدم استسلام الحاميات العسكرية بها، ثم أصبح التقدم سريعاً عندما قرروا تجاوز تلك الحصون. لكن بعد أن نقل الجنويون الجيش العثماني سريعاً إلى الروملي عبر البوسفور (وهناك مصادر تذكر الدردنيل) وأصبح مسار الحملة الصليبية باتجاه الجنوب مغلقاً، صار التراجع تحت هذا الظرف على طول الوادي الضيق لنهر «پروڤاديسكي» (Provadijsky) خطيرًا، فقرر ڤلاديسلاڤ وهونياد السير في الطريق الوحيد الخالي، ألا وهو الطريق إلى مدينة ڤارنا، كي يتراجعوا من هناك نحو دبروجة كما تقدم تفصيله.
وصل الصليبيون مدينة ڤارنا في 9 نوڤمبر 1444م وخيَّموا هناك في طريقهم إلى دبروجة، وفي أواخر نفس اليوم اقترب من ڤارنا أيضاً جيش عثماني كبير يضم حوالي 60,000 رجل (تضاربت المصادر حول حقيقة تعداد الجيش العثماني في المعركة)، قادمين من جهة الغرب وخيَّموا أمام الصليبيين.

### ساحة المعركة
تمكن السلطان مراد الثاني من الوصول إلى ڤارنا قبل وصول الأسطول الصليبي إليها، وبذلك حوصر الصليبيون على غير ميعاد في موقعهم هذا: بين الجيش العثماني من جهة الغرب، والبحر الأسود من الشرق، وبحيرة ڤارنا من الجنوب والتضاريس الوعرة إلى الشمال والمنحدرات الحرجة الشاهقة للحافة الجنوبية لهضبة فرانغا.
كانت ساحة المعركة هي الساحل الشمالي لمستنقعات بحيرة ڤارنا التي تقع غرب مدينة ڤارنا، وهي منطقة جبلية تقع جنوب هضبة فرانغا التي يصل ارتفاعها 356 م، ومعظمها وديان ممتدة ومتناقصة بميل تدريجي من ناحية الشَمَال.
كان موقع الصليبيين في الناحية الشرقية من ساحة المعركة ضعيفاً عسكرياً لأنه ليس لديهم طريق برِّيٌّ للهرب، أما العثمانيون فكانوا في الغرب في موقعٍ أفضلٍ عسكرياً.

## نشر القوات الصليبية
تواجه الجيشان عند ڤارنا على غير ميعاد وتأزم موقف الصليبيين أمام جيش عثماني كبير يفوقهم عدداً ويحصرهم في الموقع الذي اختاروه للمبيت، فلم يستطيعوا إكمال الانسحاب، ولم تصلهم سفن الأسطول المسيحي، ولم ترسل بعض الممالك المسيحية جيوشها التي وعدت بها.

شعار النبيل المجري يوحنا هونياد المُلقّب «بالفارس الأبيض».
منحه البابا بيوس الثاني لقب «بطل المسيح».

وللخروج من هذا المأزق العسكري الخطير أرسل يوحنا هونياد خلال الليل إلى المجلس العسكري الأعلى يدعوهم للإنعقاد في فجر يوم 10 نوڤمبر 1444م للتشاور، فتكلّم فيه المندوب البابوي الكاردينال «يوليان سيزاريني» وأصرّ على الانسحاب السريع.

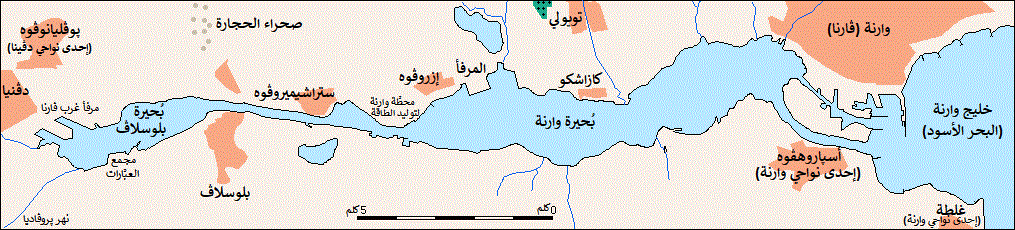
بحيرة ڤارنا بحيرة طولية تتفرع من البحر الأسود ويصبُّ فيها عدد من الأنهار. ضفافها الجنوبية مرتفعة وشديدة الانحدار وبها غابات، أما الضفة الشمالية فمُنحدرة. يتصل بها من جهة الغرب بحيرة بيلوسلاڤ (Beloslav) التي يصب فيها نهر ديڤنيا (Devnya) وپروڤاديا (Provadiya). كانت المياه العذبة للبحيرة تصب في البحر الأسود عبر نهر ديڤنيا حتى القرن العشرين، ولكن بعد بناء «ميناء ڤارنا الشرقي» الحديث وتجفيف النهر وحفر قناة بين البحر الأسود وبحيرة ڤارنا (1906م - 1909م)، دخلت مياه البحر إلى داخل بحيرة ڤارنا وأصبحت مالحة.

اقترح «سيزاريني» أن يتخذ الصليبيون وضعية الدفاع بواسطة تحصين العربات الحربية المتحركة الهوسيَّة حتى يمكن للجيش أن يقبع في الخفاء وينتظر وصول الأسطول المسيحي من البحر الأسود، وبعدها يكون يقرر الصليبيون إما أن يُبحروا أو أن يهاجموا العثمانيين.
وافقه في هذا الرأي كل القادة المجريون والكروات والتشيك، حتى الملك الشاب نفسه ڤلاديسلاڤ الثالث وكان عمره 20 عامًا، فدعم في البداية رأي «سيزاريني».
ولكن يوحنا هونياد رفض التكتيكات الدفاعية وأعلن أن: «الهروب أمر مستحيل، والاستسلام أمر لا يمكن تصوره. دعونا نقاتل بشجاعة ونُجِلُّ أسلحتَنا».
رضي ڤلاديسلاڤ الثالث عن هذا الموقف وأعطى هونياد القيادة وقال أن الاختباء الدفاعي وراء العربات لم يكن ليستحق عناء تجميع وتسيير هذا الجيش الذي يسعى لتحقيق النصر، وأن تلك العربات الدفاعية يُمكن أن تصلح فقط كملاذٍ أخيرٍ لجيشٍ قُد هُزم بالفعل.
قرر المجلس بكامله الدخول في المعركة والخروج إلى الميدان متأثرين بخطاب هونياد، وخاصة أن التقارير أفادت بأن الجيش العثماني قد بدأ بالفعل في نشر قواته وتجهيز الميدان للمعركة.
تولّى هونياد توزيع وقيادة الجيوش الصليبية فوزعهم بالتفصيل الآتي ذِكرُه.
حول هذه الواقعة، اعترف هونياد في وقت لاحق في رسالته إلى البابا يوم 11 مايو 1445م بأنه كان مخطئًا عندما دافع في المجلس العسكري ذاك عن استحالة الانسحاب، وكتب: «إن درجة مُعينة من الشجاعة المتهورة قد استولت على قلوبنا».

### حصن العربات المتحركة الهوسية
حصن العربات الحربية المتحركة الهوسية (بالتشيكية: vozová hradba)(بالألمانية: Wagenburg) هو تحصين متحرك ابتدعه الهوسيون المسيحيون أتباع رجل الدين اللوثري التشيكي «يان هوس» (1369م-1415م) الذي حاول إصلاح الكنيسة الكاثوليكية فحورب.
طوّرَ الهوسيون التكتيكات العسكرية خلال حروب الهوسيين في القرن الخامس عشر وابتدعوا أسلوب دفاع العربات المُحَصَّنة لأول مرة في معركة نكمير (بالمجرية: Nekmíř) سنة 1419م.
عندما واجه جيش الهوسيون خصمًا متفوقًا عدديًا، شكلوا مربعًا من العربات المسلحة، وضَمُّوا تلك العربات إلى بعضها بسلاسل حديدية، ثم دافعوا عن التحصين الناتج ضد هجوم العدو.
كان مثل هذا المعسكر من السهل تأسيسه وغير مُعرّض عملياً لهجوم فرسان العدو.

يتكوّن حصن العربات الحربية المتحركة الهوسية من عدّة عربات مُرتبة على شكل «مستطيل» أو «دائرة» أو أي شكل مُغلق آخر، وقد تُربط العربات مع بعضها البعض فتكون بذلك معسكراً مُرْتَجَلاً للجيش أو حصن متحرك بحسب التكتيك العسكري المطلوب.
يتألف طاقم كل عربة من 18 إلى 21 جنديًا موزعين على الأعمال القتالية التالية: 
1. من 4 إلى 8 رجال يرمون بالقوس العرضي (بالإنجليزية: Crossbow) (سلاح صغير يشبه القوس يستخدم في إِطلاق القذائف القصيرة).
2. اثنان (2) من ضاربي البنادق (البدائية).
3. من 6 إلى 8 جنود مجهزين بحراب أو أسلحة مُعلّقة.
4. اثنان (2) من حاملي الدروع.
5. سائقين اثنين (2).

تصطف العربات عادة لتُشكِّلَ مربعاً كبيراً، وعادة ما يكون الفرسان داخل هذا المربع أو الجيش بأكمله، فإذا اقترب العدو من العربة الحصينة أثناء المعركة، يأتي رجال القوس والبنادق من داخل العربات ويُحدثون المزيد من الإصابات في العدو من مسافة قريبة، فإذا نفذت الذخيرة، توجد حجارة مُخزَّنة في حقيبة داخل العربات للرمي بها. وبعد هذا الوابل الضخم من الرمي، يُحبط العدو من محاولة اختراق العربات.
هناك مرحلتين رئيسيتين للمعركة عند استخدام حصن العربة:  
1. المرحلة الهجومية أوالهجوم المضاد.
2. أما الجزء الدفاعي فيكون بقصف العدو بالمدفعية.

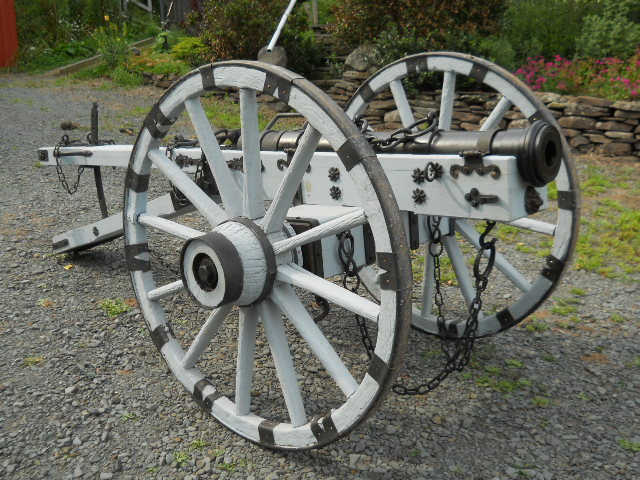
مدفع للهوسيين من القرن الخامس عشر. كان الدفاع عن حصن العربات المتحركة يتم بقصف العدو بالمدفعية.

كانت مدفعية الهوسيين شكلًا بدائيًا من مدافع الهاوتزر الحديثة.
كانت الجيوش الصليبية المُحارِبة للهوسيين عادةً ما تكون من الفرسان ذوي التدريع الثقيل، وكانت تكتيكات الهوسيين ترمي إلى تعطيل الخيول المدرعة للفرسان حتى ينزل الفارس عن جواده وحينئذ يكون الفرسان الراجلون البطيئون أهدافًا أسهل للرماة.
وعندما يرى القائدُ الظرفَ مناسباً، تبدأ المرحلة الثانية من المعركة فيخرج الرجال الذين يحملون السيوف والأسلحة المُعلّقة التي تشبه مدراس القمح (بالإنجليزية: Flail) والحراب (بالإنجليزية: Polearm) ويهاجموا العدو المُنهَك.
قد يخرج سلاح الفرسان الهوسي من وسط العربات المحصنة إلى ساحة المعركة مع المشاة ويهاجم أيضاً، وعندها يتم القضاء على العدو قضاءً مبرماً أو ما يقرب من ذلك.
بعد انتهاء حروب الهوسيين، استعانت بهم القوى الأجنبية مثل المجريين والبولونيين الذين واجهوا في حروبهم السابقة العربات الحربية المحصنة للهوسيين، ذلك السلاح القوى المُدمِّر، واستعانوا بالآلاف من المرتزقة التشيك مثل الجيش الأسود المجري للقتال معهم.
في معركة ڤارنا عام 1444م، ذُكر في المصادر إن 600 من رماة البنادق البوهيميين (التشيك) قد دافعوا عن العربات المحصنة.

### توزيع قلب الجيوش الصليبية

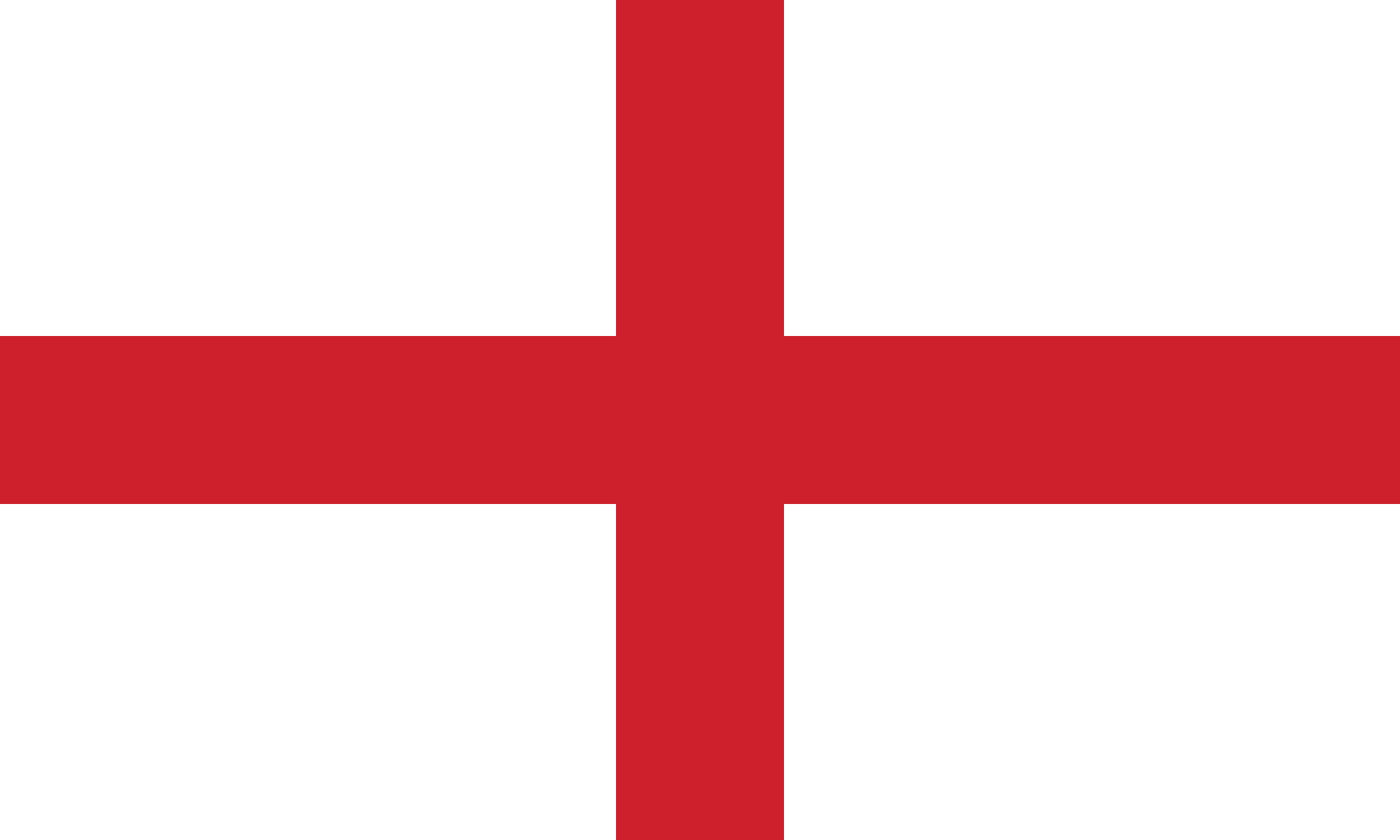
راية الحملة الصليبية: "صليب القديس جرجس"، حملها النبيل المجري «أسطفان باثوري الثالث».

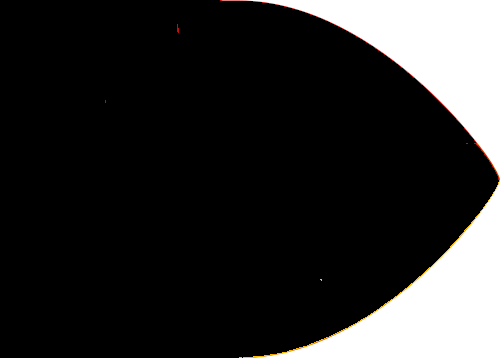
راية أسقف البُشناق "روفائيل هيرتسغ" (Rafael Herceg).

في صباح يوم 10 نوڤمبر 1444م، نشر هونياد القوات الصليبية كالآتي:
1. نشر جيشًا من حوالي 20,000 إلى 30,000 جندي صليبي على شكل قوس كبير طوله حوالي 3.5 كم يمتد بين بحيرة ڤارنا وهضبة فرانغا.
2. وضع في المركز لوائين (بالإنجليزية: Banderium) من سلاح الفرسان للكرّ والفرّ،[83] تضم ما مجموعه 4000 رجل من حاشية الملك والحرس الملكي الپولندي والمجري الخاصين بالملك، وكذلك مرتزقة المجر الملكيين، وسلاح فرسان النبلاء المجريين وعدة مئات من البولونيين:
  1. كان اللواء الأول بقيادة النبيل المجري «أسطفان باثوري الثالث» (بالمجرية: Báthory István)(بالإنجليزية: Stephen III Báthory)، وكان هذا اللواء هو حامل راية الحملة الصليبية: «صليب القديس جرجس - صليب أحمر على خلفية بيضاء».
  2. بجانبه كان هناك لواء ملكي آخر تحت قيادة «ڤلاديسلاڤ بانفي» (بالمجرية: Vladislav Bánffy) من «لوزون» (بالإنجليزية: Losone)، وكان يحمل الراية الملكية.
3. وترك سلاح فرسان الأفلاق في تعبئة احتياطية خلف المركز.

### توزيع ميمنة الصليبيين

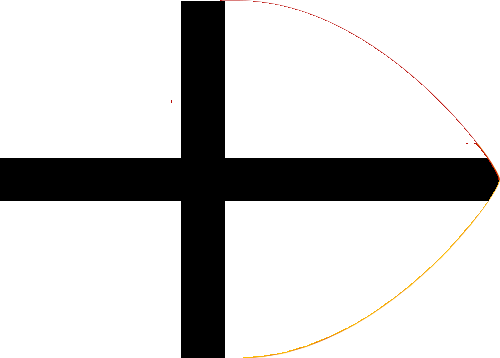
راية الجنود الكروات بقيادة "فرانكو تالوتشي".

كان معظم الجنود في هذا الجناح من الفرسان المدرعة الثقيلة. اصطف الجناح الأيمن للجيوش الصليبية فوق التل باتجاه قرية «كامنار» (بالبلغارية: Каменар)(بالإنجليزية: Kamenar) من قُرى مدينة ڤارنا.
بلغ الجناح الأيمن للجيش الصليبي 6500 رجل موزعون في 5 ألوية من سلاح الفرسان يقودهم الأسقف «يان دومينيك» أسقف «ڤارادين (أوراديا حالياً)» (بالإنجليزية: Varadin): 
- قاد الأسقف «يان دومينيك» أسقف «ڤارادين» قوة من سلاح فرسانه الشخصي، وكان موقعه في أقصى اليمين.
- قاد الكاردينال «سيزاريني» مجموعتين: 
  1. مجموعة من سلاح الفرسان المرتزقة الألمان.
  2. ومجموعة أخرى من البُشناقيين.
- تولَّى «سيمون روزغونيي» (بالمجرية: Rozgonyi Simon) من شمال المجر، أسقف «إيجر» (بالإنجليزية: Eger)، قيادة سلاح الفرسان الخاص به (كان أسقفاً «لإيجر» من 1440م وحتى 1444م).[50]
- وقاد الحاكم العسكري لسلاڤونيا (بالكرواتية والصربية والبوسنية: Slavonija)، «فرانكو تالوتشي» (بالمجرية: Tallóci Frank أو Thallóczy Franko)، مجموعة واحدة كرواتية من سلاح الفرسان.

اختلاف المصادر: في مصدرآخر، كان قادة الألوية موزعون كالتالي:
- قاد ميرچه الثاني قوات الأفلاق.
- قاد البُشناقيون أسقف البُشناق «روفائيل هيرتسغ» (Rafael Herceg).[96]
- قاد الكاردينال «سيزاريني» ثلاث مجموعات:
  1. قوات الأسقف «سيمون روزغونيي».[97]
  2. قوات "بان" الكروات «فرانكو تالوتشي».[50]
  3. كتيبة الفرسان الصليبيين الذين أرسلهم البابا، وليس هناك معلومات عنهم.

### توزيع ميسرة الصليبيين

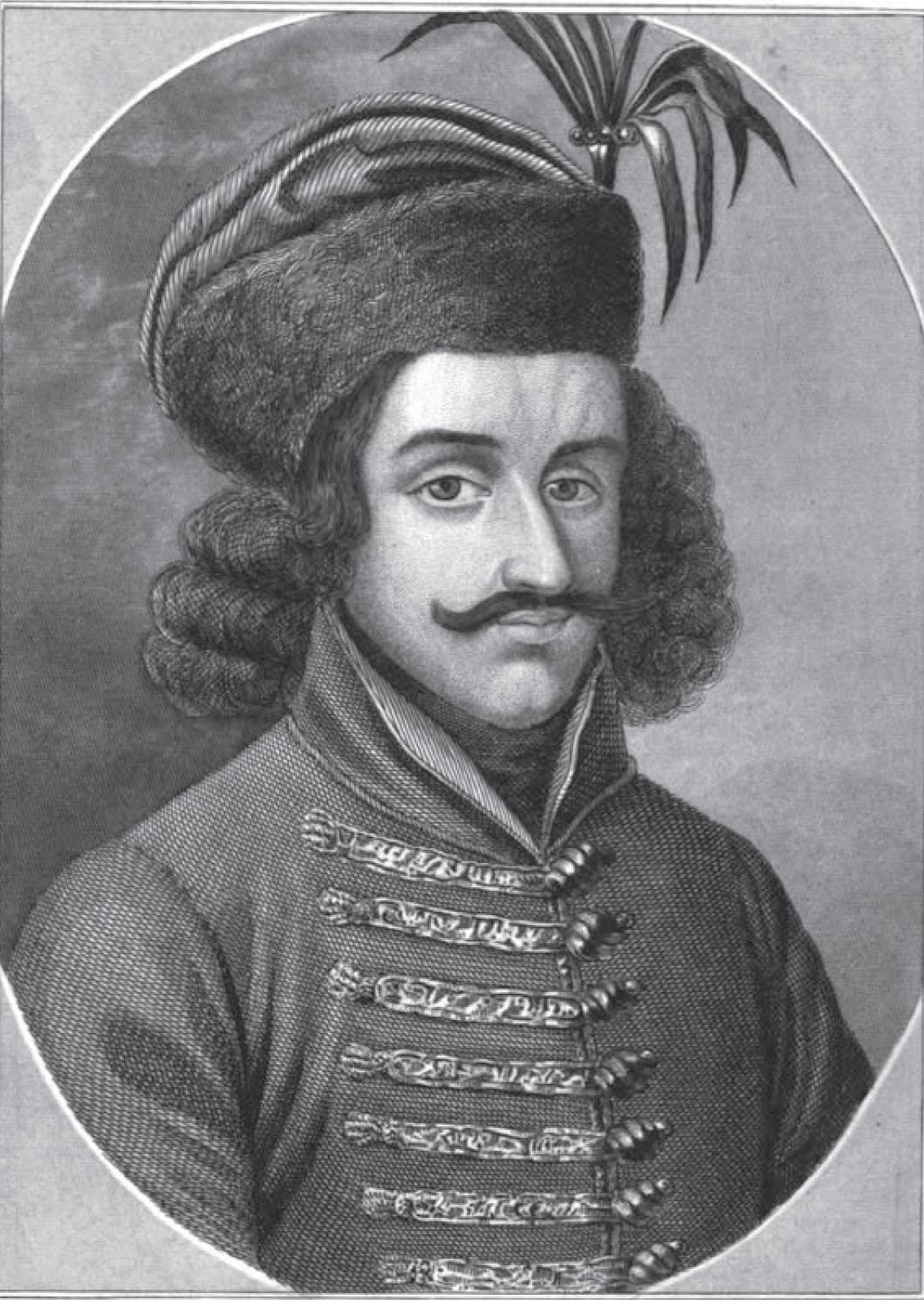
قاد ميخائيل سزيلاغي شقيق "يوحنا هونياد" 5000 رجل من فرق سلاح الفرسان على ميسرة الجيش الصليبي.

تكوَّن هذا الجناح من وحدات الفرسان الأكثر خبرة وجَسارة، والعديد من وحدات الفرسان المتوسطة.
كان الجناح الأيسر للجيش الصليبي مؤلف من فرسان إمارة الأردل (ترانسيلڤانيا) والبلغار والمرتزقة الألمان وسلاح الفرسان المجري، ويتكون من 5000 رجل موزعون على 5 ألوية من سلاح الفرسان، يقودهم شقيق «يوحنا هونياد» واسمه «ميخائيل سزيلاغي» (1400-1460م) (بالمجرية: horogszegi Szilágyi Mihály) ويُكتب اسمه في المصادر الرومانية: «ميهاي زيلاغيي» (بالرومانية: Mihai Szilágyi)، على الترتيب التالي:
1. فرسان إمارة الأردل (ترانسيلڤانيا) التابعين لهونياد.
2. «طوماس زيكيلي» (بالبولندية: Tomasz Szekeli).
3. «يوحنا هونياد».
4. «ميخائيل سزيلاغي».
5. «جورج أوروش» (بالإنجليزية: George Orosh).

### موقف الصليبيين العسكري

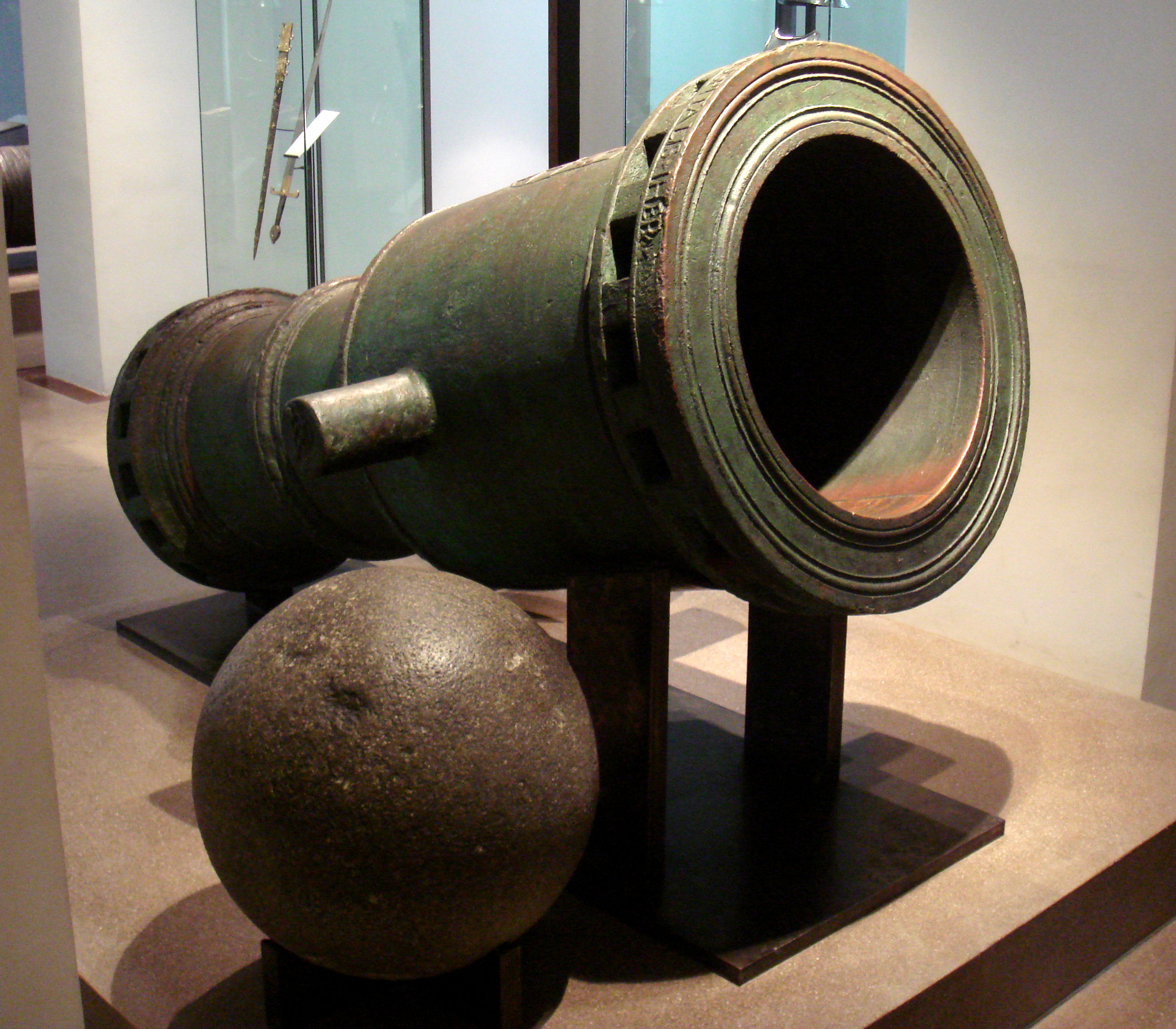
مهراس (قاذف قنابل) من القرن الخامس عشر.

كانت هناك ثقة تامة في الموقف العسكري للجناح الأيسر للجيش الصليبي لأنه كان على ميسرته ماء البحيرة فلا يمكن أن يلتف عليهم العثمانيون من خلال البحيرة ولذلك جعلوا في الميسرة الفرسان الأكثر خبرة، أما الجانب الأيمن للجيش الصليبي الواقع على أرض وعرة فكان يُمكن للعثمانيين أن يلتفوا ويُحيطوا به، وهو ما حدث عند بدء المعركة.

### تمركز الحصن المتحرك
وُضعت عربات حصن الهوسيين المتحركة وراء المجريين، أقرب إلى البحر الأسود وبحيرة ڤارنا، ودافع عنها 300 أو 600 من التشيك والروثينيين المرتزقة (أجداد السلاڤ الشرقيين الحاليين) (بالإنجليزية: Ruthenes) بقيادة «هيتمان تشايكا»، جنبا إلى جانبٍ مع البولونيين والليتوانيين والأفلاقيين.
كان في كل عربة من 7 إلى 10 جنود وكانت عربات حصن الهوسيين المتحركة مُجهزة بِالمهاريس (قاذفات القنابل).
لم تصطفّ عربات حصن الهوسيين المتحركة على شكل مربع مُغلق كالمعتاد، ولكن تم تشكيلها من خلال قوس طويل.
كتب «أندريس پالاتشيو» الجندي الذي شارك في المعركة وترك وصفًا لها، أن تشكيل عربات حصن الهوسيين المتحركة لم يكن تشكيلاً مغلقاً (على هيئة مربّع) بل كان تشكيلاً مفتوحاً من أجل تشجيع القوات على القتال، وليس للاختباء وسطها.

## نشر القوات العثمانية
اتّخَذَ السلطان مراد الثاني ثلاثة استراتيجيات أساسية انعكست على توزيع ونشر القوات في ميدان القتال:
1. إستراتيجية المداهمة للاستفادة من تضاريس أرض المعركة. أخذ السلطان بعين الاعتبار مستنقعات بحيرة ڤارنا في الجنوب ووضع لها في الشمال قوة من 15,000 من المحاربين الأشداء كي يسدّ منفذ هروب الصليبيين إلى مدينة ڤارنا ويقطع عليهم بالأساس فرصة الالتفاف على الجيش العثماني. وكان الشَمال هو المنفذ الوحيد للصليبيين وسط المسطحات المائية المحيطة بهم.
2. إستراتيجية الدمار الكامل، وذلك بإحاطة الصليبيين من غير إعطائهم منفذ للخروج، فصدمت هذه الاستراتيجية الصليبيين نفسياً.
3. إستراتيجية المرونة، إذ لم يستخدم السلطان تلك القوات لسد طريق الشَمال طوال المعركة، بل استدعاهم للقتال في الوقت الصعب من الصدام.[63]

### توزيع قلب الجيش العثماني

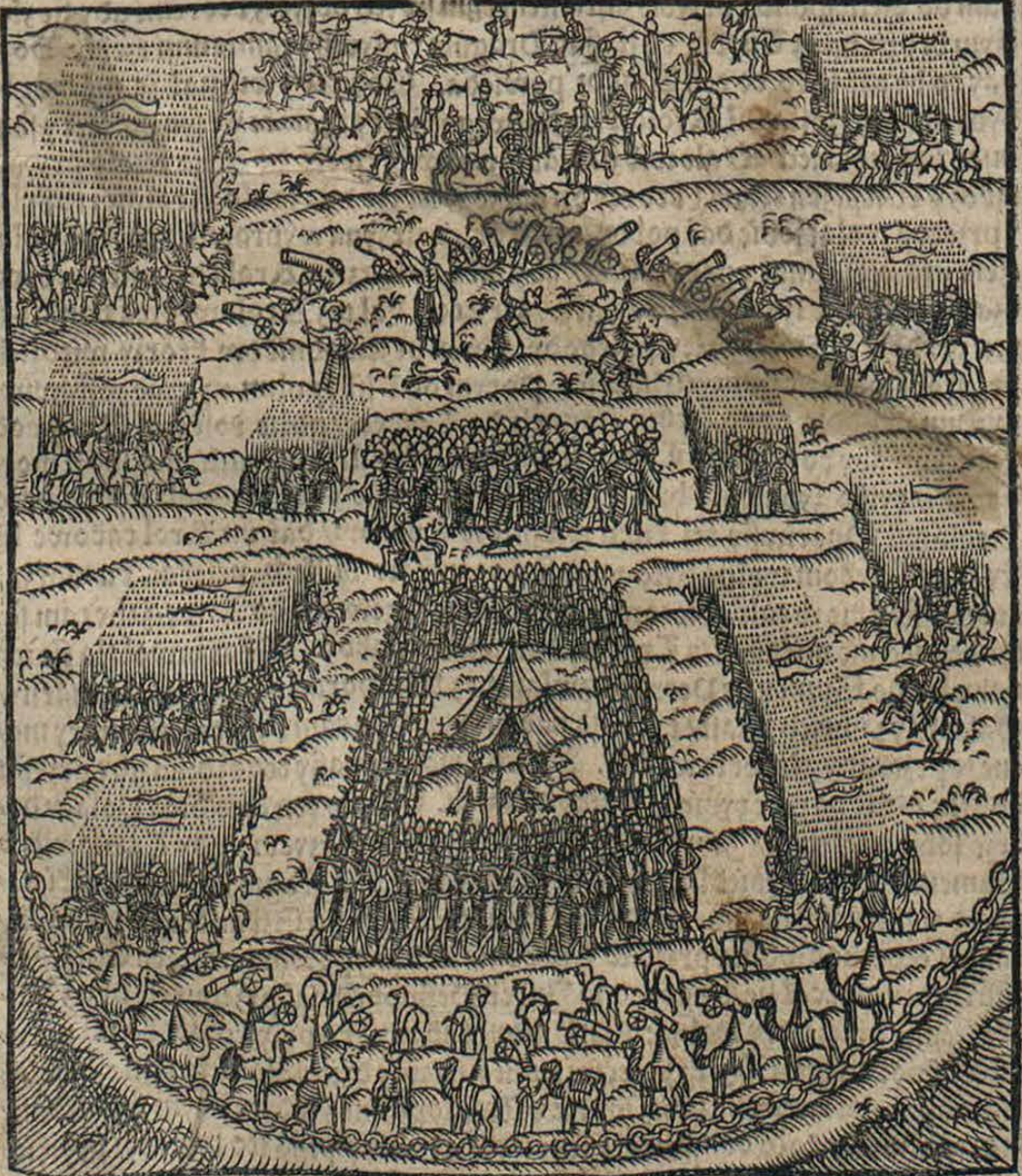
صورة مقر السلطان مراد الثاني في «معركة ڤارنا» منشورة في «تاريخ الحروب» (chronicle) للجندي والمؤرخ البولوني «مارسين بيلسكي» (1495م-1575م)، طبعة 1597م، صفحة 378.

تَشَكّل قلب الجيش العثماني من جنود الإنكشارية وجابيو الرسوم من الروملي، مُوّزَّعِينَ حول تَلَّين مرتفعين بهما مدافن قديمة للسكان المحليين التراقيين.
اتخذ السلطان مراد الثاني موقعه فوق أحد هذين التلّين ليُدير ويراقب سير المعركة.
أُنشئ مقر السلطان وفقًا للممارسة العثمانية الحربية المعتادة؛ فحفرت جنود الإنكشارية مجموعة من الخنادق الخلفية العميقة من جميع الجوانب، ثم أعادوا استخدام تراب الأرض المحفورة لإنشاء حاجزين كالسدّ بالقرب من الخنادق، وعند الحافة وضعوا دعامات حديدية ووضعوا دروعًا، ليمكن إطلاق السهام منها.
لم يُترك في المقر الرئيسي للسلطان سوى نقطتي دخول وخروج وكانت عليهما حراسة مشددة.
كان السلطان مراد الثاني في المقر الرئيسي مُحاطاً بجنود الإنكشارية، وكان بكلربك الأناضول على قيادة ميمنة الجيش، وبكلربك الروملي على قيادة الميسرة.

### نشر المعاهدة أمام الجيش
حُملت وثيقة معاهدة أدرنة-سكدين ووُضعت على رُمح طافوا به بين صفوف الجنود العثمانيين ليشاهده الجميع قبل بدء المعركة كدليل على خيانة الكفار بعد أن أقسم ملكهم على الإنجيل بوقف الحرب مدة 10 سنوات.
ثم غُرز رمح في الأرض بجانب خيمة السلطان ورُفعت عليه المعاهدة التي انتهكها الصليبيون بشكل خطير وعُلِّقت بحيث يكون نص المعاهدة مواجِهاً لجبهة الحرب.

### توزيع ميمنة العثمانيين
كان قائد الجناح الأيمن هو بكلربك الأناضول: الداماد «غوڤيي قره جه باشا ابن عبد الله باشا» (باللغة العثمانية: قره جه پاشا)(بالتركية: Güveyi Karaca Paşa)، وهو زوج أخت السلطان مراد الثاني، وتألّف الجناح الأيمن من حوالي 20-22 ألف فارس.
لم يكن لفرسان الأناضول خبرة سابقة بقتال الجيوش الأوروپية، ولذلك التحق اثنان من بكوات الروملي بالميمنة وهما «سليمان بك» و«حسن فناري أوغلي»، ليصبحا تحت قيادة بكلربك الأناضول «قره جه باشا».

بيرق العثمانيين.

وُزِّعت قيادات ميمنة الجيش العثماني كالآتي:  
1. «سليمان بك» (من بكوات الروملي) قائداً على جيش العاصمة أدرنة، وتموضع في أقصي يسار ميمنة الجيش العثماني، وكان عن يمينه «قره جه باشا».
2. ثم بعدهما «حسن فناري أوغلي» بكلربك «قره سي» (باللغة العثمانية: قره صى)(بالتركية: Karesi Beyliği).
3. وعلى يمين ميمنة الجيش العثماني تموضع أوج باي «عيسى أفرنوس أوغلي» (بالتركية: Evrenosoğlu) وهو ابن أوج باي «غازي أفرنوس بك» (بالتركية: Gazi Evrenos Bey) أو «الحاج أفرنوس» (1288-1417م) (بالتركية: Hacı Evrenos) فاتح تراقيا ومقدونيا، الذي خدم تحت سليمان باشا بن أورخان، والسلطانين مراد الأول، وبايزيد الأول، والشاهزاده سليمان جلبي، والسلطان محمد الأول.[94][103][94]

تألفت ألوية الجناح الأيمن للجيش العثماني من القوات التالية:
1. فرسان السپاهية من الروملي.
2. وجنود النخبة من قوات القصر واسمهم «خادمي الباب العالي» (باللغة العثمانية: قپوقولى اوجاغی)(بالتركية: Kapıkulu Ocağı) الذين يتكونون من مشاة (الإنكشارية) وفرسان (الكتائب الست): 
  1. جنود الإنكشارية، وهم الرَكِيزَة الأساسية للجيش العثماني (أُنشئ هذا الجيش عام 1326م).
  2. فرسان «الكتائب الست» (بالتركية: Altı Bölük Halkı) ويُسمون أيضاً «فرسان خدمة الباب العالي» (بالتركية: Kapıkulu Süvarileri)، وهم نخبة سلاح الفرسان العثماني الذي أُنشئ حديثاً في الجيش؛ ويتكونون من أربع فِرَق فرسانٍ بالإضافة إلى وحدتي فرسان فرعيتين اسمهما: الغرباء، [104] وكان لكل فرقة من الكتائب الست «لفرسان خدمة الباب العالي» مهمة مختلفة:[105]
    1. فرسان السپاهية (بالتركية: Sipahiler).
    2. فرسان السلحدار (حاملي السلاح) (بالتركية: Silah-dārān).
    3. فرسان علوفجية اليمين (بالتركية: Sağ Ulufeciler).
    4. فرسان علوفجية اليسار (بالتركية: Sol Ulufeciler).
    5. الغرباء، فرسان الوحدة الفرعية للميمنة (بالتركية: Garibān).
    6. الغرباء، فرسان الوحدة الفرعية للميسرة (بالتركية: Garibān).

### توزيع ميسرة العثمانيين

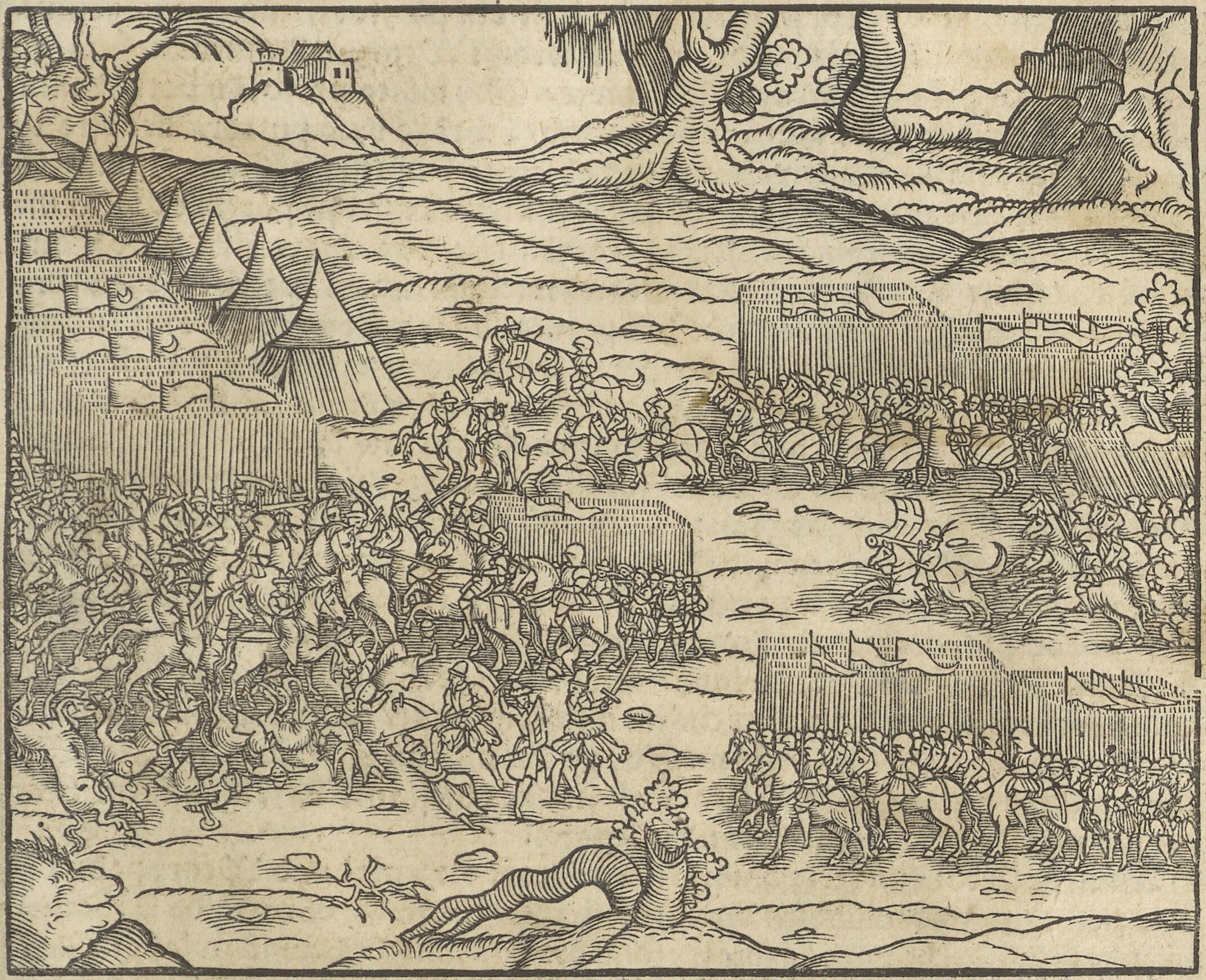
مشهد من معركة ڤارنا 1444م، نُشر على "وقائع كل العالم" عام 1564م، للجندي والمؤرخ البولوني "مارسين بيلسكي" (1495-1575م).

كان قائد الجناح الأيسر للجيش العثماني هو بكلربك الروملي «شهاب الدين شاهين باشا الخادم» (بالتركية: Hadım Şehabettin Paşa)، ونظَّم قوَّاته على شكل 7 صفوف.
وكان العدد الإجمالي لقوات الجناح الأيسر تحت قيادة «شهاب الدين باشا» حوالي 19,000 فارس.
تكون الجناح الأيسر من الآقنجية (سلاح الفرسان الخفيفة)، وفرسان السپاهية (سلاح الفرسان الثقيلة المدرعة) من الأناضول، وقوات أخرى.
نُشِرَت رماة الإنكشارية وسلاح الفرسان الخفيفة «الآقنجية» على هضبة فرانغا (بالإنجليزية: Franga).
كان ترتيب مواضع الألوية بحسب قادتها على الترتيب التالي:
1. قوات «شهاب الدين شاهين باشا الخادم»، بكلربك الروملي.
2. على يساره: «محمد بك» ابن «فريد بك» (بالتركية: Ferizbeyoğlu)، أمير سنجق نيقوپوليس.
3. على يساره: «خضر بك»، قاضي مدينة "قارنوباط" (بالتركية: Karnobat) البلغارية.
4. على يساره: «عيسى بك»، ابن «حسن بك» (بالتركية: Hasanbeyoğlu).
5. على يساره: «مراد مالقوچ أوغلي» (بالتركية: malkoçoğlu)، أمير سنجق «پلوفديف» و«تشيرمن» (بالتركية: Çirmen Sancağı) (حالياً: أورمينيو في اليونان).
6. على يساره: أمير سنجق پريشتينا «داود بك».[94][25][103]

وكانت مهمة الأخير، «داود بك» أمير سنجق پريشتينا الموجود في أقصى يسار الجناح الأيسر للجيش العثماني، هو أن يتجاوز العدو من ميمنتهم ليلتف عليهم.

## تقديرات أعداد الجيوش
هناك اختلاف كبير جداً بين جميع المؤرخين سواء الغربيين أو العثمانيين في تقديرات أعداد الجيوش المشاركة في المعركة.
لم يشارك الصرب في هذه المعركة.
لا يوجد مصدر أو دليل مباشر على مشاركة البُشناقيين أو السلوڤاك.

### تقديرات المؤرخين الغربيين
تراوح عدد الصليبيين من 16 ألفًا إلى 24 ألفًا إلى 30 ألفاً، بحسب المؤرخين الغربيين.
أما بالنسبة لحجم الجيش العثماني، فهناك الكثير من الاختلافات في التقديرات الغربية، وأقربها 35,000 جندي:
- كتب المؤرخ «إنغيل» (بالألمانية: D. Engel) أن جيش الأناضول تألف من حوالي 40 ألف شخص، ولكن بسبب الخوف عند الغربيين والشائعات الكاذبة بالغوا في العدد وأوصلوه إلى 100,000 شخص ليعطوا مبرراً لهزيمة الصليبيين النكراء.[108]
- هناك من قدّر الجيش العثماني 50 ألف محارب.[109]
- وهناك من قدّر ما بين 60 ألفًا[110][111][112][113][114] إلى 125 ألف شخص.[115]
- أشعار المُغنّي الألماني المتجول «ميكائيل بيهايم» (1416-1472م) (بالألمانية: Michael Beheim) بها الكثير من التفاصيل عن الحملة الصليبية ولكن تواريخ سيطرتهم على بعض الحصون العثمانية بالأراضي البلغارية كانت خاطئة.[50]
- وصف الجندي المؤرخ الذي حضر المعركة «أندريس پالاتشيو» تلك الحملة العسكرية بوجه عام بدون ذكر بعض المعارك مع العثمانيين أثناء مسير جيش الصليبيين إلى ڤارنا، وكان وصفه لأحداث معركة ڤارنا ليس كاملاً لأن الكاتب المؤرِّخ كان في ميمنة الجيش الصليبي تحت إمرة الكاردينال «سيزاريني» ولم يستطع مراقبة تطورات الهجمات والهجمات المضادة بين الجيشين عبر ساحة المعركة.[50]

| تقييمات المؤرخين الغربيين لتعداد الجيش العثماني في معركة ڤارنا | المُغنّي الألماني المتجول ميكائيل بيهايم (1416-1472م) من بادن-فورتمبيرغ Michael Beheim | النهضوي والكاتب الإيطالي فيليپ كاليماخوس (1437-1496م) Filippo Buonaccorsi - Callimachus | الجندي المؤرخ الذي حضر المعركة أندريس پالاتشيو Andreas Pallatio | النهضوي والشاعر الإيطالي، ومؤرخ البلاط المجري الذي أسند إليه الملك متياس كورڤينوس (Matthias Corvinus) كتابة "تاريخ المجر" أنطونيو بونفيني (1434-1503م) Antonio Bonfini | المؤرخ المجري بانلاكو | تقديرات أخرى                         |
| -------------------------------------------------------------- | ------------------------------------------------------------------------------------ | --------------------------------------------------------------------------------------- | --------------------------------------------------------------- | --- | --------------------- | ------------------------------------ |
| إجمالي العدد (المجموع)                                         |                                                                                      |                                                                                         | 120 ألف                                                         | | 105 آلاف              | من 60 ألف إلى 100 ألف، 105 آلاف، 125 |
| إنكشارية                                                       | 12 ألف                                                                               |                                                                                         | 5 آلاف                                                          | | 16 ألف                |                                      |
| سپاهية                                                         |                                                                                      |                                                                                         |                                                                 | 3 آلاف |                       |                                      |
| عزب                                                            |                                                                                      |                                                                                         |                                                                 | | 5 آلاف                |                                      |
| آقنجية                                                         | 16 ألف                                                                               | 6 آلاف                                                                                  |                                                                 | | 6 آلاف                | 20-30 ألف                            |
| فرسان الروملي                                                  |                                                                                      |                                                                                         |                                                                 | | 30 ألف                | 7 آلاف                               |
| فرسان الأناضول                                                 |                                                                                      |                                                                                         |                                                                 | | 40 ألف                | 30-40 ألف، 40 ألف                    |

### تقديرات المؤرخين العثمانيين
كتب المؤرخ العثماني «عروچ باي بن عادل القزاز» من القرن 15 في مؤرخه ”تاريخ آل عثمان (أوروچ بيه)“: قال السلطان مراد: «عَمَلُنا سوف يسير على ما يرام، إن نعمة الله ومعجزات النبي (ﷺ) معنا» وشكر الله تعالى كثيرًا وقال: «في سبيل الله» واعتمد على الجهاد وغادر أدرنة وترك السلطان محمد (الفاتح) وخليل باشا (الصدر الأعظم) في أدرنة، وأخذ الإنكشارية وجنود الأناضول وجنود الروملي و10 آلاف من العزب (الجنود غير النظاميين في الجيش العثماني) و10 آلاف من الكفار الجراخور (بالتركية العثمانية: جراخور) (بالتركية: Cerehor)(الجراخور: هم الجنود المؤقتين المتطوعين غير المسلمين الذين يعملون في الأعمال الخلفية مثل إصلاح القلاع وبناء الطرق والجسور) إلى جانب جند السرايا (بالتركية: Kapıkulu) (الجنود المحترفون من الجيش الدائم: مشاة وفرسان ومدفعيين والعلوفجية وغيرهم) وقاضي أدرنة مولانا خسرو، واتجه نحو فارنا. سار والي الروملي شهاب الدين باشا، ووالي الأناضول غوفيي قره جه (باشا)، والسلطان مراد، بهذا الجلال وهذا الجيش العظيم ضد ملِك أنگرس (المجر) الملعون. وذهب وتوقف في فارنا.
تقدير جيش الأناضول:
جاء السلطان مراد الثاني من اعتكافه واعتزاله إلى أدرنة عاصمة العثمانيين، واختار من الجيش أحسن 40,000 جندي وذهب إلى ڤارنا، دون أن يخلع ابنه السلطان محمد الثاني عن العرش.
تقديرات الخسائر:
- قُتل في المعركة 15,000 نفر من العثمانيين.[23]
- قُتل في المعركة 150 شخصًا فقط،[30][35][62] لكن عدد الجرحى كان كبيراً.[90]

تقديرات القوات الصليبية:
- كان أساقفة «إرلاو» و«ڤارادين» والنائب البابوي الكاردينال «سيزاريني» الذي تسبب في نقض العهد، من بين القتلى، وكانت خسارة العدو حوالي 65,000 قتيل.[23]
- بلغ عدد أسرى العدو الصليبي ما بين 80-90 ألف جندي وأُبيد البقية.[30]

### ما بعد كارثة الصليبيين

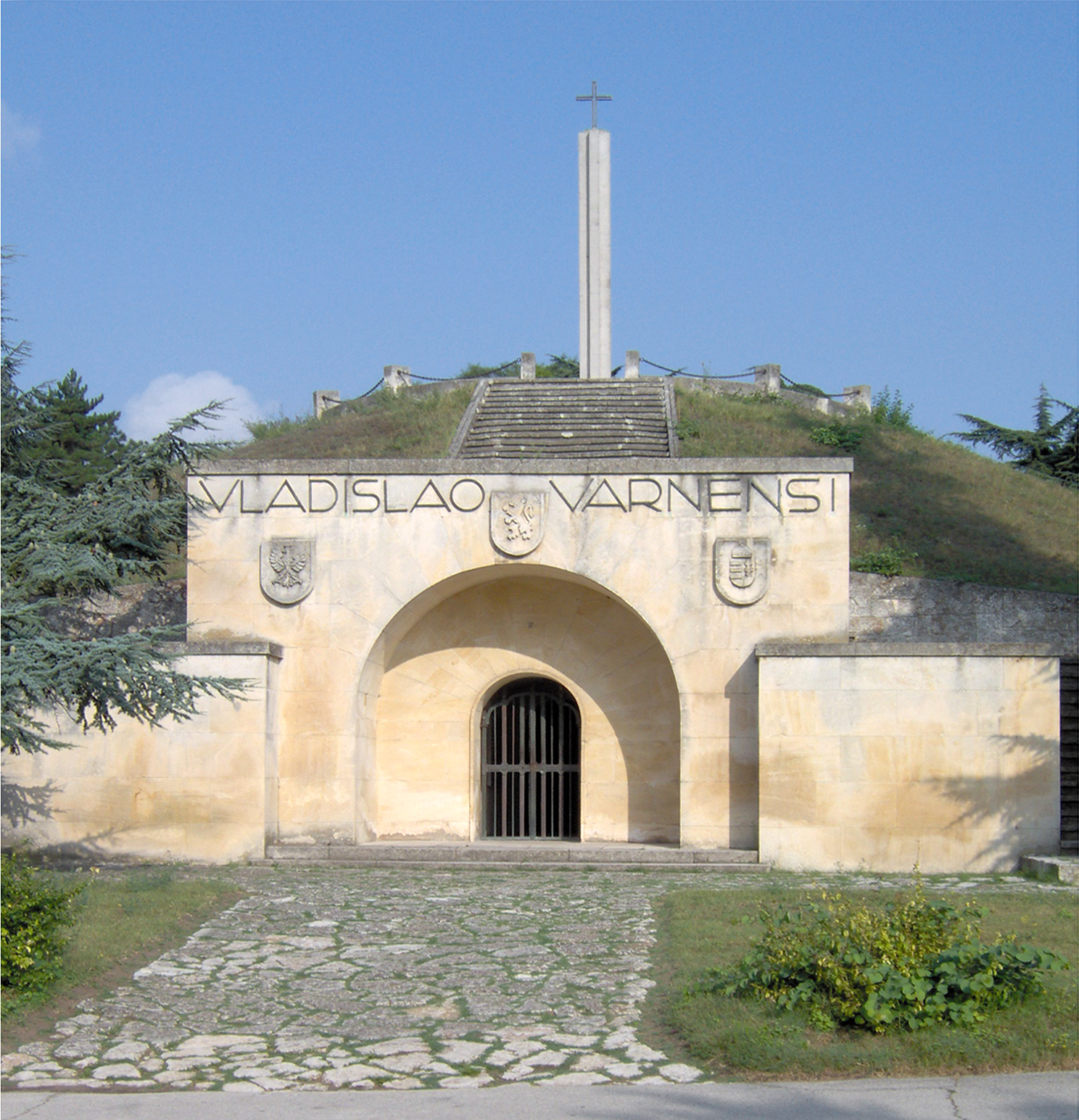
النصب التذكاري لمعركة ڤارنا، مَبنيٌّ على هضبة مقبرة قديمة للتراقيين، ويحمل اسم الملك البولوني المقتول في المعركة أعلى البناء (اضغط الصورة للتكبير).

### نتائج المعركة على المدى البعيد

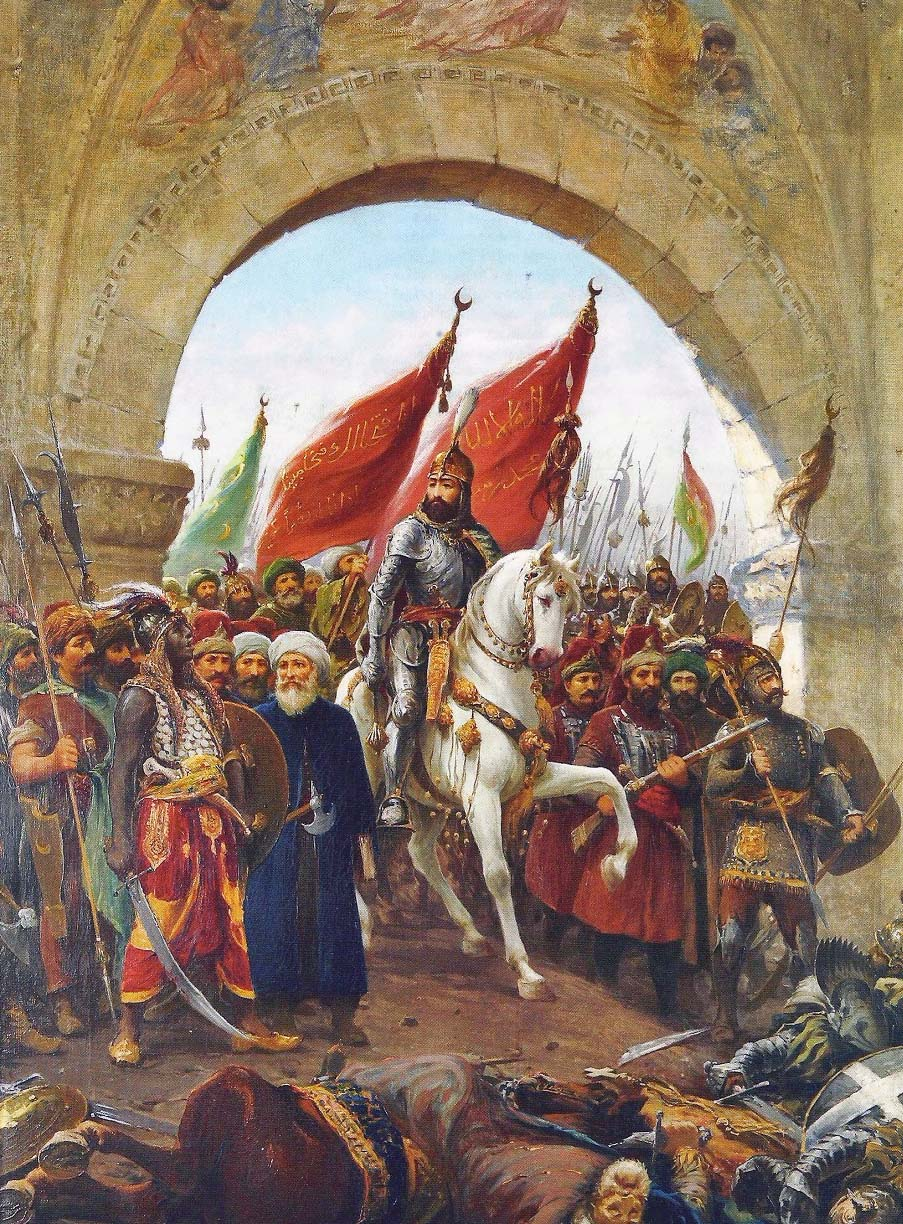
لوحة تمثِّل دخول السلطان محمد الفاتح القسطنطينية من «باب إدرنة» بعد معركة ڤارنا بتسع سنوات.
رَدَعَت معركة ڤارنا ومعركة كوسوڤو الثانية الدول الأوروپية عن إرسال أي مساعدة عسكرية كبيرة إلى البيزنطيين خلال الحصار العثماني للقسطنطينية وفتحها عام 1453م.

## سير المعركة

راية الكروات. بمجرد بدء المعركة، انحدر فرسان الآقنجية والعزب العثمانيون على ميمنة الصليبيين الذين يقودهم «بان» الكروات «فرانكو تالوتشي». ردّ الصليبيون بقَواذف القنابل والأسلحة النارية فأوقف العثمانيون الهجوم وتراجعوا، وكان سلاح فرسان السپاهية قد نصبوا للصليبيين كمينًا أجبرهم على الفرار واستطاع القليل منهم الإختباء خلف حصن عربات الهوسيين الحربية.

بعد أن عَلِمَ الصليبيون بعبور العثمانيين المضيق ونزول الجيش العثماني إلى الروملي بأرض أوروپا قادمين لملاقاتهم، وعندما علم الملك ڤلاديسلاڤ الثالث بذلك أراد أن يرجع بجيشه لأن أساس الحملة كان مباغتة العثمانيين أثناء هدنة السِّلم، ولكن العثمانيين قطعوا عليه هذا التراجع إذ وصلوا في نفس اليوم بالقرب من ڤارنا قادمين من الغرب، وخيّموا أمام الصليبيين.
كان على أسطول البندقية الإبحار شمالًا إلى مدينة ڤارنا لمقابلة جيش التحالف المسيحي الصليبي ونقله بحراً، ولكن البنادقة فشلوا في ذلك، ووقعت المعركة الحاسمة دون مشاركتهم.
في 28 رجب 848هـ / 10 نوڤمبر 1444م التحم الجيشان في معركة ڤارنا بالقرب من البحر الأسود عند حصن ڤارنا، في بلغاريا.

### صلاة السلطان قبل المعركة
صلى السلطان مراد الثاني ركعتين في ميدان معركة ڤارنا قبل بدء المعركة ودعا فيهما الله قائلاً: «إلهي! لا تجعل عبادك المؤمنين في يد الكفار بسبب كثرة خطاياي. إلهي! احفظ أُمَّتك من أجل حُرمة حبيبك (المقصود الرسول محمد عليه الصلاة والسلام) يا منصور ويا غالب».

### بدء المعركة
عندما تواجه الجيشان، سيطر كل منهما على الآخر لمدة ثلاث ساعات تقريبا بدون ظهور أحدهما على الآخر.
جاءت الحركة الأولى من الجانب العثماني عندما بدء 6000 من فرسان السپاهية بتعجيز ميمنة الصليبيين بإطلاق السهام.
انطلقت الفرسان الخفيفة العثمانية الآقنجية والعزب ترتقي الهضبة الشمالية لساحة المعركة ولم تنتبه ميمنة الصليبيين لذلك، ثم نزلوا معاً في هجوم واحد من المنحدرات كالسيل المنحدر إلى السهل على الجناح الأيمن للصليبيين، فأمر «بان» (رئيس) الكروات «فرانكو تالوتشي» بالهجوم.
كتب «أندريس پالاتشيو» الذي حضر المعركة بخصوص تلك الواقعة: «رغم أن الهواء كان شفافاً والبحر هادئ ولكن بدأت عاصفة واشتد الريح قادماً من جهة الغرب (حيث معسكر العثمانيين)، كَسَرَت ودَمَّرَت بيارقنا عدا بيرق القديس جرجس».
ربما تسببت هذه الرياح القوية العنيفة القادمة من جهة العثمانيين في وجه الصليبيين بتشتيت انتباههم وشغلتهم بها مما سمح بنقل جزء من مفرزة الجناح الأيسر للجيش العثماني وأن يرتقي الهضبة الشمالية، هضبة فرينغا، بدون أن يلحظ الصليبيون تواجودهم قريبا منهم فوق الهضبة.

### هجوم ميسرة العثمانيين ومقتل الأساقفة

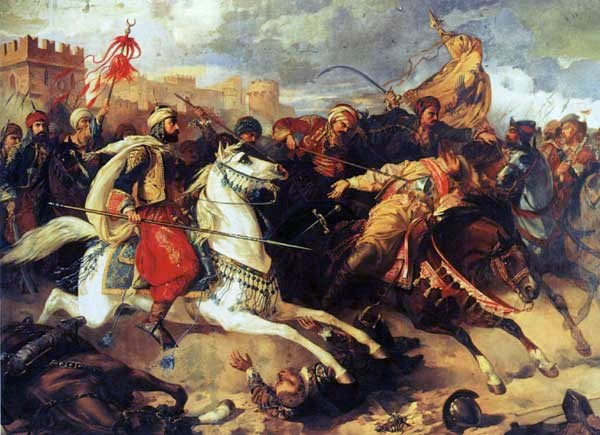
لوحة "معركة ڤارنا" بريشة الرسام البولوني "ستانيسلو تشلبوڤسكي" (1835م - 1884م) الذي عُرف بتخصصه في اللوحات الإستشراقية.

بمجرد انحدار الفرسان الخفيفة العثمانية من الوديان والتلال ومن بين الشجيرات بهجومٍ موحّدٍ على ميمنة الصليبيين التي يقودها «بان» الكروات «فرانكو تالوتشي»، اندفع العثمانيون بقيادة جميع قادة الجناح الأيسر الأربعة الذين تقدموا في وقت واحد مع فرسانهم:
1. شهاب الدين باشا.
2. خضر بك.
3. مالقوج أوغلي بك.
4. داود بك.

ردّ الصليبيون من اليسار بقَواذف القنابل والأسلحة النارية فأوقف العثمانيون هجومهم وتراجعوا، وهنا وقع الجنودُ الصليبيون في خطأ استراتيجي بأنهم تَعقَّبوا فرسان الآقنجية الخفيفة السريعة وطاردوهم مُطَارَدَةً غير مُنَظّمة، وكان سلاح الفرسان الثقيلة سپاهية الأناضول قد نَصَبُوا كمينًا مُسبَّقاً للصليبيين من الجانب، فأُجِبَر الصليبيون على الفرار واستطاع القليل منهم الإختباء خلف حصن عربات الهوسيين.
هاجم شهاب الدين باشا بكلربك الروملي فرقتين مَلَكِيَّتّين صليبيتين، بينما كسر داود بك أمير سنجق پريشتينا دفاعات ميمنة الصليبيين، فانجرفت تحت وقع الهجوم جنود الميمنة المتكونة من أربع فِرق يقودهم الأسقف «يان دومينيك»، والكاردينال «سيزاريني»، وأسقف «إيجر» و«فرانكو تالوتشي» الذين حاولوا النجاة جميعاً والفرار صوب بحيرة ڤارنا وخليج ڤارنا وقلعة «غلطة» (بالإنجليزية: Galata) الصغيرة الواقعة على الضفة الأخرى جنوب خليج ڤارنا، ولكن معظمهم قُتل في المستنقعات المحيطة ببحيرة ڤارنا ونهر دڤنِيَا (بالإنجليزية: Devnya) الذي يَصُبُّ فيها، وربما قُتل «سيزاريني» هناك ولقي مصرعه في تلك المستنقعات بحسب بعض المصادر.
وفي أثناء التراجع الفوضوي للجيش الصليبي لقى المندوب البابوي الصليبي الكاردينال «يوليان سيزاريني» حتفه، وكان يقود سلاح الفرسان البُشناقيين والمرتزقة الألمان، ويُحتمل أن يكون بعض الأساقفة الصليبيين قد لقوا مصرعهم هناك أيضاً مع القوات التابعة لهم.
فقط تمكنت قوات «بان» الكروات «فرانكو تالوتشي» من الانسحاب وراء حصن العربات الهوسية، بينما تمكن داود بك من اختراق سلسلة العربات.
شاهد هونياد الوضع البائس على الجهة اليمنى للصليبيين فأخذ جزءًا من القوات الملكية كان واقفًا في الوسط كاحتياطي للمساعدة وقادهم إلى مساعدة الجهة اليمنى. لم يرغب هونياد في أخذ فرقتي الاحتياط كليهما كي لا يستنفذ الإحتياطي بأكمله إذ أن نتيجة الأعمال الحربية على الجهة اليسرى لم تكن واضحة بعد.
لم توفر مساعدة هونياد سوى إغاثة مؤقتة للميمنة، لأنه أثناء اشتباكه مع قوات داود بك، تعرض هونياد لهجوم مضاد من قِبل يونس بك فرجع إلى موقعه في قلب الجيش بالقرب من الملك «ڤلاديسلاڤ الثالث».
استطاع تدخّل هونياد بحنكته القيادية أن يقلل من حجم الكارثة علي ميمنة الجيش الصليبي وأن يجعل الأمور تحت السيطرة بعد هلاك الكثير من الصليبيين.
كتب «ر. جينكينز» (R. Jenkins) كاتب السيرة الذاتية للكاردينال المقتول «يوليان سيزاريني»، يقول عنه:

### هجوم ميمنة العثمانيين

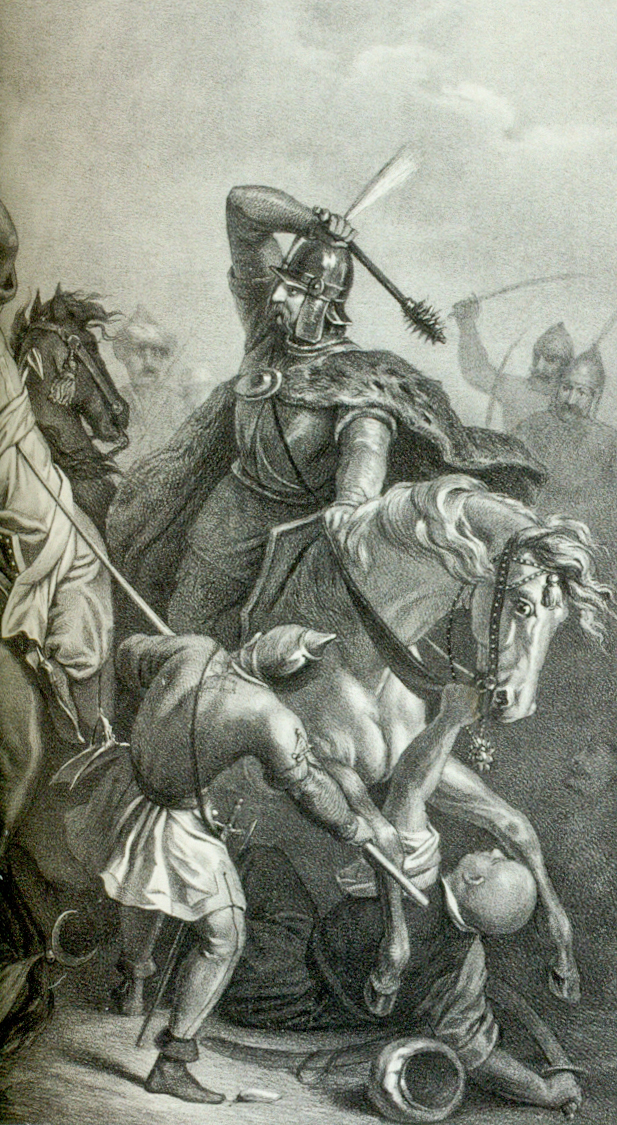
لوحة "يوحنا هونياد" في "معركة ڤارنا" بريشة "جوزيف ماراستوني" (1834م-1895م)، من مقتنيات "المتحف الوطني المجري".

لم يكن لفرسان الأناضول في ميمنة العثمانيين سابق خبرة بقتال الجيوش الأوروپية، وكان ميدانهم أكثر صعوبة كونه سهل مفتوح لا توجد فيه ملاجئ.
هجم الجناحُ الأيمنُ العثماني على ميسرة الصليبيين وفيها فرسان المجر والبلغار بقيادة «ميخائيل سزيلاغي» شقيق «يوحنا هونياد»، ثم توقف اندفاع العثمانيين ورجعوا، ثم أعاد فرسان السپاهية الكرَّ وهجموا مرة أخرى.
رمي الصليبيون العثمانيين بالنبال، ثم سار مشاة ميسرة الصليبيين وميمنة العثمانيين للقاء بعضهم البعض.
واجهت قوات «فناري أوغلي» قوات «طوماس زيكيلي»، وواجهت قوات قائد ميمنة العثمانيين الداماد «قره جه باشا» بكلربك الأناضول قوات «ميخائيل سزيلاغي»، وكانت مفرزة «سليمان بك» تقف على يسار الداماد «قره جه باشا». هاجم «ميرچه الثاني» حاكم الأفلاق مفرزة «سليمان بك» مباشرة متجاوزًا «ميخائيل سزيلاغي» كي يمنع «سليمان بك» من تطويق «سزيلاغي» من الخلف.
قرَّرَ هونياد التحرك بصحبة مجموعتين من الفرسان لمساعدة أخيه «ميخائيل سزيلاغي» ونصح الملك ڤلاديسلاڤ الثالث أن يتريث في مكانه وينتظره حتى يعود ثم يهاجما معاً قلب الجيش العثماني.
أُحبط الهجوم العثماني وتفوَّق الصليبيون على هذا الجانب في تلك المعركة، وبدأت وحدات الأناضول في التراجع إلى التلال.
رفض «قره جه باشا» التراجع وهاجم بدلا من ذلك «طوماس زيكيلي»، ولكن هذا لم يحقق له النصر أو لوحدته؛ واستشهد الداماد غوڤيي «قره جه باشا» نفسه في المعركة، وتراجع جيش الأناضول بأكمله.
ونتيجة لتراجع ميمنة العثمانيين أمام ميسرة الصليبيين، نقل هونياد فرقة من ميسرة الجيش إلى الميمنة التي اجتاحها العثمانيون في بادئ المعركة، وهناك بدأ شهاب الدين باشا وجيشه في التغلب على هجمة قوات هونياد القادمين من ميسرة الصليبيين مع من تبقى من قوات ميمنة الصليبيين، ولكن في نهاية المطاف تم دفع العثمانيين إلى المنحدر بقيادة هونياد. ورغم ذلك، لاحظ الجندي المؤرخ «أندريس پالاتشيو» أنه يبدو كما لو أن خسائر العثمانيين كانت بالكاد منعدمة.
وحتى هذا الوقت من المعركة لم تكن قوات المشاة الخاصة بالسلطان مراد الثاني، وهم الإنكشارية ووحدات قوات القصر، قد دخلت بعد إلى ميدان الحرب.

وهنا، بعد انسحاب جيش الداماد «قره جه باشا» ومع بداية تراجع جيش شهاب الدين باشا ومطاردة هونياد للجنود العثمانيين المتراجعين، أرسل السلطان مراد الثاني رجاله إلى المعركة، فلمّا انتبه هونياد لذلك ترك تعقب جنود العثمانيين المنسحبين وعاد إلى الملك ڤلاديسلاڤ الثالث في داخل حصن العربات الهوسية المتحركة.

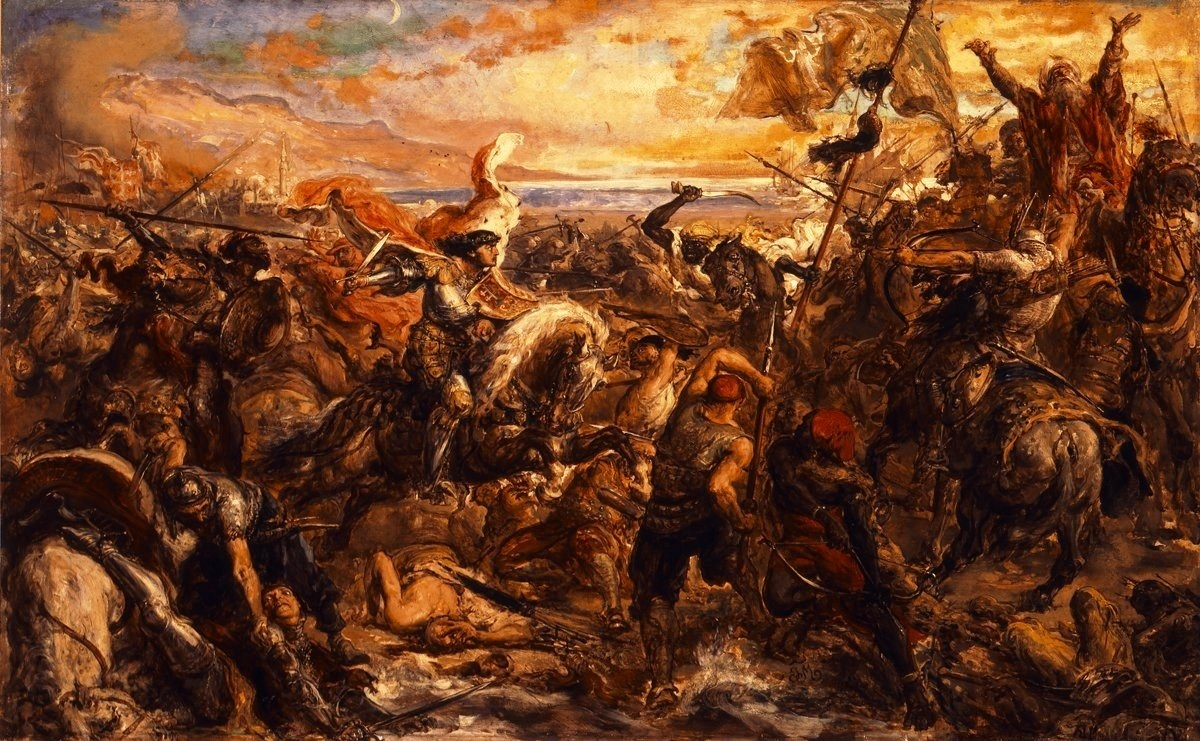
لوحة: "الملك ڤلاديسلاڤ في المعركة الأخيرة"، معركة ڤارنا.
«ڤلاديسلاڤ الثالث» ملك بولونيا والمجر يقود هجوم الفرسان، لوحة تخيلية عام 1879م بريشة الرسام البولوني «يان ماتيكو» (24 يونيو 1838 - 1 نوڤمبر 1893) الذي عُرف بلوحاته الپولندية التاريخية السياسية والعسكرية.

وهنا انضم الكثير من جنود ميسرة الصليبيين إلى بقية الجيش، إلا فقط جنود الأفلاق الذين هزموا مفرزة «الأرناؤوطيين» العثمانيين بقيادة «أفرنوس أوغلي»، فانشغلوا بالنهب وجمع الغنائم وتركوا المعركة.
لاحظ الجندي المؤرخ «أندريس پالاتشيو» بخصوص هذه المرحلة من المعركة وذكر في كتاباته أن «الجنود في الجيش الصليبي قد قاتلوا طوال اليوم واستُنفذوا، كما أن العديد منهم، مثل هونياد نفسه، قد أصيبوا في المعارك، أما وقد نزلت قوات السلطان مراد الثاني ضدهم في تلك اللحظة وجائهم الأكثر خبرة والأكثر تجهيزا بقوات جديدة وكاملة من الجيش العثماني، فقد ازداد موقف الصليبيين تأزماً».
نزل حوالي 6 أو 8 آلاف من الجنود الإنكشارية على المنحدر، ثم بدأوا يحتمون خلف الأحراش وهم يمطرون الصليبيين بالسهام، ثم اشتبكوا مرة أخرى ولكن لم تظهر الغَلَبة لأي من الفريقين.
ذكر الجندي المؤرخ «أندريس پالاتشيو» أن عدد الصليبيين انخفض، فهم قد فقدوا أربعة فرق تمامًا على الجهة اليمنى دون حساب الخسائر بين القوات الأخرى، وتراوح حجم الجيش الصليبي في هذه المرحلة من المعركة بين ستة إلى سبعة آلاف شخص.
دمَّر العثمانيون تماماً الجناح الأيمن للصليبيين أثناء التراجع، كما انسحب معظم الجنود الصليبيين من الجناح الأيسر للجيش، وعاد بعض العثمانيين مثل «داود بك» وشهاب الدين باشا إلى مقر السلطان مع بطانتهم الشخصية.
ثم تمكَّن الصليبيون في ميمنتهم رغم التعب والهزيمة والقتلى من دفع الإنكشارية وقوات العزب إلى التلال.
تضارب المصادر الغربية: تذكر إحدى النسخ أن معظم الجنود العثمانيين قد فرَّوا أو قُتلوا، ولجأ السلطان مراد الثاني بنفسه إلى مقر السلطنة فوق التل، أما المؤرخ المجري المتأخر «توماس پالوشفالڤي» (بالمجرية: Tamás Pálosfalvi) من «معهد التاريخ» فرع «أكاديمية العلوم المجرية» بمدينة بست، بودابست المجر، فهو مقتنع بالرأي بأن القوات العثمانية قد دُمرت تقريبًا في نفس وقت مقتل ڤلاديسلاڤ الثالث (الذي سيأتي ذكره لاحقاً).
أما المصادر العثمانية: فتذكر "موسوعة الإسلام التركية" التابعة "لوقف الديانة التركي"،  أنه بعد أن بدأت قوات الروملي بالتفكك، حشد السلطان مراد الثاني قواته الخاصة ولكنهم لم يكونوا فاعلين وكانوا متفككين للغاية ولم يكن هناك سوى عدد قليل جدًا من رجال الإنكشارية والعزب بالقرب من السلطان. وفي مواجهة هذا الوضع، بدا وكأن السلطان مراد الثاني قد يقبل عرض الانسحاب إلا أنه ظل في ساحة المعركة وخاصةً بتشجيع الداماد «قره جه باشا» لذلك، فغيّرت هذه الخطوة مسار التصادمات. وبينما ظل السلطان باقياً تحت الحماية وسط رجال الإنكشارية؛ هاجمهم في هذه اللحظة ملك المجر ڤلاديسلاڤ الثالث مع 500 فرسانه ولكنه لم يستطع التغلب على المعسكر العثماني الخاضع لحراسة جيدة، ولأنه لم يستطع رؤية الخندق هناك، سقط حصانه، وأدى هذا إلى حالة من الذعر العام في الجيش المجري.

### ذبح الملكڤلاديسلاڤ الثالث

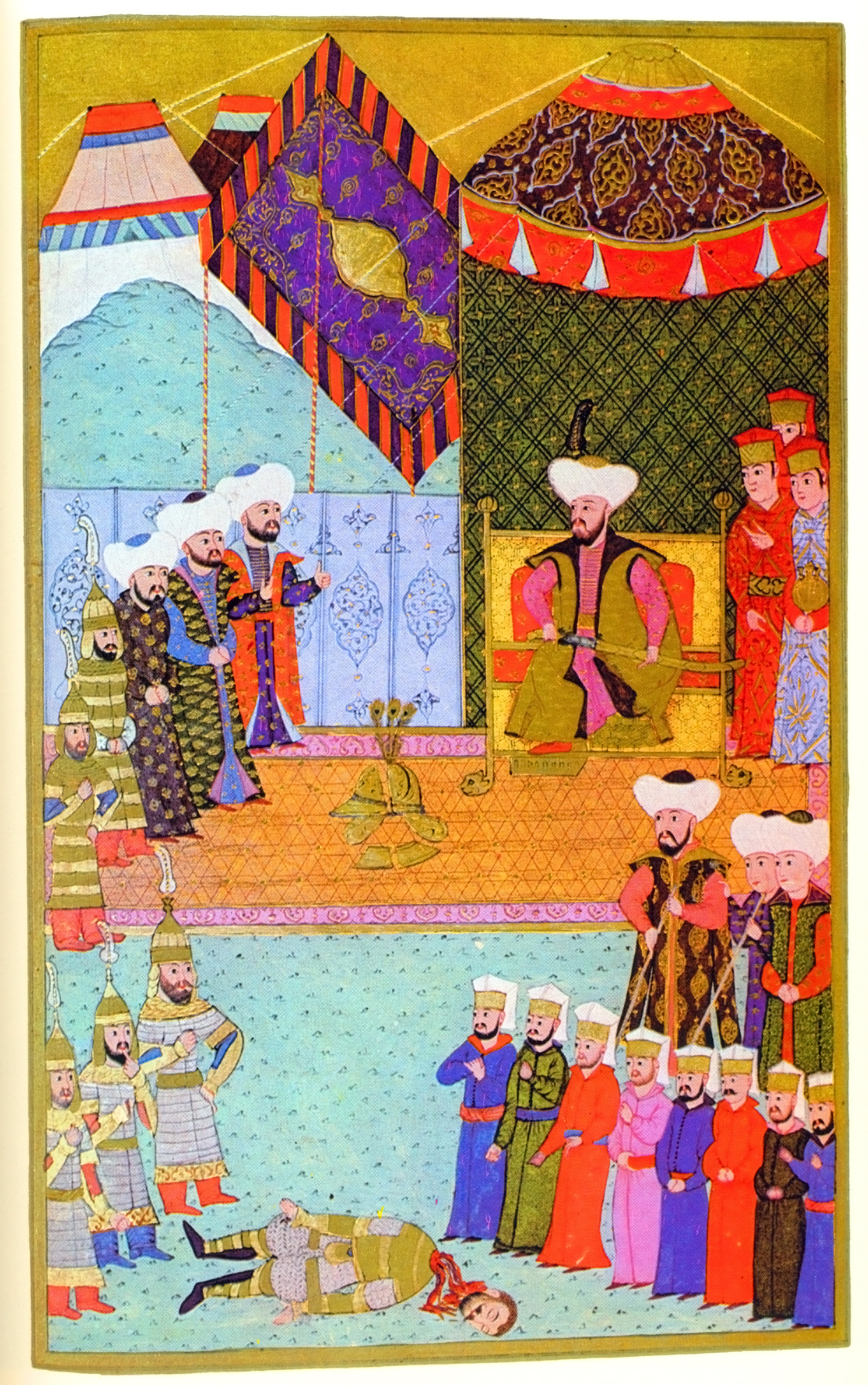
مُنمنمة عُثمانيَّة تُصوِّرُ جُثَّة ملك بولونيا والمجر الشاب «ڤلاديسلاڤ الثالث» مقطوعة الرأس، مُلقاة أمام السُلطان مُراد الثاني بعد أن ذبحه الجندي الإنكشاري العثماني «قره جه خِضر» في «معركة ڤارنا». وُصفت الجُثَّة الظاهرة في الرسم - خطئاً - بأنها جثة القائد العسكري يُوحنَّا هونياد الذي نجح في الفرار من معركة ڤارنا وقُتل بعدها بفارق 12 عاماً أثناء حملة عسكرية ضد القوات العثمانية في 11 أغسطس 1456م.

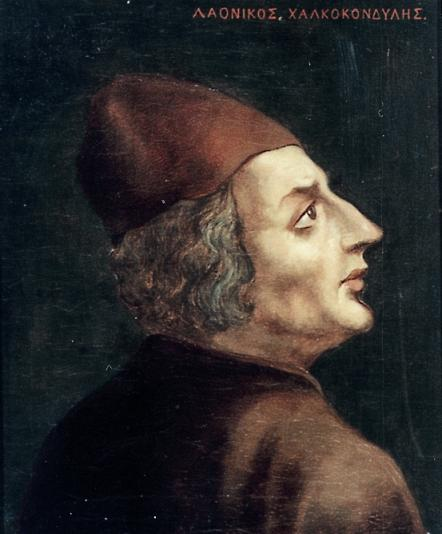
لوحة للمؤرخ "لاونيكوس خاقوقوندِلس". وفقًا "لميلر" (Miller)، كان لاونيكوس بلا شك "شاهدًا" على معركة ڤارنا، على الرغم من أن المؤرخ "ثيودور سباندونيس" (Theodore Spandounes) يدعي أن لاونيكوس كان وزيراً للسلطان مراد الثاني وحضر معركة ڤارنا عام 1444.

في أثناء وقوع تلك الأحداث، تجاهل الملك الشاب صغير السنّ ڤلاديسلاڤ نصيحة الخبير المحنك هونياد، وظنَّ أن اللحظة الحاسمة قد حانت بعدما رأي تهاوي جناحي الجيش الأيمن والأيسر، فهرع في 500 من فرسان حرسه الشخصي البولونيين بهجومٍ متهورٍ يبغون اقتحام قلب الجيش العثماني يريدون السلطان.
وفقا للمؤرخ شاهد عيان المعركة «لاونيكوس خاقوقوندِلس» (حوالي 1423م - حوالي 1470م) (بالإنجليزية: Laonikos Chalkokondyles)(بالتركية: Laonikos Halkokondilis)، فإن المحاطين بالملك الذين كانوا يحسدون هونياد على مجده ويُريدون الحدّ من نفوذه، أرادوا إقناع الملك بأن نصيحة هونياد للملك بانتظار عودته كي يهاجما معاً السلطان كانت نصيحة سيئة، واستفزوا الملك ڤلاديسلاڤ الثالث وزيَّنوا له مهاجمة السلطان مراد الثاني بمفرده قبل عودة هونياد (حتى يفوز بالمجد وحده)، فتهور الملك ذو العشرين ربيعاً وقرر تجاهل نصيحة هونياد واتباع نصيحة النبلاء، وحفز حصانه ثم تلاه حوالي 500 من فرسانه متجهين صوب مقر السلطان مراد الثاني وبه أكثر الجنود العثمانيين بأساً وخبرة بالحروب.
حاول الملك ڤلاديسلاڤ الثالث اجتياح مشاة الإنكشارية بهجومٍ محفوفٍ بالمخاطر وسوء التقدير لأَسْر السلطان مراد الثاني وقتله، ولكن عندما اقترب منهم افسح له الجنود العثمانيون كي يدخل في وسطهم مندفعاً بسهولة حتى كاد أن يصل إلى خيمة السلطان مراد الثاني بل وصل إلى منطقة البيارق وبها راية السلطان مراد الثاني. وعندها، قاومت الإنكشارية هجوم سلاح الفرسان المجري ودافعوا بقوة وأجبروا المهاجمين على التجمع في المركز، فانكسر هجوم ڤلاديسلاڤ الثالث وسط جنود الإنكشارية الذين سرعان ما أحاطوا به، ثم سقط جواد الملك ڤلاديسلاڤ الثالث مقتولاً أمام الخيمة.
وأمام حرسه الشخصي المكون من 500 رجل، اقترب منه بسرعة الجندي الإنكشاري المُخضرم «خوجة قره جه خِضر آغا» (بالتركية: Koca Hızır)، وبضربة واحدة من سيفه قطع رأس الملك فذبحه ورفع رأسه على سن رُمح، وفي وقت لاحق قدَّمّ الرأس كهدية شخصية وفعل ولاء للسلطان مراد الثاني.
تذكر المصادر الغربية بخصوص هذا الموضع من لمعركة أنه إما أن الملك وقع في فخ منصوب أو أنه طُعن.
أما المصادر العثمانية وهي الأقرب لحقيقة ما جرى في هذا الموضع لأن تلك الأحداث تمت داخل معسكر المسلمين ولم يحضرها أغلب أفراد الجيش الصليبي، فتَذكُر أن الجندي «تيمورطاش» (بالتركية: Timurtaş) ضرب الجواد ببلطة (فأس) فطرح الجواد والملك أرضاً.
ووفقا لوصف المؤرخ العثماني «محمد نشري» في المصادر العثمانية، فإن الملك ڤلاديسلاڤ الثالث صاح في العثمانيين قائلاً: «أريد التحدث مع السلطان مراد، مرتجفاً من الخوف، وهرع في اتجاه الإنكشارية الذين انشقوا على الجهتين ليدعوا له مجالاً للدخول بينهم، ثم ذبحوا جواده من الخلف وأوقعوه أرضاً، وانحنى «قره جه خِضر» ليقتله فصاح الملك:»سلطان مرادّ! سلطان مراد!«فتجاهله «قره جه خِضر» وقام على الفور بِحَزِّ رأسه وربطه على سن رُمح».

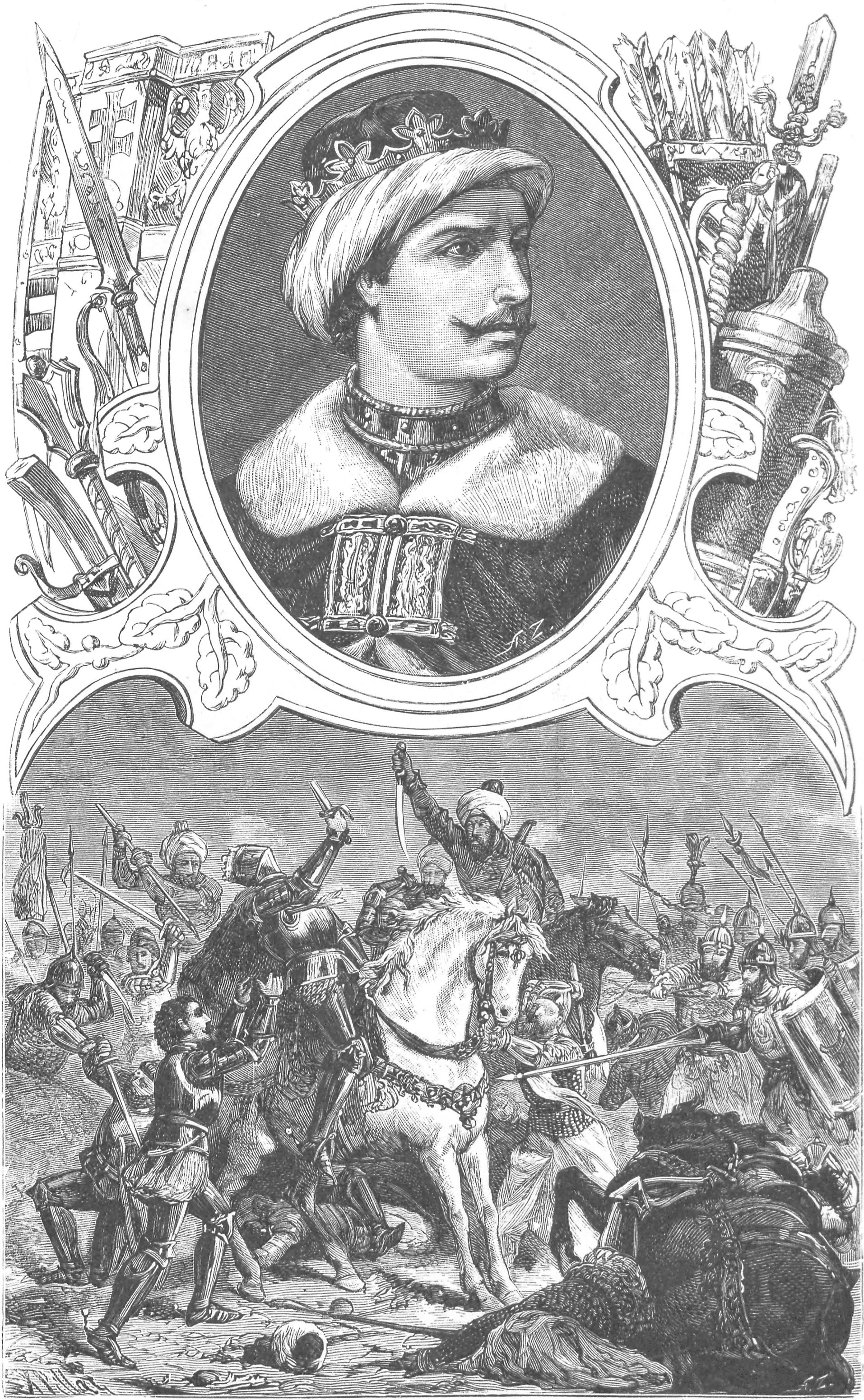
لوحة تخيلية عام 1888م، تمثِّل مقتل الملك ڤلاديسلاڤ الثالث بيد حرس السلطان الخاص.

بعد قتل الملك المجري ڤلاديسلاڤ الثالث، نُصب رأسه على رُمح وضُرب طبل البِشارة ورُفعت راية الغَلَبَة والظَّفَر، فأُصيب الصليبيُّون بِالهلع والفزع لمَّا شاهدوا رأس الملك مرفوعًا على رمح.
انهارت معنويات الفرسان المتبقين في الائتلاف الصليبي لما رأوا رأس ملكهم مقطوعاً ومرفوعاً على الرمح فبدأ الصليبيون في الهرب وهزمهم العثمانيين، وأدى الذعر الناتج بين الصليبيين إلى فرارهم بلا رئيس، وقُتل نصف الجيش البولوني المجري.
لجأ بعض الجنود المجريين الهاربين إلى «حاجز العربات الحربية المتحركة» ليحتموا وراءها وواجهوا الهجوم العثماني بالمدافع وطلقات البنادق، ولكن ذلك لم يُغنِ عنهم شيئًا سوى إنقاذ بعض أفراد القوات المجرية باعطائهم وقت كافٍ للتراجع. ثم في وقت لاحقٍ انسحبت أيضا تلك الفلول من خلف «حاجز العربات الحربية المتحركة».
بعد عودة هونياد، حاول بشكل محموم إنقاذ جثة الملك، ولكن إزاء الهلع والذعر الذي أصاب الصليبيين، كل ما استطاع أن يُنجزه هو تنظيم فرار جيشه وتراجعه، وقام بتشجيع جيشه على: «القتال من أجل ديننا، وليس من أجل الملك» ولكنه لم يقدر على استعادة قوة الجيش؛ وعانى الآلاف من الإصابات في تلك الفوضى، وتم القضاء على ذلك الجيش تقريبًا، وهرب القائد العام المجرى يوحنا هونياد من المعركة.
وبالكاد استطاع يوحنا هونياد أن يفرّ من ساحة المعركة ببعض الصعوبة وأن ينجو من الوقوع في الأسر.
في الْيوم التَّالي هاجم العثمانيون معسكر المجر واستولوا عليه.

### نهاية المعركة

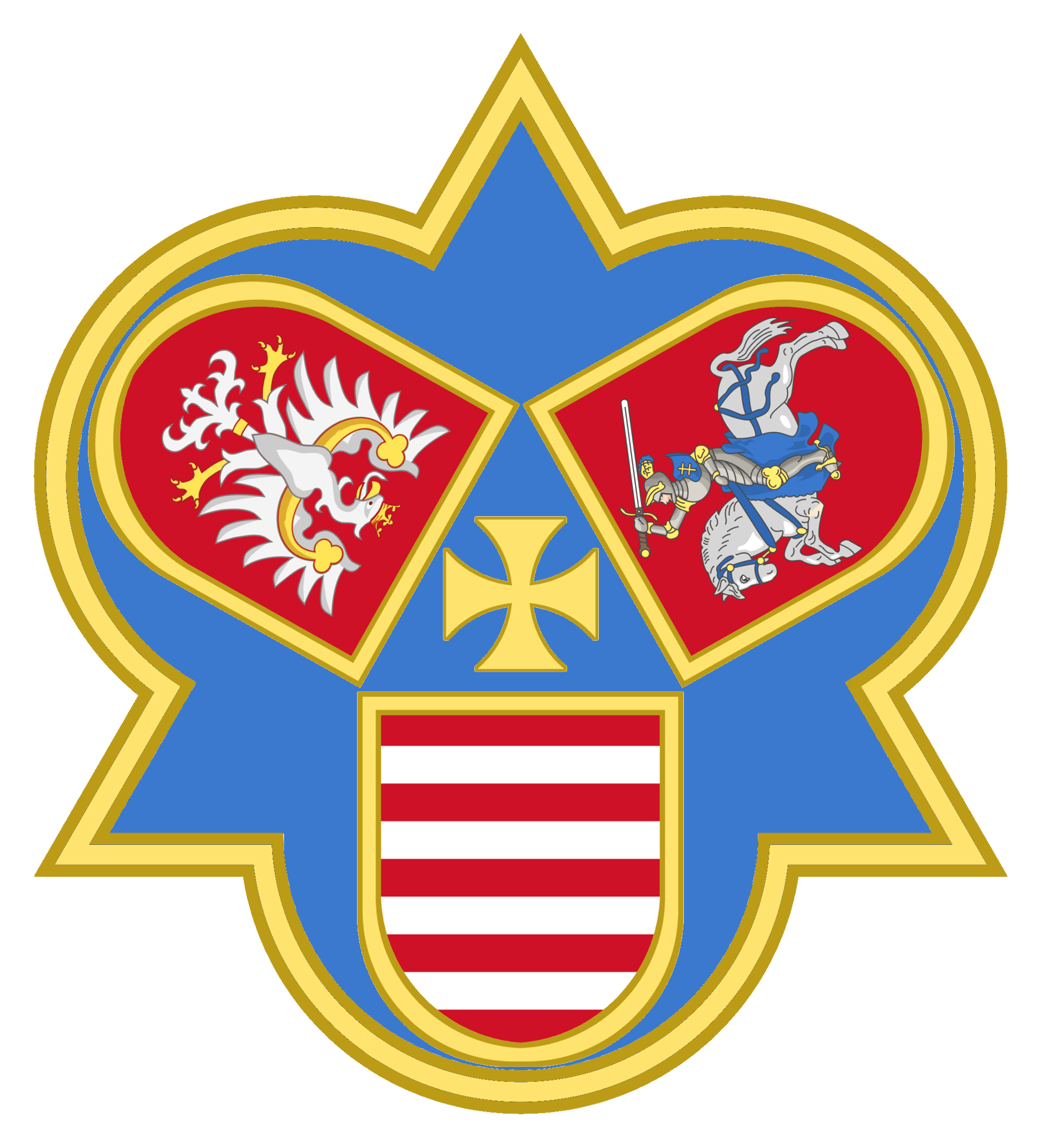
شعار ملك بولونيا والمجر "ڤلاديسلاڤ الثالث": العُقاب البولوني، وشرائط المجر والقديس جرجس، وفي وسطهم الصليب.

كلّف الهجوم اليائس للملك في نهاية المطاف ليس فقط حياته، بل أيضا هزيمة الجيش الصليبي، وكَتَبَ مؤلف قصة قصيرة يونانية عن هذا الفعل الطائش: «إن قَتل الملك في ڤارنا كان نتيجة غباءه.» ولم يكن مصرع الملك بطولياً بالمرة، بل كانت نتيجة انعدام خبرته.
يبدو أن مقتل ڤلاديسلاڤ الثالث كانت له عواقب قليلة في بداية الأمر بسبب أن من حضر مقتله كانوا قلة من الناس، ولأنه لم يعد أي شخص تقريباً من الصليبيين من هذا الهجوم للإبلاغ عما حدث، فلم يصل نبأ مقتل الملك إلى بقية الصليبيين إلا بعد وقت واعتقد الكثير من الصليبيين أن الملك كان مايزال على قيد الحياة وأنه سيعود إلى المخيم في وقت لاحق فواصل المتحاربون من الطرفين قتال بعضهم البعض عبر الجبهة رغم مقتل ملك الصليبيين.

نسخة أخرى من شعار ملك بولونيا والمجر «ڤلاديسلاڤ الثالث»، بحسب النسخة الأصلية من أرشيف ولاية ڤيينا:
- أعلى اليمين: العقاب البولوني
- أعلى اليسار: شرائط المجر
- أسفل اليمين: الصليب المزدوج
- أسفل اليسار: القديس جرجس

كان جنود هونياد الذين قد فروا جنوبًا إلى بحيرة ڤارنا في بداية المرحلة الأولى من المعركة قد رأوا من مات منهم في مستنقعات البحيرة، فتوقفوا عن الفرار جنوباً ورجعوا محاولين الهرب عن طريق شمال أرض المعركة عبر الجبال. وعندما مرّ أولئك الهاربين عبر المعسكر الصليبي نادوا الجنود الموجودين بالمعسكر للهرب معهم. سمع الصليبيون الذين كانوا بالمعسكر أصوات الجنود الشاردين المارين هرباً بمعسكرهم تناديهم بالهرب معهم، ولكن كل من سمعهم ممن مَرُّوا عليهم اعتقدوا أن هذا فخاً من العثمانيين فلم يتحركوا، بينما واصل الفارُّون طريقهم إلى الشمال بدون توقف.
ومرَّ الوقت في المعسكر الصليبي بهدوء بدون وقوع اشتباكات فيه، حيث اعتقد الجميع أن ملكهم قد انتصر، بينما لم يهاجمهم العثمانيون بعد مقتل الملك.
كان باستطاعة العثمانيين سماع نشاط في معسكر الصليبيين فأرسلوا من يراقبهم خوفًا من عودة الجنود الهاربين إلى حصن العربات الهوسية أو إلى المعسكر الملكي مرة أخرى.
أما في المخيم الصليبي فكان الناس ما يزالون ينتظرون عودة ملكهم، ولكن أصبح من الواضح بشكل متزايد مع مرور الوقت وعدم رجوع الملك أنه من غير المُجدي الانتظار أكثر من ذلك.
أظهر العثمانيون لجيش الصليبيين رأس الملك مرفوعاً على رمح لتبديد الشكوك، وحاول الصليبيون حتى المساء بقيادة هونياد استخلاص جثة الملك واستعادتها، أما الجنود الصليبيون الفارِّين من ساحة المعركة فقد سقطوا في الوادي الذي «كان شديد الانحدار إلى درجة أن أي حصان أراد أن يمر به، انزلق وسقط على المجموعة». وانطلقت الفرسان العثمانية فيهم أسراً وتقتيلاً.
وذكرت المصادر أنه كان هناك الكثير من القتلى خلال رحلة هروب الصليبيين لدرجة أن «الوادي كان ممتلئًا بالجثث حتى أن الخيول صارت تدهسها».

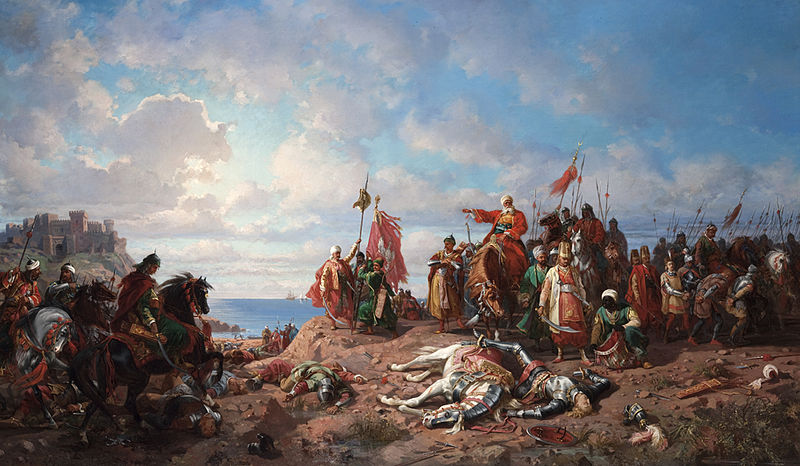
لوحة تُمثِّل العُثمانيُّون بعد المعركة وهم يتفقُّدون القتلى في ساحة المعركة ويقتادون الأسرى، والملك «ڤلاديسلاڤ الثالث» مقتول وحصانه على الأرض، والسلطان مراد الثاني فوق حصانه مع حاشيته أعلى الهضبة يُصدر الأوامر.

عندما أدرك هونياد أنه قد خسر المعركة، انسحب مع قواته دون إبلاغ جيش الصليبيين فنجح في الهروب عبر الجزء الشمالي عند البحر الأسود. تعقبت القوات العثمانية بقيادة «داود باشا» قوات هونياد وطاردتهم لمدة يومين ولكنهم لم يستطيعوا اعتقاله. وانتهت المعركة نهاية كارثية على مجموع الجيوش الصليبية، وتشتت جّمعُهُم بين قتيلٍ وأسيرٍ وناجٍ بنفسه.
واستطاع عدد قليل من الصليبيين، من بينهم هونياد، الفرار من أرض المعركة أحياء.

### اليوم التالي للمعركة
في صباح اليوم التالي ذهب السلطان مراد الثاني بعد أداء الصلاة إلى ساحة المعركة ليتفقدها برفقته «عزب بك» ورأى الأرض مغطاة بجثث مشوهة لأشخاص وخيول.
قال السلطان «لعزب بك»: «أليس من المُستغرب أن تكون الجثث هنا لشباب فقط وأنه من بين وجوه كثيرة لا توجد فيهم لحية شيباء واحدة؟» فأجابه عزب بك: «إذا كان بينهم رجل كبير واحد على الأقل، فما كانوا ليشاركوا في هذا المشروع المجنون». ثم ذهب السلطان مراد الثاني بعدها «إلى معسكر الكفار، ودخل خيمة الملك وغرز سيفه في عرش الملك ثم جلس، وقدم الثناء والشكر لرحمة الله وهدايته».